# ختان الإناث
ختان الإناث أو تشويه الأعضاء التناسلية الأنثوية أو الخَفْض مصطلحات لها اختلاف بحسب السياق اللغوي المستخدم. أما مصطلح تشويه الأعضاء التناسلية الأنثوية فهو المعتمد من مُنظمة الصحَّة العالميَّة وتُعرفه بأنه «أي عملية تتضمن إزالة جزئية أو كلية للأعضاء التناسلية الأنثوية دون وجود سبب طبي لذلك». يمارس تشويه الأعضاء التناسلية الأنثوية باعتباره أحد الطقوس الثقافية أو الدينية في أكثر من 27 دولة في إفريقيا ويوجد بأعداد أقل في آسيا وبقية مناطق الشرق الأوسط. قدَّرت مُنظمة اليونيسف أعداد الإناث المختونات في سنة 2016 بِنحو 200 مليون يعشن في الدُول سالِفة الذكر، إلى جانب بضعة مناطق ومُجتمعاتٍ أُخرى حول العالم.
تختلف طريقة ممارسة هذه العملية حسب المكان وحسب التقاليد لكنها تجري في بعض الأماكن دون أي تخدير موضعي وقد يُستخدم موس أو سكين دون أي تعقيم أو تطهير لتلك الأدوات المُستخدمة في هذه العملية. يختلف العُمر الذي تجري فيه هذه العملية من أُسبوع بعد الولادة وحتَّى سن البُلوغ. حسب تقرير اليونيسف، أغلب الإناث التي تجري عليهنَّ عمليَّة الختان لم يتعدين الخامسة من العُمر. تشتمل هذه العمليَّة على إزالة غطاء البظر وحشفته، واستئصال الشفرين الصغيرين والكبيرين، وختم الفرج (غلقه)، بحيثُ لا يُترك إلَّا فتحة صغيرة لِلسماح بِمُرور البول ودماء الحيض؛ وفتح المهبل لِلسماح بِالجماع والإنجاب لاحقًا. قدَّر صُندُوق سُكَّان الأُمم المُتحدة سنة 2010 أنَّ 20% من الإناث اللواتي خُتِنَّ أُزِيل الجُزء الخارجي من أعضائهنَّ التناسُليَّة وخِيطَ فرجهنَّ، وهي العمليَّة المعروفة بـ«الختان الفرعوني» أو «التَبْتِيْك»، الشائعة في شمال شرق إفريقيا بِالأخص.
يُنظرُ إلى هذه العادة حاليًّا في العديد من المُجمتعات حول العالم على أنها إحدى أبرز أشكال التمييز الجنسي، أو أنها مُحاولة للتحكُّم بِالحياة الجنسيَّة لِلمرأة، فيما تنظر إليها مُجتمعات أو جماعات أُخرى على أنها علامة من علامات الطهارة والعفَّة والتواضع. غالبًا ما تُقدم النساء البالغات على ختن بناتهنَّ، اللواتي يعتبرن هذا الفعل مدعاةً لِلشرف، وإنَّ عدم الإتيان به يُعرِّضُ بناتهنَّ إلى العار أو الإقصاء الاجتماعي. تختلفُ الآثار الصحيَّة لِختان البنات باختلاف طبيعيَّة العمليَّة، فقد تُعاني المختونة من التهاباتٍ مُتكررة، وصُعوبةٍ في التبوُّل وفي تدفُّق الطمث، وبُروز خرَّاجات، وصُعوبةٌ في حمل الجنين، ومُضاعفاتٌ عند الولادة، ونزفٌ مُهلك. ولا تُعرفُ أيَّة فوائد صحيَّة لِهذه العمليَّة حسب منظمة الصحة العالمية.
مصر هي أكثر الدول من حيث عدد الفتيات اللاتي أجريت عليهنَّ العملية حول العالم. والصومال وغينيا وجيبوتي الأعلى نسبةً في عدد المختونات. تنص قوانين أغلب الدُول التي يُشاعُ فيها ختان الإناث على عدم شرعيَّة هذا الأمر، على أنَّ القوانين الرادعة لِلختان قلَّما تُطبَّق. انطلقت مُحاولاتٌ وجُهودٌ حثيثة لِإبطال هذه العادة مُنذ سبعينيَّات القرن العشرين، عبر مُحاولة إقناع الناس بِخُطورتها وضرورة التخلَّي عنها، وفي اجتماعٍ لِلجمعيَّة العامَّة لِلأُمم المُتحدة سنة 2012، صوَّت الأعضاء بالإجماع على ضرورة تكثيف الجُهود لِإيقاف ختان الإناث حول العالم باعتبار أنَّ هذا الفعل يُعد خرقًا لِحُقوق الإنسان. وكانت الأمم المتحدة قد أعلنت السادسَ من شُباط (فبراير) «يومًا عالميا لرفض ختان الإناث». على أنَّ هذه المُعارضة الأُمميَّة لم تمُر مُرور الكرام، فتعرَّضت للانتقاد المُكثَّف من قِبل عُلماء الإنسانيَّات (الأنثروپولوجيا) بالأخص. فعلى سبيل المِثال، كتب الدكتور أريك سيلڤرمان يقول أنَّ خِتان الإناث استحال إحدى المواضيع الأخلاقيَّة المركزيَّة في علم الإنسانيَّات، طارحًا أسئلة مُعقدة عن النسبويَّة الثقافيَّة، ومدى شُموليَّة التسامح البشري وعالميَّة حُقوق الإنسان، ومدى تقبُّل الناس لِعادات وتقاليد بعضهم البعض.:420, 427

## تأثيل

### بِاللُغة العربيَّة

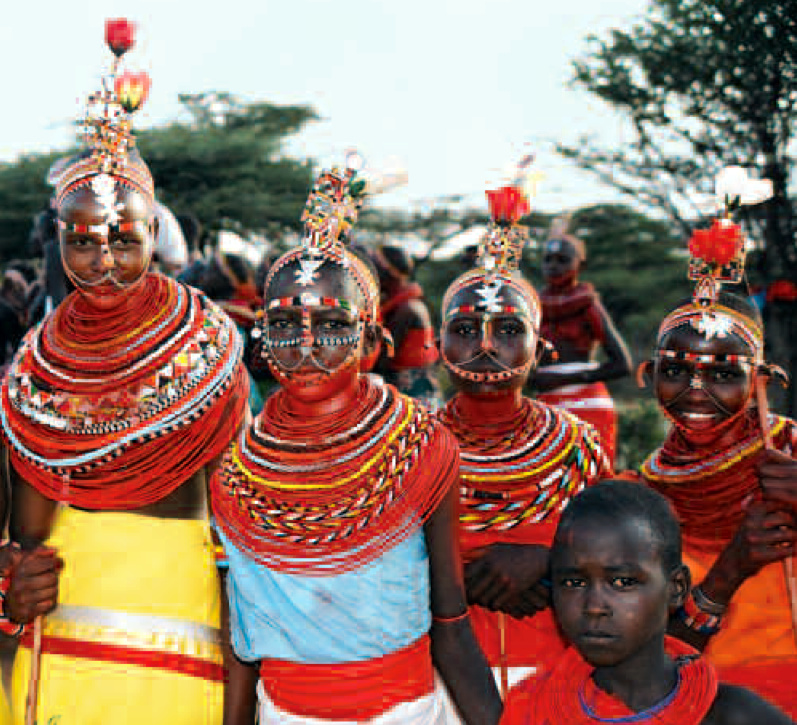
فتياتٌ من قوم «السامبورو» في هضبة لايكيپيا بِكينيا، خِلال حفل ختانهنَّ، سنة 2004.

جاء في لسان العرب تعريف الختان لُغويًّا كما يلي: «ختن: خَتَنَ الغلامَ والجارية يَخْتِنُهما ويَخْتُنُهما خَتْنًا». والاسم: «الخِتانُ والخِتانَةُ»، وهو «مَخْتُونٌ». وقيل: «الخَتْن للرجالِ، والخَفْضُ للنساء». و«الخَتِين»: «المَخْتُونُ»، الذكر والأُنثى في ذلك سواء. والخِتانة: صناعة الخاتِنِ. والخَتْنُ: فِعْل الخاتن الغُلام. والخِتان ذلك الأَمْرُ كُلُّه وعِلاجُه. و«الخِتانُ»: موضع الخَتْنِ من الذكرِ، وموضع القطع من نَواة الجارِيةِ. قال أَبو منصور: «هو موضع القطع من الذكر والأُنثى»، ومنه الحديث المرويُّ عن عائشة بنت أبي بكر: «إذَا جَاوزَ الْخِتَانُ الْخِتَانَ وجَبَ الْغُسْلُ‌». وهما موضع القطع من ذكر الغلام وفرج الجارية. ويُقال لقَطْعهما: «الإِعْذارُ والخَفْضُ». وأَصل الخَتْن: القطعُ، ويقال: «أُطْحِرَتْ خِتانَتُه»: إِذا «اسْتُقْصِيَتْ في القَطْعِ»، وتسمى الدَّعوةُ لذلك «خِتانًاِ». وقال الحافظ: «ويُسمَّى ختان الرجل إعذارًا بذال مُعجَّمة، وختان المرأة خفضًا بخاء وضاد مُعجَّمتين». وقال أبو شامة المقدسي: «كلام أهل اللغة يقتضي تسمية الكل إعذارًا، والخفض يختص بالأنثى». وقال أبو عُبيدة: «عذرت الجارية والغلام وأعذرتهما: ختنتهما وأختنتهما وزنًا ومعنى». قال الجوهري: «والأكثر خفضت الجارية». ويُقال للذي لم يُختن: «أقلف»، والمرأة «قلفاء»، وإزالة القلفة من الأقلف تسمى ختانًا في الرجل، وخفضًا في المرأة.
أمَّا في الاصطلاح، فإنَّ المعنى لا يخرج عن المعنى اللُغوي، لأن المعنى الُلغوي هو القطع، وفي الاصطلاح: قال الحافظ: «قطع بعض مخصوص، من عُضوٍ مخصوص»، وقال النووي: «الختان: هو قطع الجلدة التي تغطي الحشفة حتى تنكشف جميع الحشفة». وقال في شرحه لصحيح مُسلم: «والختان في المرأة: قطع أدنى جزء من الجلدة التي في أعلى الفرج، وهي فوق مخرج البول، تشبه عرف الديك».

### بِاللُغة الإنگليزيَّة وتأثيرها على سائر اللُغات
كانت المعاجم الإنگليزيَّة حتَّى عقد الثمانينيَّات من القرن العشرين تُسمِّي هذه العمليَّة «ختان الإناث» (بالإنگليزيَّة: Female Circumcision) تمامًا كما التسمية العربيَّة المُتداولة والرائجة، على اعتبار أنها العمليَّة النظيرة لِختان الذُكور. وكان المجمع التبشيري الكيني قد سمَّى هذه العمليَّة في سنة 1929 بِالتشويه الجنسي لِلنساء، مُتبعًا في ذلك توصيف المُبشِّرة الاسكتلنديَّة العاملة في كينيا، ماريون سكوت ستيڤنسون. وخِلال عقد السبعينيَّات من القرن سالِف الذكر تزايدت الإشارة إلى هذه العمليَّة على أنها تشويهٌ لِلأعضاء التناسُليَّة الأُنثويَّة،:22 حتَّى كانت سنة 1975 عندما أطلقت عليها عالمة الإنسانيَّات الأمريكيَّة، روز أولدفيلد هايز، تسمية «تشويه الأعضاء التناسُليَّة الأُنثويَّة» (بالإنگليزيَّة: Female genital mutilation) في عنوان إحدى أبحاثها، وفي سنة 1979 سمَّت الباحثة والناشطة الأمريكيَّة النمساويَّة فران هوسكن هذه العمليَّة بـ«التشويه» (بالإنگليزيَّة: Mutilation)، في مؤلَّفها المُؤثِّر حامل عنوان: «تقرير هوسكن: التشويه العُضوي والجنسي لِلإناث» (بالإنگليزيَّة: The Hosken Report: Genital and Sexual Mutilation of Females).
أخذت اللجنة الإفريقية الدولية المعنية بالممارسات التقليدية التي تؤثر في صحة المرأة والطفل ومُنظمة الصحَّة العالميَّة تعتمد التسمية الإنگليزيَّة لِهذه العمليَّة في سنة 1990 و1991 على التوالي.:6–7 وفي شهر نيسان (أبريل) من سنة 1997، أصدرت مُنظمة الصحَّة العالميَّة واليونيسف وصُندُوق سُكَّان الأُمم المُتحدة بيانًا مُشتركًا ينص على اعتماد هذا المُصطلح من حينها فصاعدًا. وهكذا انتشر هذا المُصطلح إلى مُختلف لُغات العالم، بما فيها اللُغة العربيَّة، انطلاقًا من أصلها الإنگليزي.:4, 22

### بِلُغاتٍ أُخرى
تنعكسُ الأشكال المُختلفة لِختان الإناث من خلال عشرات المُصطلحات المُتداولة لِلتعريف عن هذه المُمارسة في الدُول والبُلدان التي تشيعُ فيها،:48 وكثيرًا ما تُعرف هذه المُمارسة بـ«الطهارة» أو «الطُهُور»، وهذا المُصطلح شائعٌ بِالأخص في البلاد العربيَّة والإسلاميَّة، كما يُشاع استخدام مُصطلح «الخِفاض» سالِف الذِكر.:3 يُعرفُ ختان الإناث في اللُغة البمبريَّة المحكية أساسيًا في مالي بالـ«بولوكولي» ويعني «غسل اليدين»، وفي اللُغة الإيگبويَّة الشائعة في شرق نيجيريا يُسمَّى «إيسا آرو» أو «إيوو آرو» ويعني «استحمامُكِ» ويُقصد به «على المرأة «أن تستحم» أولًا قبل أن تضع طفلًا». من المُصطلحات المألوفة أيضًا في بعض الدُول الإسلاميَّة، مُصطلح «السُنَّة»، ويُقصد بها السُنَّة النبويَّة وأنَّ ختن الفتاة من السُنن المُستحبَّة،:3, 5 ومن ذلك يُقال: «Qadın sünnəti - قادِن سُنتى» بالأذريَّة، و«Kadın sünneti - قادِن سُنتى» بالتُركيَّة. كذلك، يُستعملُ المُصطلح الإنگليزي «Infibulation» وهو مُشتق من مُصطلح «fibula» اللاتيني، والذي يعني «مشبك»؛ إذ يُقالُ بِأنَّ الرومان القُدماء كانوا يُثبتون مشبكًا على غلفة الأمة (العبدة) أو شفريها لِلحيولة دون إقامته لِأي علاقةٍ جنسيَّة. وفي السودان عُرفت هذه العمليَّة باسم «الختان الفرعوني» وفي مصر عُرفت باسم «الختان السوداني»،:96–97 أمَّا في الصومال فهي تُعرف بـ«القُطب» أي التقطيب، ويُقصد بها تقطيب أعضاء المرأة التناسُليَّة.

## طُرق وأساليب الخِتانة

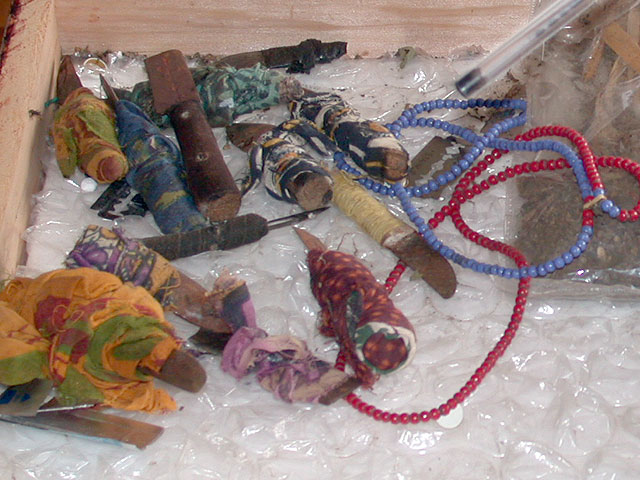
أدواتٌ تقليديَّة تُستخدم في ختان الإناث.

رسمٌ بياني يُظهر تشريح الفرج، مُبينًا بعض أقسامه.

غالبًا فإنَّ من يقوم بِهذه العمليَّة هو خاتِنٌ تقليديّ محليّ، وتُقامُ هذه العمليَّة في منزل الفتاة أغلب الأحيان، وقد يستخدمُ الخاتن البنج لِتخدير تلك الفتاة وقد لا يستخدمه. وعادةً ما يكون الخاتن امرأةً كبيرة في السن من المُجتمع المحليّ (الحي أو الحارة أو القرية) امتهنت هذه العمليَّة، وكثيرًا ما تكون هي نفسها القابلة أو الدَّاية. على أنَّ بعض المُجتمعات التي يقوم فيها الحلَّاق مقام الطبيب قد تلجأ إليه لِيقوم بِالعمليَّة بِنفسه. ويُعرف الرجل الذي يقوم بِهذه العمليَّة (خُصوصًا ختان الصبيان) في الكثير من أنحاء الوطن العربي بـ«المُطهِّر».
يُشاعُ عدم استخدام الخَتَنة التقليديين لِلأدوات المُعقَّمة عند قيامهم بِهذه العمليَّة، وتشتملُ هذه الأدوات على السكاكين والشفرات والمقصات والقطع الزُجاجيَّة الحادَّة والصُخُور الحادَّة، وحتَّى أظافر اليدين في بعض الأحيان.:491 وقد أشارت إحدى المُمرضات في أوغندا في مُقابلةٍ صحفيَّة، إلى أنَّ الختنة قد يستعملون ذات السكين لِختن ما يزيد على 30 بنتًا في كُل مرَّة.
يلجأ الناس في بعض البُلدان إلى حملة الشهادات الطبيَّة المُختصين لِلقيام بِالختن، وذلك شائع في مصر وكينيا وإندونيسيا والسودان. بلغت نسبة الختنة من حملة الشهادات الطبيَّة في مصر 77% من إجمالي الختنة في جميع أنحاء البلاد، وفي إندونيسيا فاقت 50%، وذلك وفق دراستين أُجريتا في سنتيّ 2008 و2016 على التوالي.:43–45 وقد يستخدم الطبيب أو القابلة القانونيَّة المُعتمدة التخدير الموضعي أو العام عند إجراء العمليَّة، وقد لا يُستخدم على الإطلاق. أشارت 60% من النساء في مصر ضمن دراسةٍ أُجريت سنة 1995 أنَّ بناتهنَّ خُدرن تخديرًا موضعيًّا عندما خُتنَّ، وأشارت 13% منهنَّ إلى أنَّ بناتهنَّ خُدرن تخديرًا عامًّا، وأشارت 25% منهنَّ إلى أنَّ بناتهنَّ لم يُخدَّرْنَ على الإطلاق، بينما أجابت 2% منهنَّ بأنهنَّ لا يعلمن شيئًا عن الموضوع، أو لم يُجبن عن السؤال على الإطلاق.:46

## التصنيف

### الأنماط
أصدرت مُنظمة الصحَّة العالميَّة واليونيسف وصُندُوق سُكَّان الأُمم المُتحدة بيانًا مُشتركًا خِلال شهر نيسان (أبريل) سنة 1997 يُعرِّف ختان الإناث بِكونه: «أي عملية تتضمن إزالة جزئية أو كلية للأعضاء التناسلية الأنثوية الخارجيَّة لِسببٍ ثقافيّ أو اجتماعيّ أو أي سببٍ آخر غير طبي».:4
تختلف العمليَّة اختلافًا واضحًا باختلاف عرقيَّة المعنيين (الخاتن والمختونة والمُجتمع المُحيط). فقد أظهرت إحدى الدراسات الاستقصائيَّة التي أُجريت في النيجر سنة 1998 تبايُنًا كبيرًا في المُصطلحات المُستعملة من قِبل النساء اللواتي أُجريت عليهنّ العمليَّة وشاركن في الدراسة، إذ فاق عدد المُصطلحات المُستعملة خمسين مُصطلحًا يختلف باختلاف المنطقة التي تنتمي إليها المرأة أو باختلاف ثقافتها وقومها.:48 ومما يُضاعف من مُشكلة الترجمة واعتماد المُصطلحات هو عدم دراية النساء المختونات أيِّ نمطٍ من الختان تعرَّضن له، أو إن كُنَّ تعرضن لِلختان أساسًا.:190 لِهذا، أشارت عدَّة دراسات أُخرى إلى أنَّ النتائج التي خلُص إليها هذا الاستبيان غير جديرة بِالتصديق والاعتماد.
تطرحُ الاستبيانات القياسيَّة التي تضعها المُؤسسات التابعة لِلأُمم المُتحدة أسئلةً على النساء والبنات لِلتحقق مما إذا كُنَّ خضعن لِلتالي: (1) الجرح، دون أي بترٍ أو إزالةٍ لِلأنسجة (ثقب أو ختانٍ رمزيّ)؛ (2) البتر، أي إزالة بعض الأنسجة؛ (3) التخييط والتقطيب؛ وأخيرًا (4) نوع غير مُحدد \ غير مُتأكدة \ غير دارية. أغلب الإجابات عادةً تضب ضمن خانة «البتر وإزالة بعض الأنسجة»، وتتضمَّن الإزالة الكاملة أو الجُزئيَّة لِحشفة البظر.:47:189
قسمت مُنظمة الصحَّة العالميَّة عمليَّة تشويه الأعضاء التناسُليَّة الأُنثويَّة إلى أربعة أنماطٍ رئيسيَّةٍ حسب مقدار الأنسجة والأعضاء التناسلية المبتورة (البظر والأنسجة الأخرى). فالنمطان الأوَّل والثاني يُحددان وفق كميَّة الأنسجة التي أُزيلت، والنمط الثالث هو «التخييط والتقطيب»، أمَّا النمط الرابع فيُعنى بِالختان الرمزي والمُمارسات المُتفرِّقة.:4, 23–28

### النمطان الأوَّل والثاني
قسمت منظمة الصحة العالمية النمط الأوَّل إلى نوعين فرعيين: النوع الأول وهو 1أ ويتضمن إزالة غطاء البظر فقط وهذا النوع نادرًا ما يجرى وحده. أمَّا النوع الأكثر شيوعًا فهو النوع الفرعي الثاني 1ب وهو يتضمن إزالة جزء أو كل البظر بالإضافة إلى القلفة.:4 (عند الحديث عن الختان، تستخدم مُنظمة الصحَّة العالميَّة مُصطلح البظر (باللاتينية: clitoris) لِلإشارة إلى حشفة البظر، أي النُتوء الخارجيّ الظاهر لِلعين).:23 كتبت سوزان عزَّت وناهد طوبيا تقولان: «يُمسكُ البظر بالإبهام والسبَّابة، ثُمَّ يُمط ويُبتر بِضربةٍ واحدةٍ بِواسطة آلةٍ حادَّة».
أمَّا النمط الثاني من الختان (الاستئصال) فيتضمَّن إزالة كُليَّة أو جُزئيَّة لِلشفرين الصغيرين مع أو دون إزالة الشفرين الكبيرين والبظر. ومن هذا النمط ثلاثة أنواع فرعيَّة: النوع 2أ هو إزالة الشفرين الصغيرين؛ والنوع 2ب المُتضمِّن إزالة البظر مع الشفرين الصغيرين؛ والنوع 2جـ المُتضمِّن إزالة البظر والشفرين الكبيرين والصغيرين. يُستعملُ مُصطلح Excision في اللُغة الفرنسيَّة لِلإشارة إلى أي نمط من أنماط الخِتان الأُنثوي.

### النمط الثالث
النوع الثالث من الختان هو ما يُعرف بالختان الفرعوني أو التَبْتِيْك، وهو أسوأ أنواع الختان ويصب ضمن فئة «التخييط والتقطيب»، وفي هذا النمط تُزال الأعضاء التناسُليَّة الأُنثويَّة الخارجيَّة كلها ثُمَّ يُقطّب الجُرح ويُخاط. يُزال الشفران الصغيران و \ أو الشفران الكبيران، مع أو دون استئصال البظر. من الأنواع الفرعيَّة لِهذا النمط: النوع 3أ الذي يُزال فيه الشفران الصغيران ويُغلقان، والنوع 3ب الذي يتضمَّن إزالة الشفرين الكبيرين. هذا النوع من الخِتان أكثر شُيُوعًا في جيبوتي وإريتريا وإثيوپيا والصومال والسودان وشمال شرق إفريقيا. تختلفُ تقديرات البُحوث والدراسات حول عدد النساء الإفريقيَّات اللواتي تعرَّضن لِهذا النوع من الختان، لكن إحدى الدراسات من سنة 2008 أشارت إلى أنَّ ما يفوق ثمانية ملايين امرأة في إفريقيا خُتنت بِهذا الشكل. ووفق تقريرٍ نشره صُندوق سُكَّان الأُمم المُتحدة سنة 2010، فإنَّ نحو 20 بالمئة من النساء المختونات خُتنَّ ختانًا فرعونيًّا.

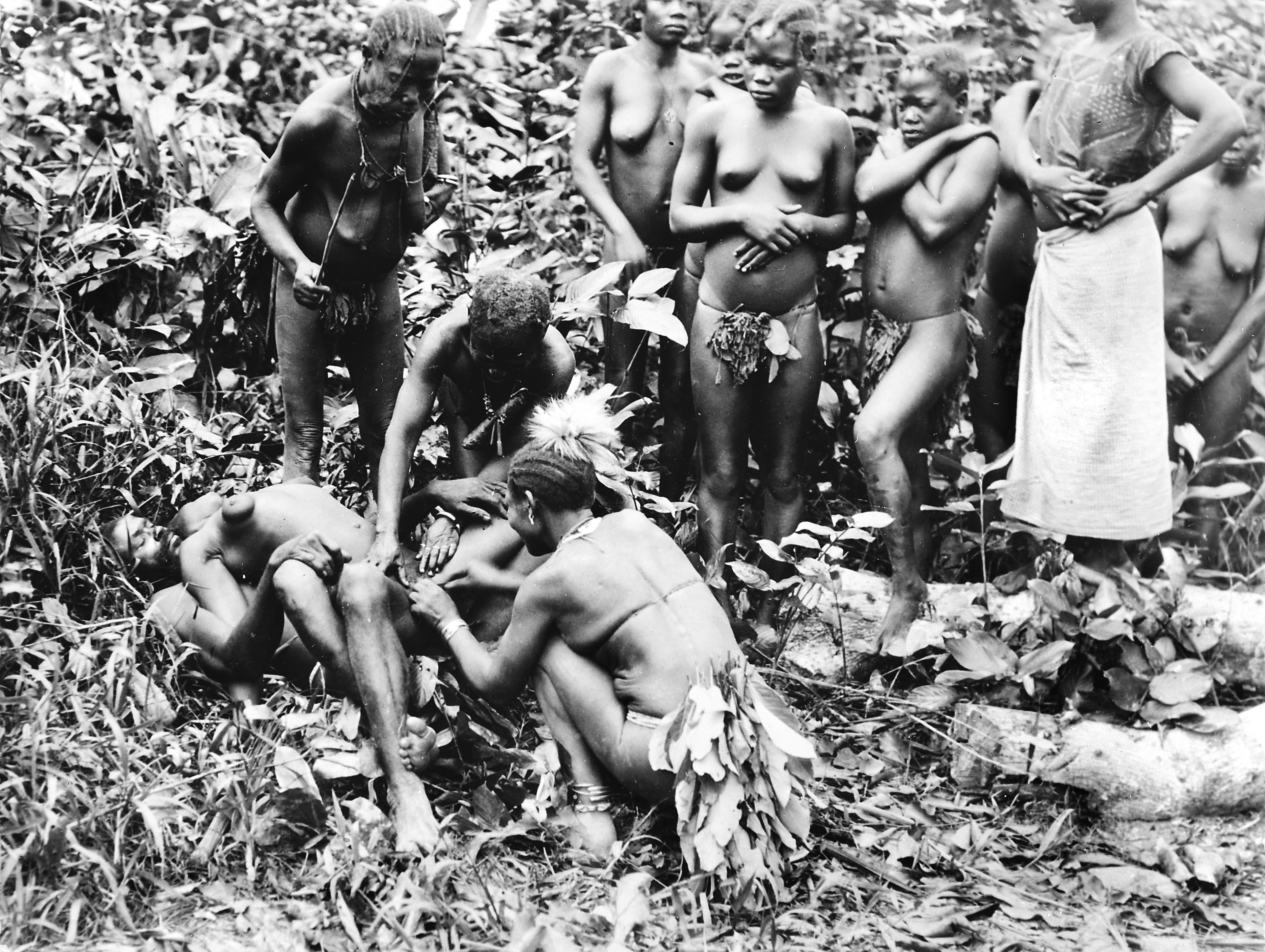
فتاة من إحدى قبائل الكونغو البدائيَّة تُثبّت أرضًا في وضعيَّة الإنجاب ريثما تقوم إحدى نساء القرية بِختنها.

كتبت القابلة القانونيَّة الإنگليزيَّة «كومفورت موموه» المُتخصصة في دراسة وعلاج النساء المختونات، كتبت تتحدث عن النمط الثالث من هذه العمليَّة، فقالت: «تقومُ النسوةُ الكبيرات في السن من أقارب وأصدقاء الفتاة بِتثبيتها مكانها بالوضعيَّة التي يتخذها المريض الذي يتم تفتيت حصوته الكلويَّة، ثُمَّ يتم شق أحد جانبيّ قاعدة البظر بسُرعة وُصولًا إلى لجام الشفرين الصغيرين، ثُمَّ يُستأصل البظر بِضربة شفرةٍ واحدةٍ، مع الشفرين الكبيرين والصغيرين».:12–14 وفي الصومال، فإنَّ العادة الرائجة هي عرض البظر المبتور على قريبات الفتاة الكبيرات في السن، اللواتي يُقرِّرن ما إذا كان قد بُتِر ما يكفي، أو أنَّهُ يجب بتر المزيد. بعد هذا يُستأصَل الشفران.:12

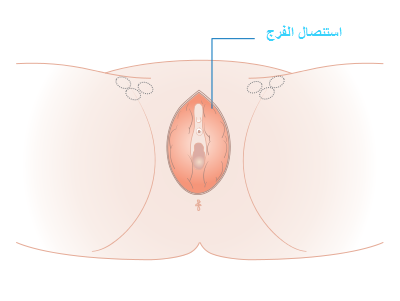
الجزء المستأصل في الختان الفرعوني

يُتركُ لِلفتاة المختونة ختانًا فرعونيًّا فتحةً صغيرةً يتراوح قطرها بين ملِّيمتران وثلاثة ملِّيمترات لِلسماح بِخُروج البول ودم الحيض، ويُبقى على تلك الفتحة من خِلال إقحام أداة بسيطة في الشق أو الجرح الناجم عن الختن، كقشَّةٍ صغيرة أو عودٍ خشبيّ. يُخاطُ الفرج بِواسطة خُيُوطٍ من الأنواع التي تُستخدم في العمليَّات الجراحيَّة، وقد تُستخدم في ذلك أشواك صبَّار الباهرة أو السنط (الأكاسيا أو الأقاقيا)، أو قد يُغطَّى بِبعض المواد المُستخدمة ككمَّادات، مثل البيض النيء، والنباتات العطريَّة، والسُكَّر.:491:14 بعضُ الشُعوب تحفظ الأجزاء المبتورة في جرابٍ صغير كي تُعلِّقه الفتاة على ثيابها أو في عُنُقها كالقلادة، في إشارةٍ إلى طُهُورها أمام قومها. وفي سبيل مُساعدة الأنسجة على الالتحام بسُرعة، تُربطُ ساقيّ الفتاة ببعضهما انطلاقًا من الورك وانتهاءً بِالكاحل، لِفترةٍ قد تصلُ إلى ستَّة أسابيع، وقد يُرخى الرباط قليلًا بعد مُرور أُسبوع على العمليَّة، وقد تُزال بعد مضيّ الأُسبوع الثاني. تقول موموه:

[مدخل المهبل] يُطمس بِواسطة أُسطوانة من الجلد تمتد عبر الفتحة فيما عدا ثقبٌ صغير يُترك قصدًا. يُلاحظُ بأنَّ الحال ساعة الختان قد يختلف باختلاف الفتاة، فهي قد تُقاوم بِشراسة، وفي هذه الحالة فإنَّ الخاتنِ قد يُحدث لها عدَّة شُقوق وجُروح عرضيَّة وغير مضبوطة. وقد تُثبّت الفتاة أرضًا بِقوَّةٍ كبيرة لِلحيلولة دون أن تُقاوم، مما يتسبب بِتكسير بعضٍ من عظامها.
وبحال اعتبرت أُسرة الفتاة أنَّ الفتحة الصغيرة التي تُركت لها ما تزال كبيرة فإنَّ العمليَّة تُكرَّر من البداية مُجددًا. يُعادُ فتح مهبل الفتاة لِلسماح لها بِالمُعاشرة الجنسيَّة عند الزواج، وذلك على يد قابلة وباستخدام سكين، أو تأتي العمليَّة تلقائيَّة عندما يدخل بها زوجها. العادة الرائجة في بعض المناطق مثل أرض الصومال أن يُشاهد أقارب الفتاة والعريس عمليَّة فتح المهبل في يوم الزفاف لِلتأكُّد من أنَّ الفتاة ما تزال عذراء. أقدم عالم النفس الأمريكي هاني لايتفوت-كلاين على مُقابلة مئات الرجال والنساء في السودان خِلال عقد الثمانينيَّات من القرن العشرين مُستفسرًا عن كيفيَّة إتيان الرجل لِزوجته المختونة ختانًا من النمط الثالث في أوَّل مرَّة:

إنَّ دُخول الرجل بِزوجته المختونة ختانًا فرعونيًّا قد يأخذ ما بين 3 إلى 4 أيَّام وُصولًا إلى عدَّة أشهر حتَّى. بعضُ الرجال لا يستطيعون الدُخول بِزوجاتهم على الإطلاق (وفق دراستي تبيَّن أنَّ نسبة هؤلاء تفوق 15%)، وكثيرًا ما يُلجأ إلى إحدى القابلات لِتُعيد فتح المهبل وسط تكتُمٍ شديد من الأهالي، نظرًا لِأنَّ هذا يخدش سُمعة الزوج ويُهبِّط من فُحولته في نظر الناس. بعضُ الرجال وإن عجزوا عن الدُخول في زوجاتهم وفض غشاء بكارتهنّ، لكنَّهم يتمكنون من جعلهنَّ حوامل، وعندئذٍ يُعاد فتح المجرى المهبليّ لِلمرأة لِلسماح لها أن تلد ولادةً طبيعيَّة. ... أولئك الرجال الذين ينجحون في الدُخول بِزوجاتهم، كثيرًا ما يفعلون ذلك، أو رُبما دائمًا ما يفعلون ذلك، باستخدام «سكينٍ صغير»، فيُحدثون شقًا صغيرًا يعملون على توسيعه شيئًا فشيئًا حتَّى يُصبح واسعًا بما فيه الكفاية لِإيلاج القضيب.:380
يوسَّع المهبل لِلسماح لِلمرأة أن تلد ولادةً طبيعيَّةً، ثُمَّ يُعادُ إغلاقه بعد ذلك، وهي عمليَّة تُعرف بِالختان الفرعوني العكسي أو التَبْتِيْك العكسي أو إعادة التَبْتِيْك. قد تضمَّن هذه العمليَّة سالِفة الذِكر إعادة بتر أقسام من المهبل في سبيل إرجاع حجم الفتحة إلى ما كانت عليه قبلًا عندما خُتنت المرأة لِأوَّل مرَّة في حياتها. ويُمكن لِهذه العمليَّة أن تُجرى قبل الزواج، وبعد الإنجاب، وبِحال الطلاق والترمُّل.

### النمط الرابع
تعُرِّفُ مُنظمة الصحَّة العالميَّة النمط الرابع من ختان الإناث بأنه «جميع الإجراءات الأُخرى الضارَّة لِلأعضاء التناسُليَّة الأُنثويَّة التي تجري دون سبب طبي» كالكي والوخز والشق والثقب والكشط وغيرها. من أشكال هذا النمط وخز البظر (المعروف بِالخِتان الرمزي)، وكي أو إصابة الأعضاء التناسُليَّة بِندب، وإيلاج مواد داخل المهبل في سبيل تضييقه.:7:24 تُصنِّفُ المُنظمة سالِفة الذِكر مط الشفرين الصغيرين أيضًا ضمن النمط الرابع،:27 وهذه العمليَّة شائعة في إفريقيا الشرقيَّة والجنوبيَّة بِالأخص، حيثُ يُعتقد أنَّها تزيد من اللذة والمُتعة الجنسيَّة لِلرجل كونها تجعل مهبل المرأة يبدو وكأنه أضيق. تُشجَّع البنات في البُلدان الإفريقيَّة الشرقيَّة والجنوبيَّة على مط أشفارهنَّ الصُغرى بواسطة العيدان والتدليك بدايةً من بُلُوغهنَّ سن الثامنة. حتَّى أنَّ البنات في أوغندا يُقال لهُنَّ بأنَّهُنَّ سيُواجهن صُعوبة في الولادة بحال لم تكن أشفارهنَّ الصُغرى ممطوطة.
تضمَّن تعريف مُنظمة الصحَّة العالميَّة لِختان البنات في سنة 1995 كُلًا من «البتر الملحي» (الگيشيري) و«البتر الأنگورياوي»، وكِلا النوعين مألوفان فقط في النيجر ونيجيريا، لكنَّ المُنظمة عادت وأزالت كِليهِما من تعريفها لِلختان المُحدد سنة 2008 نظرًا لِعدم وُجود ما يكفي من المعلومات حول مدى انتشارهما والنتائج المُترتبة عنهما.:27 أمَّا بِالنسبة لِماهيَّتهما، فالبتر الملحي أو الگيشيري هو عِبارة عن قص مُقدمة المهبل أو جداره الخلفيّ باستخدام شفرة أو مطواة، وهي عمليَّة تهدف إلى علاج المرأة العقيمة، أو تسهيل الولادة المُتعسِّرة، وعدَّة أُمور أُخرى. أظهرت دراسة قام بها الطبيب النيجيري ماريو عُثمان مندارا أنَّ أكثر من 30 بالمئة من النساء اللواتي اختبرن البتر الملحي كُنَّ يُعانين من ناسورٍ مثانيٍّ مهبليّ. أمَّا البتر الأنگورياوي فهو استئصال غشاء البكارة، وعادةً ما يُجرى بعد سبعة أيَّامٍ من الولادة.

## المُضاعفات

### قصيرة الأمد وبعيدة الأمد
| حفل ختن فتاة في إندونيسيا التحضيرات الفتاة قُبيل إجراء العمليَّة الفتاة بعد مُرور تسعة أشهر على الخِتان |
| — ستيفاني سنكلير النيويورك تايمز، 2006                                                             |

يتسبب الخِتان بِأضرارٍ صحيَّة جسديَّة ونفسيَّة لِلفتاة تمتد طيلة حياتها. وليس لِهذه العمليَّة من آثارٍ صحيَّة مُفيدة بحسب الظاهر. تتوقف المُضاعفات بعيدة الأمد وقصيرة الأمد على نمط الخِتان الذي أُجري لِلفتاة، وما إذا كان الخاتن قد حظي بِتدريبٍ طبيٍّ سابق حتَّى أصبح مؤهلًا لِيأتي بِمثل هكذا عمليَّة، وما إذا كانت الأدوات المُستخدمة قد جرى تعقيمها قبل إجراء الجراحة، وما إذا كانت المختونة قد أُعطيت بعض المُضادات الحيويَّة بعد ذلك لِمُقاومة أي التهاب أو عدوى لاحقة لِلعمليَّة. وفي حالة الخِتان من النمط الثالث، فإنَّ هُناك عوامل أُخرى يجب أن تُؤخذ بِعين الاعتبار، منها مدى صِغر الفتحة المتروكة لِمُرور البول ودم الحيض، وما إذا كان الجُرح قد قُطّب باستخدام الخُيُوط والغرزات الطبيَّة أم أشواك الصبَّار والسنط، وأخيرًا ما إذا كانت العمليَّة كُررت (لِإغلاق فتحة اعتُبرت واسعة جدًا أو لِتوسيع أُخرى ضيِّقة لِلغاية).
أبرز المُضاعفات قريبة الأمد هي انتفاخ موضع الجرح والتقطيب، والنزيف الفائض، والآلام، واحتباس البول، وصُعوبة شفاء الجرح نتيجة ما يلتقطه من عدوى. أظهرت إحدى المُراجعات المنهجيَّة لِستٍ وخمسين (56) دراسة من سنة 2015 هدفت إلى توثيق المُضاعفات المُباشرة الناجمة عن ختان الإناث، أنَّ تلك المُضاعفات ظهرت لدى أكثر من فتاةٍ واحدةٍ من بين عشرة خضعن لِأي نمطٍ من أنماط الختان، بما فيها الختان الرمزي أي وخز البظر (النمط الرابع)، على أنَّ نسبة المخاطر ازدادت ازديادًا واضحًا عند اللواتي خُتنَّ ختانًا فرعونيًّا (النمط الثالث). اقترحت هذه المُراجعة أيضًا أنَّ هُناك عدَّة عمليَّات خِتان لِإناث غير مُبلَّغ عنها. من المُضاعفات قصيرة الأمد الأُخرى أيضًا: النزيف القاتل، والإصابة بِفقر الدم، والتهاب الجهاز البولي، والإنتان، والإصابة بِالكزاز والغنغرينا ومرض أكل اللحم، والتهاب بطانة الرحم. من غير المعروف عدد النساء والبنات اللواتي يمُتن نتيجة مُضاعفات الخِتان، كون هذه المُضاعفات قد لا يُقرّ بأنها حدثت بِسبب العمليَّة، أو بِسبب عدم التبليغ عنها.:16 يُعتقدُ بأنَّ استعمال الختنة لِذات الأدوات على أكثر من فتاة يُساهم في نقل بعض الأمراض من شاكلة التهاب الكبد البائي والتهاب الكبد الجيمي وڤيروس العوز المناعي البشري، على الرُغم من عدم وُجود أي دراسةٍ وبائيَّة تُثبتُ هذا.

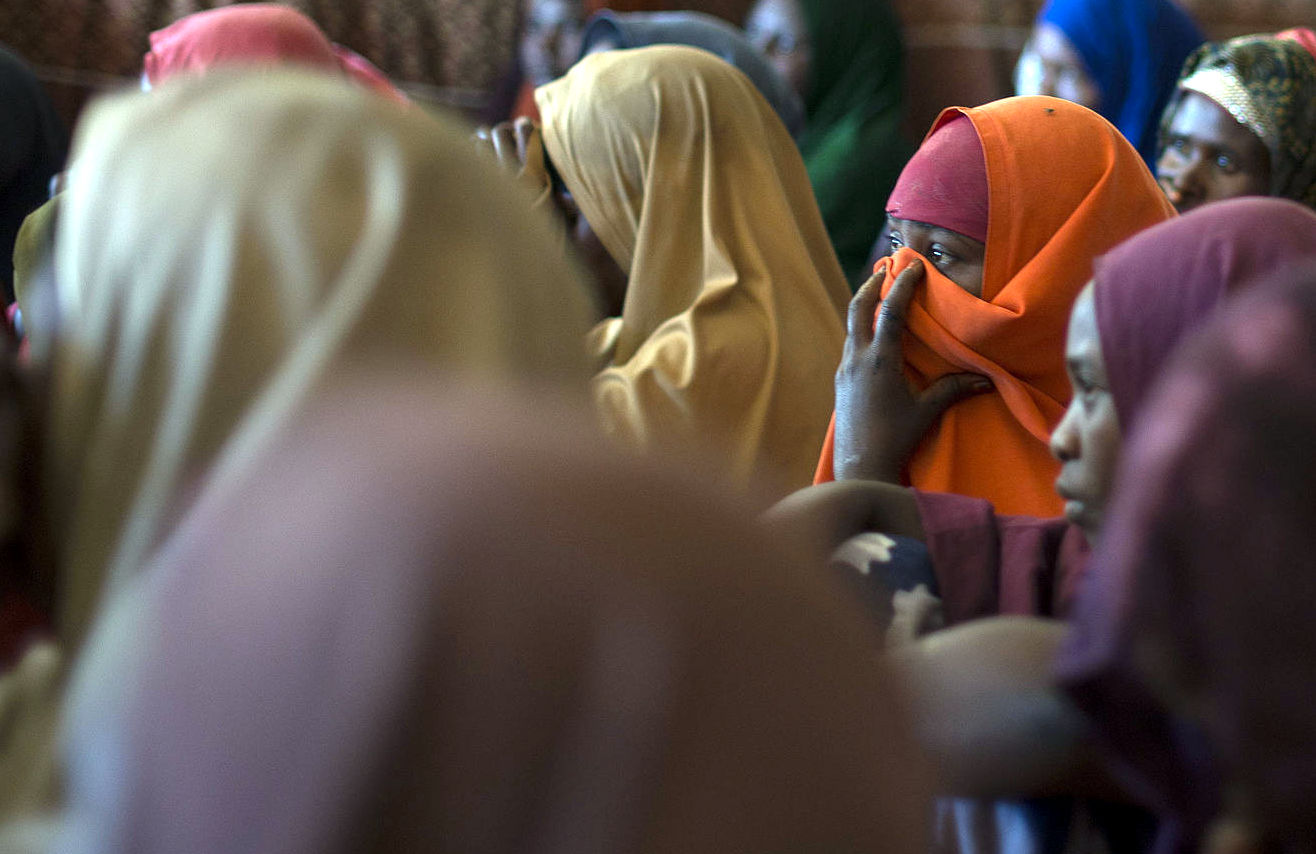
جلسة تثقيف وتوعية من مخاطر الخِتان على صحَّة النساء والفتيات نظمتها بعثة الاتحاد الإفريقي في الصومال في مُخيَّم ولالة بيلولي لِلاجئين، في مدينة مقديشو.

أمَّا المُضاعفات بعيدة الأمد، فإنها تختلف باختلاف نمط الخِتان. وهي تشتملُ على ظُهُور نُدوبٍ في موضع الجرح والتقطيب إلى جانب جدرات يُمكن أن تؤدي إلى تضيُّقات وانسدادات في الأوعية الدمويَّة، وإلى ظُهُور أكياسٍ بشرانيَّة يُحتمل أن تُصاب بالتهاباتٍ لاحقًا، وإلى ظُهور أورامٍ عصبيَّةٍ هي عبارة عن الأعصاب التي كانت تتصلُ بالبظر قبل أن يُبتر.:491–492
يُمكن أن يتراوح عرض الفتحة المتروكة لِلفتاة المختونة ختانًا فرعونيًّا بين 2 و3 ملِّيمتراتٍ فقط، الأمر الذي يؤدي إلى مُعاناتها عناءً شديدًا عند التبوُّل، إذ لا يخرج البول إلَّا بِعُسرٍ كبير نُقطةً نُقطة، ويدوم شُعورها بِالرغبة بالتبوُّل في كُل مرَّة. وقد يتجمَّع البول أسفل الندبة، الأمر الذي يترك المنطقة الواقعة أسفل الجلد رطبة على الدوام، ممَّا يؤدي إلى حُصُول التهابات وتشكُّل حصواتٍ صغيرة. تكون الفتحة أكبر لدى النساء المُتزوجات ذوات الحياة الجنسيَّة النشطة، أو اللواتي أنجبن إنجابًا طبيعيًّا (عبر فتحة المهبل)، على أنَّ فُتحة الإحليل قد تبقى مسدودة بواسطة الأنسجة المندوبة. كذلك، يُمكن أن ينمو لِلفتاة أو الامرأة ناسورٌ مثانيّ مهبليّ أو ناسورٌ مُستقيمي مهبليّ (ثُقوبٌ تسمح بِتسرُّب البول أو الغائط إلى المهبل)، هذا - إلى جانب أضرارٌ أُخرى تُصيب الإحليل والمثانة - يُمكن أن تؤدي إلى تطوُّر التهابات وإلى سلاسة البول، وعسر الجماع، وإلى حُدوث عُقم.:491–492
كذلك، من الشائع أن تُعاني البنات والنساء المختونات فرعونيًّا من عسر الطمث بِسبب إعاقة تدفق دماء الحيض، وبِهذه الحالة يُمكن للدِماء أن تصبح راكدةً في المهبل والرحم فتُنتن. ويُمكنُ أن تتسبب الإعاقة التامَّة لِتدفق سائل الحيض خارج المهبل بِتدمي المهبل والرحم (حيثُ يمتلأ الرحم والمهبل بِدماء الحيض)، وكنتيجةٍ لِهذا فإنَّ بطن الفتاة أو المرأة ينتفخ بِسبب تجمُّع السوائل، كما ينقطع عنها الحيض، فتظهر وكأنها حامل، الأمر الذي يُمكن أن تكون له عواقب وخيمة في بعض المُجتمعات. تقول الطبيبة السودانيَّة أسماء الدرير أنَّ إحدى الفتيات السودانيَّات قُتلت على يد عائلتها سنة 1979 بعد أن اعتقدوا أنها حملت بِطفلٍ نتيجة الزنا، بينما كانت في الواقع تُعاني من الحالة المرضيَّة سالِفة الذِكر الناجمة عن الختان الفرعوني.

### الحمل والإنجاب
| صُور خارجيَّة النمط الثاني النمط الثالث أنسجة جادريَّة مندوبة ولادة مُتعسِّرة |
| — ناهد طوبيا، مُنظمة «راينبو»، 1999                                    |

يُمكنُ لِلختان أن يُعرِّض النساء لِطائفةٍ واسعةٍ من المشاكل المُتعلِّقة بِالحمل والولادة، وتتضاعف هذه المشاكل كُلَّما كان الخِتان مُكررًا، أي كُلَّما خُتنت المرأة أكثر من مرَّة خِلال حياتها، حتَّى أنَّ بعض النساء المختونات ختانًا فرعونيًّا يُقدمن على تقليل كميَّة الطعام التي يأكُلنها خِلال فترة حملهنَّ في سبيل تصغير حجم الجنين كي تُصبح الولادة أسهل عليهنَّ.:99 وفي حالة النساء اللواتي يُعانين من ناسورٍ مثانيٍّ مهبليّ أو مُستقيميٍّ مهبليّ، يصعب الحُصول على عيِّنةٍ صافيةٍ من البول كي يفحصها الطبيب المُشرف في سبيل تحديد أيَّة مُقدمات ارتعاج.:491–492 أيضًا، يُمكن لِهذا أن يُعيق تقييم وضع عُنق الرحم إثناء مرحلة الولادة، ويجعل من المخاض طويلًا وصعبًا. أكثر المُضاعفات شُيُوعًا عند النساء المختونات ختانًا فرعونيًّا هي: تمزُقات من الدرجة الثانية، وتضرُّر العضلة العاصرة الشرجيَّة، والاضطرار إلى اللُجوء إلى إجراء جراحة قيصريَّة طارئة لِإنقاذ المرأة الحامل.:97
يزدادُ مُعدَّل وفيَّات الأطفال حديثي الولادة لدى النساء المختونات ختانًا فرعونيًّا. فقد قدَّرت مُنظَّمة الصحَّة العالميَّة في دراسةٍ أُجريت سنة 2006 أنَّ ما بين 10 و20 طفلًا من أصل 1,000 يموتون بِسبب ختان أمُّهاتم بِالشكل سالِف الذِكر، وقد قُدّرت هذا العدد بناءً على دراسةٍ أُجريت على 28,393 امرأة دخلن أقسام الولادة في 28 مركزًا من مراكز التوليد في كُلٍ من: بوركينا فاسو، وغانا، وكينيا، ونيجيريا، والسنغال، والسودان. وقد تبيَّن أنَّ جميع أشكال وأنماط الختان التي تعرَّضت لها تلك النساء تزيدُ من نسبة احتماليَّة موت الطفل حديث الولادة، وتوزَّعت النسب على الشكل التالي: 15 بالمئة من أطفال النساء المختونات ختانًا من النمط الأوَّل، و32 بالمئة من أطفال النساء المختونات ختانًا من النمط الثاني، و55 بالمئة من أطفال النساء المختونات ختانًا من النمط الثالث. أمَّا الأسباب وراء هذا الاختلاف والتباين في نسبة وفيَّات الأطفال بِهذا الشكل فغير واضحة، لكن يُعتقد بأنها مُتعلِّقة بالالتهابات التي تُصيب المهبل ومجرى البول ووُجود أنسجة مندوبة ومُضرورة تُعيق الولادة الطبيعيَّة. كتب باحثون يقولون أنَّ الختان يزيد من احتماليَّة إضرار الأُم بِعجانها ومن كثافة النزف التالي لِلوضع، ومن الحاجة إلى إنعاش المولود بعد خُروجه، ومن مُعدَّل الأجنَّة المولودين أموات، ويُعتقد أنَّ الحالة الأخيرة مردَّها فترة المخاض الطويلة.

### التأثيرات النفسيَّة والأداء الجنسي
أشارت إحدى المُراجعات المنهجيَّة المنشورة سنة 2015 أنَّ كميَّة المعلومات المُعتبرة والموثوقة المُتناولة التأثيرات النفسيَّة لِلختان على البنات قليلة جدًا، ولم تتناول هذا الموضوع سوى بعض الدراسات الصغيرة، التي خرجت باستنتاجاتٍ مفادها أنَّ المختونات يُعانين من الحصر النفسي، والاكتئاب، واضطراب الكرب التالي للصدمة النفسية. كذلك، يُمكن لِلفتاة أو المرأة المختونة التي غادرت بلادها أو مجتمعها لِسببٍ ما واستقرَّت في بلدٍ أو مُجتمعٍ آخر لا يُمارس فيه ختان الإناث أن تشعر بالعار والخجل أو بِالطعن بِالظهر، بعد أن تكتشف أنَّ الختن ليس هو معيار الشرف والطهارة كما اعتادت وسمعت مُنذ صغرها. على أنَّ بعض البنات اللواتي يعشن ضمن المُجتمعات التي تُمارس الخِتان قد ينظرن إلى أنفُسهنَّ بافتخارٍ بعد إجراء العمليَّة، كونها تعكسُ الجمال واحترام التقاليد والعفَّة والطُهُور.
وكما هو حال الاضطرابات النفسيَّة، فإنَّ الدراسات التي تناولت الأداء الجنسي أو الحياة الجنسيَّة للمرأة المختونة قليلة ومُبعثرة. خلُص تحليلٌ تلويٌّ أُجري سنة 2013 على خمسة عشر دراسة تناولت 12,671 امرأة من سبعة دولٍ مُختلفة، إلى أنَّ النساء المختونات تزدادُ احتماليَّة قلَّة رغبتهنَّ الجنسيَّة - أو تنعدم تمامًا في بعض الأحيان - مُقارنةً بِالنساء غير المختونات، وأنَّ احتماليَّة عسر الجماع لديهنَّ تزداد بِنحو 52 بالمئة. كذلك، فقد أشار ثُلُثهُنَّ إلى بُرودة مشاعرهُنَّ الجنسيَّة وأحاسيسهُنَّ.

## الانتشار

### وفق المُسُوح المحليَّة

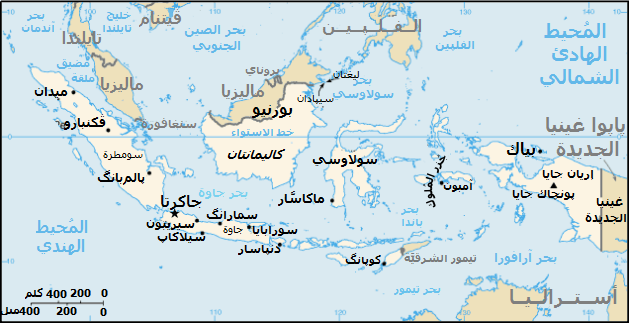
أظهرت الدراسات أنَّ 49 بالمئة من البنات في إندونيسيا اللواتي تتراوح أعمارهنَّ ما بين 0 و11 سنة (13.4 ملايين) كُنَّ من المختونات في سنة 2013. أمَّا الإحصاءات المُتعلِّقة بِالنساء البالغات فغير مُتوفرة.

نِسب ختان الإناث في إفريقيا، وكُردستان العراق، واليمن، كما أظهرتها الدراسات في سنة 2015. (انظر خارطة إفريقيا.)

يُحدد انتشار خِتان الإناث في دولةٍ مُعينة بِنسبة البنات والنساء اللواتي خضعن له في تلك الدولة، وتتراوح أعمارهُنَّ ما بين 15 و49 سنة.:193 تُحدد تلك النسب بمُسُوحٍ بيانيَّةٍ تُجريها جمعيَّات مُختصَّة عالميَّة، تُمثِّلُ جهاز «الاستقصاءات السُكَّانيَّة والصحيَّة» التابع لِمؤسسة ماكرو الدُوليَّة، وتموله أساسًا الوكالة الأمريكيَّة لِلتنمية الدوليَّة وعدَّة مؤسسات عاملة في مجال الدراسات والمُسوح الاستقصائيَّة، كما يحصل على دعمٍ ماليٍّ وتقنيٍّ إضافيٍّ من مؤسسة مُنظمة اليونيسف.:190
تُجرى تلك المُسوح الاستقصائيَّة أساسًا في البُلدان الإفريقيَّة والآسيويَّة والأمريكيَّة اللاتينيَّة وفي بعض المناطق الأُخرى، كُل خمس سنوات تقريبًا، وقد انطلقت بدايةً من سنة 1984 وما زالت مُستمرَّة حتَّى اليوم. أوَّل الاستبيانات حول خِتان الإناث أُجريت في السودان خِلال سنة 1989–1990، وأولى المنشورات العلميَّة التي تحدثت عن هذه العادة استنادًا إلى ما أظهرته بيانات جهاز الاستقصاءات السُكَّانيَّة والصحيَّة (في سبع دول) كانت بِقلم الباحثة دارا كار، وقد نُشرت في سنة 1997.

### وفق الدُول حيثُ يستمرُّ الختان
ينتشرُ ختان الإناث بِصُورةٍ رئيسيَّة في البُلدان الإفريقيَّة الواقعة ضمن المنطقة التي سمَّاها عالم السياسة الأمريكي گاري مكِّي بـ«مُتجاورة الفُضُول»، وهي تلك المنطقة المُمتدَّة من الصومال شرقًا إلى السنغال غربًا، ومن مصر شمالًا إلى تنزانيا جنوبًا. تُشيرُ الدراسات المُستندة على البيانات المنشورة سنة 2016 أنَّ ختان الإناث مُتمركز في 27 دولة في إفريقيا، إلى جانب إندونيسيا، وكُردستان العراق، واليمن. ويُعتقد بأنَّ عدد الفتيات والنساء المختونات في الدُول الثلاثين المذكورة يفوق المائتيّ مليون. أظهرت الأبحاث المنشورة سنة 2013 أنَّ عدد الفتيات المختونات في مصر بلغ 27.2 مليون، وفي إثيوپيا 23.8 ملايين، و19.9 ملايين في نيجيريا.:2
سُجِّلت أعلى نسبة إناث مختونات تتراوح أعمارهُنَّ بين 15 و49 في الصومال (98 بالمئة)، وغينيا (97 بالمئة)، وجيبوتي (93 بالمئة)، ومصر (91 بالمئة)، وسيراليون (90 بالمئة).:89–90 كذلك، سُجِّلت نسبة عالية من الإناث المختونات في إندونيسيا؛ على أنَّ الإحصاءات المُتعلِّقة بِالنساء البالغات المختونات في الدولة الأخيرة غير مُتوافرة، أمَّا نسبة البنات المختونات اللواتي خُتنَّ خِلال الفترة المُمتدة بين ولادتهنَّ وبين سنتهنَّ الحادية عشر فوصلت نسبتهنَّ إلى 49 بالمئة، وأغلبهنَّ خُتنَّ ختانًا من النمطين الأوَّل والرابع.:2
أشارت بعض الدراسات الصغيرة الأُخرى، إلى جانب بعض الشهادات الشفهيَّة، إلى أنَّ ختان الإناث يُمارس أيضًا في أجزاءٍ أُخرى من الشرق الأوسط، وتحديدًا في السعودية وعُمان والإمارات والأُردُن وبدو النقب في فلسطين (حتى سنة 2009). وأيضا في أجزاء من سوريا وإيران وفي جنوب تُركيَّا. وقطر والبحرين وليبيا، إلى جانب دُول أُخرى مثل كولومبيا والكونغو وماليزيا والپيرو وسريلانكا، وعند طائفة البُهرة الداوديَّة في الهند.:23 أضف إلى ذلك، فإنها عادة موجودة في المُجتمعات المُهاجرة من تلك البلاد إلى أُستراليا وأوروپَّا وأمريكا الشماليَّة واسكندناڤيا.:4

### وفق الدُول حيثُ يتراجع الختان
من المعروف أنَّ النساء والفتيات اللواتي أجبن على الأسئلة المُوجهة لهُنَّ من خِلال الاستبيانات تعرَّضن لِلختان مُنذ فترةٍ طويلة تصلُ إلى عشرات السنوات عند بعضهنَّ، لِذا يُمكن القول بأنَّ إجابات الفئة المُتراوحة أعمارها بين 15 و49 سنة لا تُعبِّر عن الواقع المُعاصر لِهذه العادة في الدُول حيثُ تنتشر. وعند الأخذ بالبيانات الخاصَّة بِالفئة اليافعة المُتراوحة أعمارها بين 15 و19، على سبيل المِثال، يُلاحظُ تراجعًا في مُمارسة هذه العادة في بعض الدُول، فقد أظهرت تلك البيانات تراجع نسبة المختونات في بوركينا فاسو من 98 بالمئة (سنة 1980) إلى 58 بالمئة (سنة 2010)؛ وفي مصر من 97 بالمئة (سنة 1985) إلى 70 بالمئة (سنة 2015)؛ وفي كينيا من 41 بالمئة (سنة 1984) إلى 11 بالمئة (سنة 2014).:1
بدايةً من سنة 2010، أخذت المُنظمات والهيئات العاملة على إجراء المُسوح المحليَّة المُتعلِّقة بِنسب ختان الإناث تطلب من الأُمَّهات تحديد ما إذا كانت كُل بناتهنَّ قد خُتنَّ أم لا.:25:194 ووفق تقريرٍ لِليونيسف صدر سنة 2016 فإنَّ نسبة البنات المختونات اللواتي وصل سنُّهُنَّ إلى 14 سنة كحدٍ أقصى، كانت الأعلى في الدُول التالية: غامبيا (56 بالمئة)، وموريتانيا (54 بالمئة)، وإندونيسيا (49 بالمئة لِلبنات اللواتي يصل سنّهُنَّ إلى 11 سنة)، وغينيا (46 بالمئة).
تُشيرُ البيانات إلى أنَّ نسبة الفتيات اللواتي كان يُحتمل ختانهنَّ سنة 2014 قد انخفضت بنحو الثُلث عمَّا كانت عليه مُنذ نحو 30 سنة.:2 على أنَّ هذا لا يعني بِالضرورة تراجع عدد المختونات في العالم مع مُرور الزمن، إذ تُشير التحليلات أنَّهُ بحال بلغ عدد المختونات 3.6 ملايين سنة 2013، فإنَّ هذا العدد سيرتفع إلى 4.1 مليون بِحُلول سنة 2050 بِسبب ازدياد عدد سُكَّان العالم.

### وفق المنطقة الحضريَّة والمُستويين الاقتصادي والتعليمي
تُشيرُ المُسُوح البيانيَّة إلى أنَّ خِتان الإناث أكثر شُيُوعًا في المناطق الريفيَّة عمَّا هو في المُدن والبلدات الكُبرى، وأنَّ نسبته تقل كثيرًا لدى العائلات الثريَّة في مُعظم البُلدان (عدا السودان والصومال)، فكُلما زادت نسبة ثراء العائلة كُلَّما قلَّ احتمال ختان بناتها، كما أنَّهُ يخف بِنسبةٍ ملحوظة لدى البنات اللواتي حظيت أُمَّهاتهنَّ بِتعليمٍ ابتدائيٍّ أو ثانويٍّ أو جامعيٍّ. أمَّا في الصومال والسودان فالوضع معكوس: ففي الصومال ظهر أنَّ النسوة اللواتي حظين بمِقدارٍ من التعليم الثانوي أو الجامعي كانت نسبة بناتهنَّ المختونات أعلى من نسبة نظائرهنَّ محدودات التعليم، وفي السودان تبيَّن أنَّ تخرُّج المرأة من أي مؤسسةٍ تعليميَّة كان من شأنه زيادة نسبة المختونات من بناتها.

### وفق الفئة العُمريَّة
لا يُعتبرُ خِتان الإناث طقسًا من طُقُوس العُبُور بين مرحلتيّ الطُفُولة والبُلُوغ لدى مُختلف الحضارات التي تتبعه بِالضرورة، كونه غالبًا ما تخضع لهُ الفتيات الصغيرات قبل أن يقتربن من مرحلة البُلُوغ بِسنوات.:275 فأغلب البنات يُختنَّ بعد ولادتهنَّ مُباشرةً أو خِلال الفترة المُمتدة من الولادة حتَّى سن الخامسة عشر. وقد أظهرت نصف الإحصائيَّات التي أُجريت في بعض الدول خلال الفترة المُمتدَّة بين سنتيّ 2000 و2010 أنَّ أغلب البنات اللواتي خُتنَّ أُجريت لهُنَّ العمليَّة بِحُلول سنتهُنَّ الخامسة.:50 أكثر من 80 بالمئة من البنات المختونات يُختنَّ قبل بلوغهنَّ سن الخامسة في كُلٍ من: نيجيريا ومالي وإريتريا وغانا وموريتانيا.:47, 183 وفي سنة 1997 أظهرت دراسة استقصائيَّة عن الأوضاع الصُحيَّة والسُكَّانيَّة في اليمن أنَّ 76 بالمئة من البنات خُتنَّ خلال أُسبوعين من ولادتهنَّ.:6 أمَّا في الصومال ومصر والتشاد وجمهوريَّة إفريقيا الوُسطى فإنَّ الحالة معكوسة، إذ أظهرت الإحصاءات أنَّ أكثر من 80 بالمئة من البنات خُتنَّ بين سن الخامسة والرابعة عشر.:47, 183 يختلفُ نمط الختان بعض الأحيان باختلاف عرقيَّة الشعب الذي يتبعه، وكذلك فإنَّ السن الذي تُختن فيه الفتاة قد يختلف بين عرقيَّةٍ وأُخرى، ففي كينيا على سبيل المِثال، تُختنُ فتيات قوم «الكيسي» عندما يبلغن العاشرة، بينما تُختن فتيات قوم «الكامبا» عند بلوغهنَّ السادسة عشر.:51

### وفق العرقيَّة
كثيرًا ما تعكس المُسُوح الإحصائيَّة التي تتناول عادة اجتماعيَّة مُعينة ضمن الدولة نسبة أعلى من المُحافظة على هذه العادة على بعض المُستويات الفرعيَّة من تلك الدولة، وبالتحديد ضمن مُجتمعات بعض الأقليَّات العرقيَّة أو الدينيَّة.:28–37 ففي العراق على سبيل المِثال، يُشاعُ خِتان الإناث بين الكُرد في مدينة أربيل أساسًا (58 بالمئة من الإناث اللواتي يتراوح سنّهُنَّ بين 15 و49 سنة وفق إحصائيَّةٍ أُجريت سنة 2011)، وكذلك بين أكراد مدينتيّ السُليمانيَّة (54 بالمئة)، وكركوك (20 بالمئة)، مما يجعل نسبة الإناث المختونات في العراق ككُل تصل إلى 8 بالمئة.
في بعض الحالات، يُنظرُ إلى هذه المُمارسة على أنَّها دليلٌ على عرقيَّة الشخص، على أنَّ نسبة مُمارستها قد تختلف بين أفراد ذات العرقيَّة باختلاف الدولة التي يسكنون فيها. ففي المناطق الشماليَّة الشرقيَّة من إثيوپيا وكينيا التي تحدُّ الصومال، يُلاحظ أنَّ الصوماليِين يختنون بناتهم بنسبةٍ تتساوى تقريبًا مع نسبة المختونات في الصومال نفسها.:196, 198 بالمُقابل، تبيَّن أنَّ جميع نساء شعب الفولاني في غينيا اللواتي شملتهُنَّ دراسة إحصائيَّة مُتعلقة بِالختان سنة 2012 أجبن بأنّهُنَّ خُتنَّ بالفعل، بينما لم يُختن من النساء الفولانيَّات في التشاد سوى 12 بالمئة، وعلى جانبٍ آخر تبيَّن أنَّ هذه العرقيَّة هي العرقيَّة الوحيدة التي لا تُختن بناتها في نيجيريا.

### وفق نمط الخِتان
سُئلت النساء في الاستبيانات التي قُدِّمت لهُنَّ حول نمط الختان الذي اختبرنه الأسئلة التالية::134–135

- هل بُتر أو وُخز شيءٌ من المنطقة المهبليَّة دون إزالة أيَّة أنسجة؟
- هل أُزيلت أيَّة أنسجة (أو أشياء أُخرى) من المنطقة المهبليَّة؟
- هل خِيطت منطقتكِ المهبليَّة؟

مُعظم النساء المختونات قلن بأنَّهُنَّ تعرَّضن لِلبتر وإزالة بعض الأنسجة، وهو ما يتوافق مع النمطين الأوَّل والثاني وفق تعريف مُنظمة الصحَّة العالميَّة. ويُلاحظ أنَّ النمطين الأوَّل والثاني يُمارسان بِشكلٍ واسعٍ في مصر، على أنَّ بعض الباحثين يقولون بأنَّ النمط الثاني هو الأكثر شُيُوعًا وفق دراسةٍ أُجريت سنة 2003،:148 بينما أشارت دراسة أُخرى من سنة 2011 أنَّ النمط الأوَّل هو الأكثر شُيُوعًا. أمَّا في نيجيريا فيُلاحظ أنَّ النمط الأوَّل أكثر شُيُوعًا في الجنوب، بينما الأنماط الأكثر تطرُّفًا تُمارس في شمال البلاد.
يتركَّزُ النمط الثالث من ختان الإناث (الختان الفرعوني أو التبتيك) في شمال شرق إفريقيا، وبالأخص في جيبوتي وإريتريا والصومال والسودان.:13–14 أظهرت دراساتٌ إحصائيَّة أُجريت ما بين سنتيّ 2002 و2006 أنَّ 30 بالمئة من الفتيات المختونات في جيبوتي خُتنَّ ختانًا من النمط الثالث، مُقابل 38 بالمئة في إريتريا و63 بالمئة في الصومال.:47 كذلك، لوحظ وُجود نسبة كبيرة من البنات المختونات ختانًا فرعونيًّا في كُلٍ من النيجر والسنغال، وفي سنة 2013 أظهرت بعض الدراسات أنَّ ثلاثة بالمئة من البنات النيجيريَّات اللواتي تصل أعمارهُنَّ إلى 14 سنة خُتنَّ ختانًا فرعونيًّا. كثيرًا ما يتحددُ نمط الختان الذي تتعرض له الفتاة إلى عرقيَّتها، ففي إريتريا على سبيل المِثال، بيَّنت دراسة أنَّ جميع الفتيات من قوم الحضارب خُتنَّ بهذا الشكل، مُقابل 2 بالمئة فقط من فتيات التغراي، اللواتي قالت غالبيَّتهنَّ بأنّهُنَّ تعرَّضن لِشيءٍ من البتر دون إزالة أيَّة أنسجة.:48

## الأسباب

### التأييد النسوي
كتبت الشاعرة الصوماليَّة «ذهب موسى» قصيدةً في سنة 1988 تصف فيها الخِتان على أنَّهُ «الأشجان النسائيَّة الثلاثة»، مُشيرةً في ذلك إلى المراحل الثلاث من الخِتان التي تتعرَّض لها المرأة في حياتها: الختن في الصِغر، وفتح المهبل في ليلة الزفاف، وإعادة فتحه مرَّة أُخرى عند الإنجاب. وعلى الرُغم من المُعاناة التي تمر بها المرأة نتيجة هذا الأمر، يُلاحظ بأنَّ النساء هُنَّ من يُنظمن كُل ما يرتبط بالعمليَّة، ويقفن إلى جانب الفتاة لِإعانتها خِلال إجراء العمليَّة ولِتشجيعها والتهدئة من روعها. كتبت عالمة الإنسانيَّات روز أولدفيلد هايز في سنة 1975 تقول بأنَّ الرجال السودانيين المُتعلمين الذين لا يرغبون بِختن بناتهم (ختانًا فرعونيًّا بِالأخص)، كانوا يجدون بناتهم قد تعرَّضن لِتلك العمليَّة وقُطّبت أعضائهنَّ التناسُليَّة غالبًا بعد أن تقوم جدَّاتهنَّ بِأخذهنَّ لِزيارة بعض الأقارب.:620, 624
قارن عالم السياسة الأمريكيّ گاري مكِّي خِتان الإناث بِعمليَّة تقييد القدمين التي كانت النساء الصينيَّات يخضعن لها في قديم الزمان، حيثُ كانت الفتيات الصغيرات تُجبرن على ارتداء أحذيةٍ ضيِّقة جدًا تحول دون نُموّ القدمين نموًا طبيعيًا فتبقى صغيرة الحجم، بِدافع العفَّة والشرف ولِكي تجد الفتاة لنفسها زوجًا مُناسبًا، وكانت النساء الكبيرات في السن تُنظم هذا الأمر كذلك، كما هو الحال بِالنسبة لِلختان في الحضارات والثقافات الأُخرى. يرى بعضُ مُؤيدي خِتان الإناث ومُمارسيه أنَّ هذه العمليَّة لا تُحدد وتُميِّز بينهم وبين أبناء العرقيَّات الأُخرى فحسب، بل إنها ترسم حُدودًا بين الجنسين، بحيثُ يُقال أنَّ خِتان الإناث يحول دون «تذكيرهن»، بينما يحول ختان الذُكور دون «تأنيثهم»، وبتعبيرٍ آخر، فإنَّ الختان يُحافظ على أُنوثة البنات وعلى ذُكورة الصبيان.

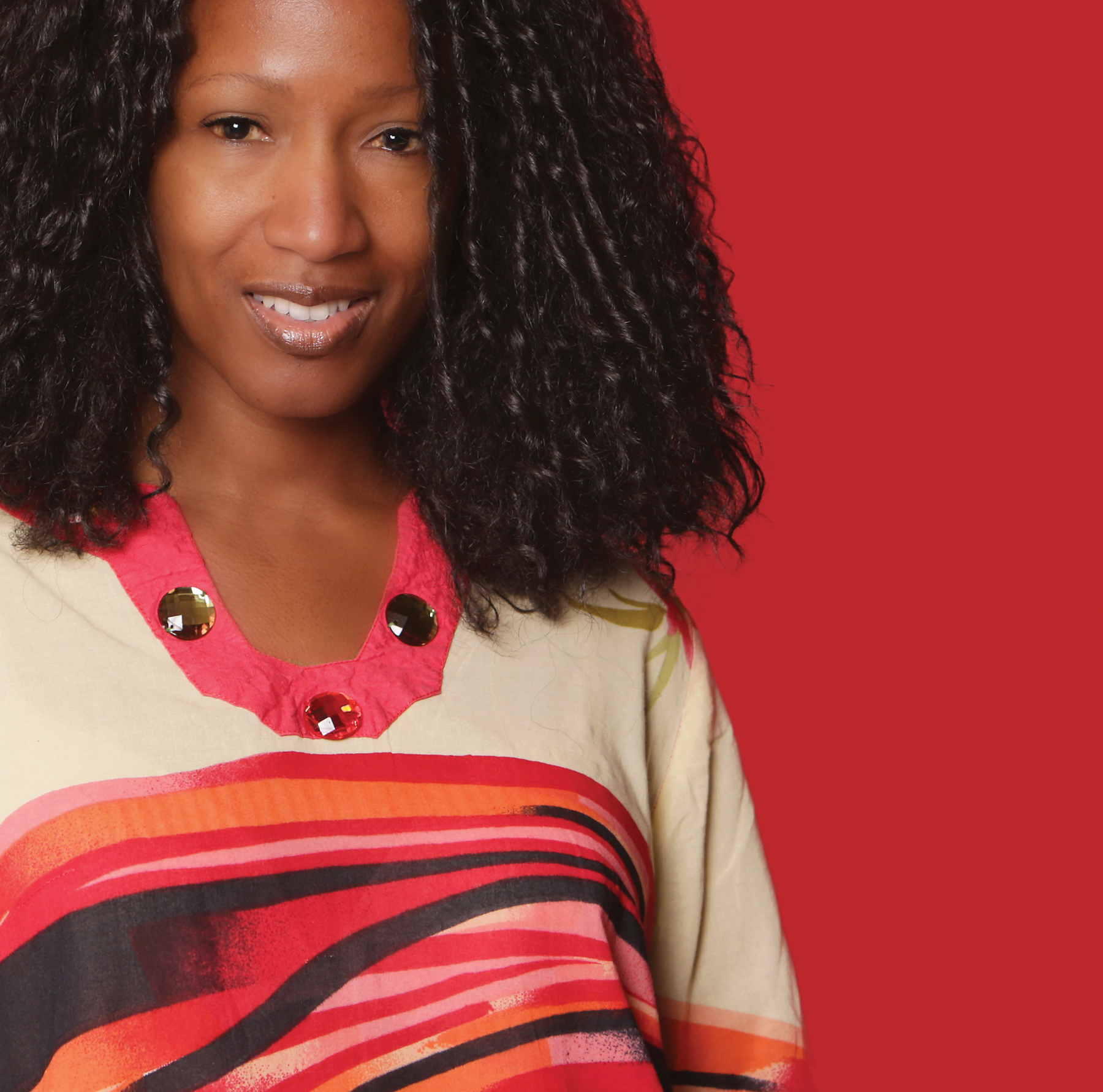
عالمة الإنسانيَّات فوامبي أحمد، اختارت أن تُختن وهي امرأةٌ راشدة بملء إرادتها.

قالت عالمة الإنسانيَّات السيراليونيَّة الأمريكيَّة «فوامبي أحمد»، المُنتمية إلى شعب الكونو في سيراليون، في نقاشٍ من سنة 2000، أنَّ استئصال بظر المرأة في المُعتقدات والتقاليد الإفريقيَّة جنوب الصحراء الكُبرى هو بِسبب اعتقاد الناس أنَّ هذا الفعل يُتمم أُنوثتها، كما أنَّ المُعتقد الإفريقيَّ المُنتشر في الكثير من البُلدان يُفيد بأنَّ أُنوثة المرأة في رحمها وليس في بظرها. وانطلاقًا من هذا المُعتقد، تقول بأنَّها خُتنت بنفسها سنة 1992، أي عندما كانت تبلغ من العُمر 23 سنة، خِلال إحدى احتفالات الخِتان النسائيَّة المُقامة في بلدتها. وتُضيف بأنَّ خِتان الأُنثى في الثقافة الإفريقيَّة السوداء يعني خُصوبة المرأة ومُحافظتها على عفَّتها لِزوجها، وأنَّ الخِتان هو العمليَّة الأخيرة عند الأفارقة التي يجرب بها التخلُّص من آخر مظاهر الخُنوثة عند الطفلة، ويتحدد جنسها بأُنثى تحديدًا نهائيًّا. كتبت عالمة الإنسانيَّات الكنديَّة جانيس بودي واصفةً هذه العمليَّة في سنة 2007: «يُغطَّى جسد الأُنثى بعد ذلك، ويُغلق وتُحبس دماء جهازها التناسُليّ فيها؛ أمَّا جسدُ الذكر فيُعرَّى ويُكشف أمام الحاضرين».:429
يُلاحظ شُيُوع تفضيل الأعضاء التناسُليَّة الأُنثويَّة الناعمة والجافَّة وعديمة الرائحة في المُجتمعات التي تُمارس الختان الفرعوني، وأنَّ كُلًا من الرجال والنساء يجدُ فرج المرأة مُنفرًا بِحالته الطبيعيَّة.:435–436 كما يبدو أنَّ الرجال في هذه المُجتمعات يُفضلون شُعُور الدُخول في المرأة المختونة ختانًا فرعونيًّا، أي أنهم يُفضلون الجماع الجاف (دون أن يكون المهبل رطبًا)، الأمر الذي يدفع النساء إلى استعمال بعض المواد لِترطيب أنفُسهنَّ قبل الجماع، ومن تلك المواد المُستعملة: أوراق الأشجار ولحائها، ومعجون تنظيف الأسنان، وزُيوت النعناع مثل مرهم منثول الڤيكس. تُصنِّفُ مُنظمة الصحَّة العالميَّة هذه المُمارسة على أنها شكلٌ من أشكال النمط الرابع لِختان الإناث، لأنَّ الاحتكاك الزائد بين الرجل وزوجته خِلال الجماع يُمكن أن يتسبب بِجُروحٍ ويزيد من إمكانيَّة إصابة المرأة بالتهابات.:27–28 يُشاعُ في هذه المُجتمعات أيضًا الاعتقاد بأنَّ الخِتان يزيدُ من نظافة وطهارة المرأة، نظرًا لِأنَّ الفرج المختون ختانًا فرعونيًّا يبدو للناظر ناعمًا.:437
أشارت النسوة اللواتي شملتهنَّ الدراسات البيانيَّة حول أسباب قُبولهنَّ بِالختان، إلى عدَّة دوافع تجعلهُنَّ يُؤيدن هذه العمليَّة، وهي: القُبُول الاجتماعي، والدين، والطهارة والنظافة الشخصيَّة، ولِلحفاظ على العذريَّة، وزيادة حُظوظهُنَّ بِالزواج، ولِزيادة اللذة الجنسيَّة لِلزوج. أشارت دراسةٌ أُجريت في السودان ونُشرت سنة 1983 أنَّ 17.4 بالمئة فقط من النساء عارضن الختان (558 امرأة من أصل 3,210)، وأنَّ أغلبهنَّ فضلن الختان العادي وبتر البظر على الختان الفرعوني. يُلاحظ أنَّ النظرة إلى هذا الأمر تتغيَّر ببطءٍ شديد، ففي دراسةٍ أُخرى أُجريت سنة 2010 في السودان أيضًا، تبيَّن أنَّ 42 بالمئة من النساء اللواتي سمعن بالخِتان رغبن بالحفاظ على هذه العادة واستمرارها.:178 وفي دراساتٍ أُخرى مُتعددة بدايةً من سنة 2006، تبيَّن أنَّ أكثر من 50% من النساء في مالي وغينيا وسيراليون والصومال وغامبيا ومصر كُنَّ يُؤيِّدن الحفاظ على خِتان الإناث وعدم اندثاره في دُولهن، بينما قالت نساءٌ أُخريات في دولٍ إفريقيَّةٍ أُخرى إلى جانب اليمن والعراق أنَّ هذه العادة يجب أن تتوقف وتندثر، على أنَّ بعض الفارق بين أولئك المُؤيدين والرافضين جاء بسيطًا لِلغاية.

### الضُغوطات الاجتماعيَّة والجهل

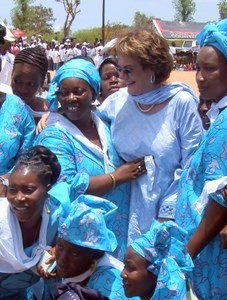
مولي ملچينگ مع فتيات ونساء قرية «ماليكوندا بمبارة» سنة 2007 خِلال الاحتفال بالذكرى السنويَّة العاشرة لِلتخلّي عن الخِتان.

تعتبر مُنظمة اليونيسف أنَّ الخِتان التي تُوافق عليه النساء طوعًا أو تطلبه بنفسها إنَّما هو «عرفٌ اجتماعيّ تفرضه على نفسها»، بحيث تشعر العائلات أنَّ من الواجب عليها خِتان بناتها كي لا يُواجهن النبذ الاجتماعي.:15
قالت عالمة الإنسانيَّات الأمريكيَّة إلين گرونباوم، أنَّ الختان كان دافع استهزاء بين البنات في السودان خِلال عقد السبعينيَّات من القرن العشرين، فكانت الفتاة الواحدة العربيَّة المختونة تستهزئ بنظيرتها الزرميَّة غير المختونة، فتقول لها: «يا غلفة!» ويُقصد بها «يا قذرة»، فترد عليها الفتاة الزرميَّة: «يا مطمورة!» (والمطمورة هي حُفرة يختزن فيها المُزارعون الحنطة والحُبوب، فيفتحونها لِإضافة المزيد من المحصول ثُمَّ يُعيدون إغلاقها، ثُمَّ يفتحوها مُجددًا عند تجميع المزيد من المحصول، وهكذا). وتُضيف گرونباوم أنَّهُ على الرُغم من رد الفتيات الزرميَّات الشتيمة، فإنَّهُنَّ كُنَّ يسألن أُمَّهاتهنَّ عن سبب هذه المُشادة، وعن سبب عدم ختنهنَّ كالفتيات العربيَّات.:432–433
تُعاني الكثير من الدُول التي يُمارس فيها خِتان الإناث من ضعف التعليم وقلَّة نسبة المُتعلمين وتفشّي وانتشار الجهل في صُفوف المُواطنين، وصُعوبة الوُصول إلى المعلومات المكتوبة أو الإلكترونيَّة، وبالتالي فإنَّ العلاقة السببيَّة بين الخِتان وأضراره الصحيَّة تكون تقريبًا معدومة أو شبه معدومة عند نساء تلك البلاد، فلا يربطن بين الأضرار والأمراض التي لحقت بهنَّ وبين الخِتان ذاته. أشار عالم السياسة الأمريكي گاري مكِّي أنَّ رئيسة جمعيَّة النساء في قرية «مدينة شريف» في السنغال، المدعُوَّة «لاله بالدية»، قالت بأنَّ الفتيات اللواتي مرضن أو مِتنَ سنة 1998 قيل بأنَّ مرد ذلك هو الأرواح الشريرة. ولمَّا أعلمهُنَّ مكِّي بأنَّ سبب المرض أو الوفاة هو المُضاعفات الناجمة عن الخِتان، قال بأنَّ الكثير منهُنَّ انهرن وبكين بِحرارة. كما قال أنَّ البيانات التي أُخذت من النساء بعد هذا الإفصاح أظهرت تفاوتًا كبيرًا في تأييد النساء لِهذه العمليَّة.:147–148
أقدمت مؤسسة «توستان» اللاربحيَّة الأمريكيَّة، التي تأسست على يد «مولي ملچينگ» سنة 1991، على إدخال عدَّة برامج تمكين اجتماعي في عددٍ من البُلدان، تهدف إلى محو الأُميَّة وتثقيف الناس وتأمين الرعاية الطبيعيَّة ودعم جُهود تثبيت الديمُقراطيَّة ومنح النساء القدرة المعنويَّة اللازمة كي يتخذن قراراتهنَّ بِأنفُسهنَّ. وفي سنة 1997، أصبحت قرية «ماليكوندا بمبارة» في غرب السنغال، أوَّل قرية في البلدان تستغني عن الخِتان النسائي بِفضل جُهُود مؤسسة توستان سالِفة الذِكر.:256ff وبِحُلول سنة 2016، كان أكثر من 7,300 مُجتمع محلّي مُوزعين على ستَّة دُول قد تعهدوا بِهجر خِتان الإناث وزواج الأطفال.

### دوافع دينيَّة

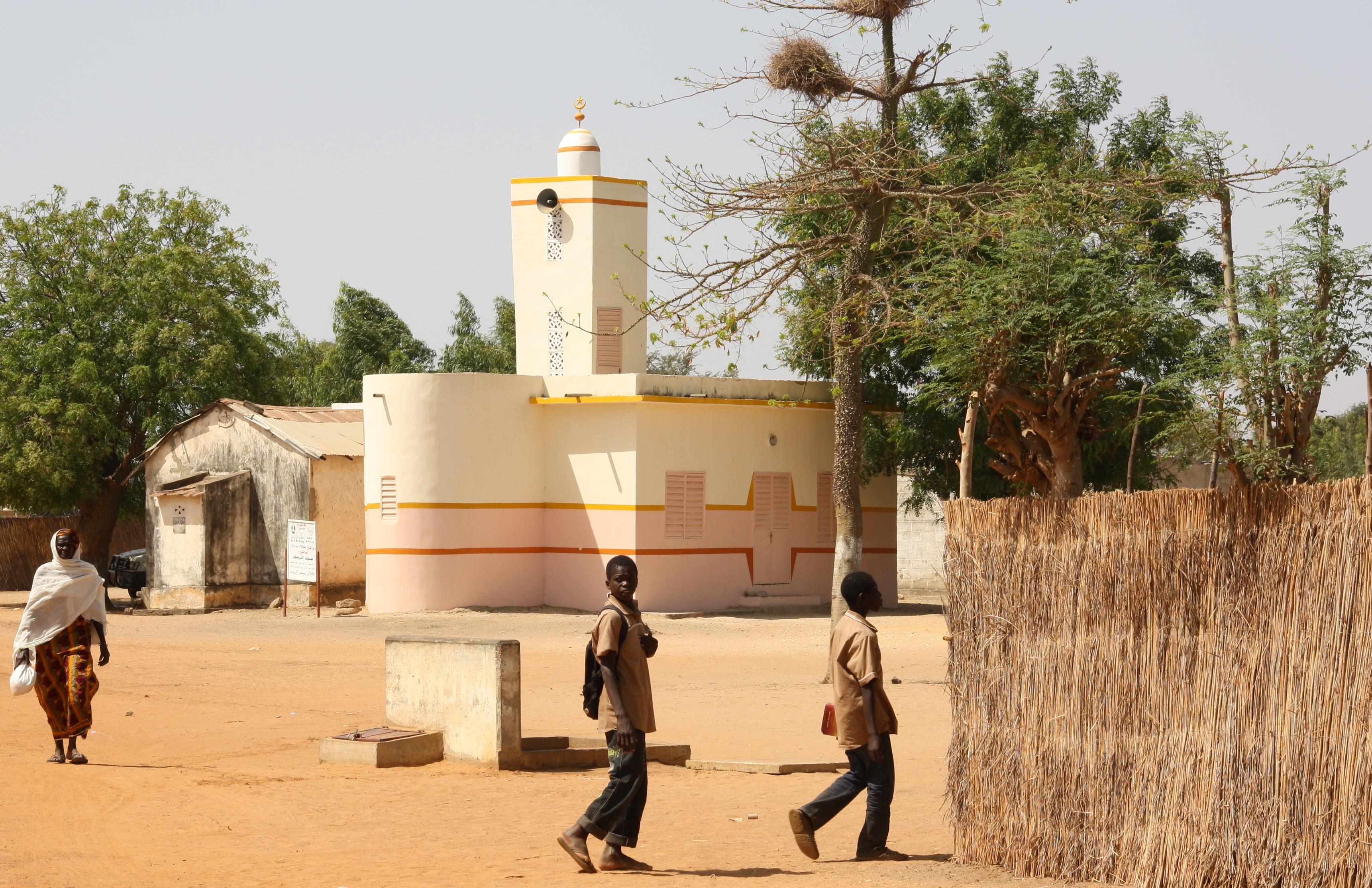
قرية «كيور سمبارة» في السنغال، تخلَّت عن خِتان الإناث سنة 1998 بعد برنامج توعية تثقيفي استمرَّ ثلاث سنوات.

أظهرت المُسُوح البيانيَّة أنَّ قسمًا كبيرًا من الناس في كُلٍ من مالي وموريتانيا وغينيا ومصر تؤمن بأنَّ خِتان الإناث ضرورة وواجبٌ دينيّ.:69–71 وتقول إلين گرونباوم أنَّ المؤمنين بِضرورة القيام بهذه العمليَّة إلى جانب الخَتَنة أنفُسهم لا يُميزون أغلب الأحيان بين الواجب الديني، والعُرف والتقليد الاجتماعي، ومفهوم العفَّة والطهارة، مما يجعل تفسير البيانات التي حُصل عليها أمرًا عسيرًا لِلغاية.
كان خِتانُ الإناث شائعًا في شمال شرق إفريقيا قبل الفُتُوحات الإسلاميَّة وقبل انتشار الإسلام في تلك البلاد، على أنَّ هذه المُمارسة رُبطت بِالإسلام بسبب تركيزه على عفَّة البنات والنساء، ولأنَّ بعض العُلماء المُسلمين قالوا بِوُجوبه، على الرغم من أنَّ القرآن لم يأتِ على ذِكر هذا الأمر على الإطلاق، وإنما ورد ذكره في عددٍ من الأحاديث النبويَّة التي تُحبذه دون أن تفرضه.:6 وفي سنة 2007، صدر عن المجلس الأعلى لِلأبحاث الإسلاميَّة في جامعة الأزهر بِالقاهرة بيانًا قيل فيه أنَّ خِتان الإناث ليس له ركيزة في الشريعة الإسلاميَّة ولا في أيٍ من أحكامها الفرعيَّة.:70
لم يأتِ الكتاب المُقدَّس على ذِكر خِتان الإناث أو فرضه، على إنَّ عدَّة مُجتمعات مسيحيَّة في إفريقيا خُصوصًا تُمارسه بِغض النظر عن ذلك، ولم تظهر مُعارضته إلَّا على يد البعثات التبشيريَّة الأوروپيَّة. أشار تقريرٌ لِليونيسف صدر سنة 2013 أنَّ 55 بالمئة من النساء المسيحيَّات في نيجيريا خُتنَّ، مُقابل 2 بالمئة فقط من النساء المُسلمات النيجيريَّات. الطائفة اليهوديَّة الوحيدة التي يُعرف أنَّها تُمارس خِتان الإناث هي طائفة «بيت إسرائيل» الحبشيَّة، علمًا بأنَّ اليهوديَّة تفرض خِتان الذُكور وتُحرِّم خِتان الإناث. إلى جانب المُعتقدات السماويَّة، تُمارسُ بعض الطوائف والجماعات الإحيائيَّة خِتان الإناث، خُصوصًا في غينيا ومالي.:175

## الختان في الأديان

### الخفاض في الإسلام
لم يقُل أي من الفُقهاء بأنَّ الخفض حرام أو مكروه تحريمًا أو تنزيهًا. وله مشروعيَّة وجواز في الجُملة عند الجميع، وإن تجاوز الحُدود الشرعية المُتَّفق عليها يُحرَّم. واختلف عُلماء الفقه والمذاهب المُختلفة في حُكم الخفاض بين من يُوجبه ومَن يستحبه، ومَن يقول: إنَّهُ مُجرَّد مَكرُمة للمرأة. فعند الأحناف مكرمة، وعند المالكيَّة مندوب، وعند الشافعيَّة واجب، وعند الحنابلة مكرمة غير واجب، وعند الإباضية مكرمة غير واجب.
قال النووي: «الختان في المرأة: قطع أدنى جزء من الجلدة التي في أعلى الفرج وهي فوق مخرج البول، تشبه عرف الديك»، وقال الحافظ العراقي: «الختان هو قطع القلفة التي تغطي الحشفة من الرجل، وقطع بعض الجلدة التي في أعلى فرج المرأة، ويُسَمَّى ختان الرجل إعذارًا، وختان المرأة خفضًا»، وقال الشيخ محمد ناصر الدين الألباني: «أعلم أن ختن النساء كان معروفًا عند السلف خلافًا لما يظن من لا عِلْمَ عنده». وقال مفتي الأزهر الإمام جاد الحق علي جاد الحق: «أن ختان البنات من سُنن الإسلام وطريقته لا ينبغي إهمالها، بل يجب الحرص على ختانهنَّ بالطريقة والوصف الذى علمه رسول الله ﷺ لأم حبيبة، وينبغي البعد عن الخاتنات اللاتي لا يُحسنَّ هذا العمل. وقد وكَّل الله  أمر الصغار إلى آبائهم وأولياء أمورهم. فمن أعرض عنه كان مضيعًا للأمانة التى وُكِّلت إليه». وقال ابن باز «الختان من سُنن الفطرة، وهو لِلذُكور والإناث، إلَّا أنَّهُ واجبٌ في الذُكور، وسُنَّة ومكرمة في حق النساء». وقال أبو حفص سراج الدين الحنبلي الدمشقي: «أمَّا ختان المرأة، فشَفران مُحيطان بثلاثة أشياء: ثُقْبة في أسفل الفَرْج، وهو مدخل الذَّكَر، ومخرج الحَيْض والوَلَد، وثُقبة أخرى فوق هذه مثل إحليل الذَّكَر، وهي مخرج البول لا غير، وفوق ثُقبة البول موضع ختانها، وهنا كجلدة رقيقة قائمة مثل عُرْف الدِّيك، وقَطْع هذه الجلدة هو ختانها». وقال الشيخ علَّام نصار: «ختان الأنثى من شعائر الإسلام، وردت به السُنَّة النبويَّة، واتفقت كلمة فُقهاء المُسلمين وأئمتهم على مشروعيَّته مع اختلافهم في كونه واجبًا أو سُنَّة، فإننا نختار في الفتوى: القول بسُنيَّته لترجُّح سنده ووُضوح وجهته، والحكمة في مشروعيَّته ما فيه من تلطيف الميل الجنسي في المرأة، والاتجاه به إلى الاعتدال المحمود».

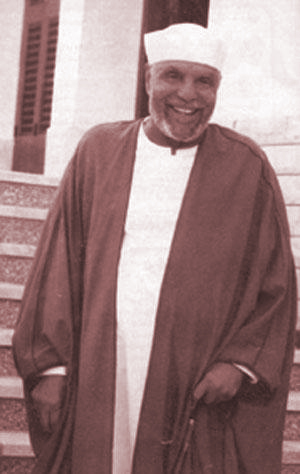
الإمام المُفسِّر ومُجدد عصره مُحمَّد متولِّي الشعراوي، أفتى بأنَّ خِتان الإناث سُنَّة نبويَّة يُثاب عليها فاعلها ولا يُعاقب تاركُها، وذلك خِلال الفترة التي شهدت كثرة الجدال في مصر حول هذه المسألة.

كذلك، قال شيخ الإسلام أحمد بن تيمية: « تُختتن المرأة، وختانها أن تقطع أعلى الجلدة التي كعرف الديك. قال رسول الله ﷺ للخافضة: وهي الخاتنة "أشمي ولا تنهكي، فإنه أبهى للوجه، واحظى لها عند الزوج." يعني: لا تبالغي في القطع، وذلك أن المقصود بختان الرجل تطهيره من النجاسة المحتقنة في القلفة، والمقصود من ختان المرأة تعديل شهوتها فإنها إذا كانت قلفاء كانت مغتلمة، شديدة الشهوة. ولهذا يوجد من الفواحش في نساء التتر والإفرنج ما لا يوجد في نساء المُسلمين، وإذا حصلت المبالغة في الختان ضعفت الشهوة فلا يكمل مقصود الرجل فإذا قطع من غير مبالغة حصل المقصود باعتدال». وقال ابن قيم الجوزيَّة: «لا خلاف في استحباب الختان للأنثى واختُلف في وُجوبه». وقال الشيخ عطيَّة صقر: «إنَّ الصيحات التي تُنادي بحُرمة خِتان البنات صيحات مخالفة لِلشريعة، لأنَّهُ لم يرد نصٌ صريح في القُرآن والسُنَّة ولا قول للفُقهاء بحُرمته، فختانهُنَّ دائرٌ بين الوُجوب والندب. وإذا كانت القاعدة الفقهيَّة تقول: حُكم الحاكم برفع الخلاف فإنَّهُ في هذه المسألة له أن يحكم بالوُجوب أو الندب، ولا يصح أن يحكم بالحُرمة، حتَّى لا يُخالف الشريعة التي هي المصدر الرئيسي للتشريع في البلاد التي ينص دستورها على أنَّ الإسلام هو الدين الرئيسي للدولة ومن الجائز أن يُشرَّع تحفُظات لحسن أداء الواجب والمندوب بحيث لا تتعارض مع المُقرَّرات الدينية».

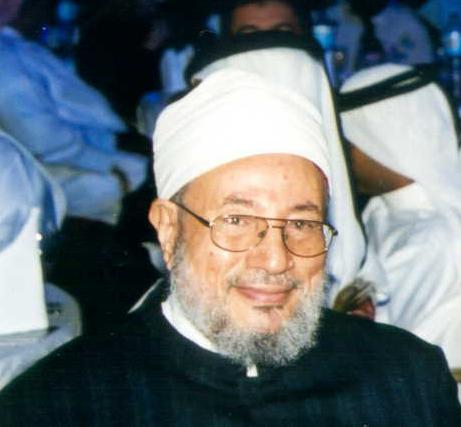
الإمام يُوسُف القرضاوي، أفتى بِجواز خِتان الإناث لِلراغبين في ذلك ضمن شُروط مُحددة، وأفتى بحُرمانيَّة الخِتان الفرعوني لما ينطويه على أضرار ومخاطر صحيَّة.

وقالت جمعية «أم عطية الأنصاريَّة» أنَّ الفرق بين الختان الشرعي والفرعوني واضح ولكن يُتعمَّد اللبس لتشويش الصورة ولتمرير مفاهيم اجتماعيَّة غربية. ويكون الخفض مشروعًا للائي في حاجةٍ إلى الختان ويعرف ذلك عن طريق طبيبة مُسلمة، ذات خبرة بخِتان الإناث. وقال الإمام يُوسُف القرضاوي أنَّ تحريم الختان لِلإناث يكون في حالة تجاوز الإشمام إلى النهك، أي الاستئصال والمبالغة في القطع، التي تحرِم المرأة من لذَّة مشروعة بغير مبرِّر، وهو ما يتمثَّل فيما يُسمونه «الخفاض الفرعوني»، أو أن يباشر هذا الختان الجاهلات من القابلات وأمثالهنَّ، وإنما يجب أن يقوم بذلك الطبيبات المُختصَّات الثُقات، فإن عُدمن قام بذلك الطبيب المُسلم الثقة عند الضرورة، وأن تكون الأدوات المُستخدمة مُعقَّمة وسليمة، ومُلائمة للعمليَّة المطلوبة، وأن يكون المكان مُلائمًا، كالعيادات والمُستشفيات والمراكز الصحيَّة، فلا يجوز استخدام الأدوات البدائيَّة، وبطريقةٍ بدائيَّة، كما يحدث في الأرياف ونحوها. وأضافت الدكتورة آمال أحمد البشير أنَّ الخُطوات الصحيحة في الختان الشرعي للائي في حاجة لهنَّ لا يُشكَّل أي خُطورة، وشرحت أنَّ الخُطوات تبدأ بتهيئة الطفلة من الناحية النفسيَّة واختيار الوقت المُناسب للطفلة والتأكُّد من عدم وُجود حالات نزف دموي وراثي بالأُسرة، وأيضًا عدم وُجود تشوُّهات خَلقية بالأعضاء التناسُليَّة لِلطفلة، ويجب أن يكون بمعدات مُعقَّمة واستخدام محاليل الإيثانول واستخدام البنج الموضعي بواسطة حقنة صغيرة ومن ثُمَّ إزالة الطبقة السطحيَّة والداخليَّة للقلفة دون قطع رأس البظر أو أي من جلد جسم البظر، والانتهاء بالتنظيف ومسح الڤازلين ووضع القطن ومُراعاة عدم ترك فُرصة لِحُدوث التصاقات ومُتابعة نظافة الجرح في الأيَّام التالية بواسطة الماء والصابون أو الماء والملح. وذكر الدكتور مُحمَّد علي البار أنَّهُ يُفضِّل استخدام الطُرق الطبيَّة التشريحيَّة والتي ثبت أنها أفضل الطُرق وأبعدها عن حُدوث المُضاعفات.

### في المسيحيَّة واليهوديَّة

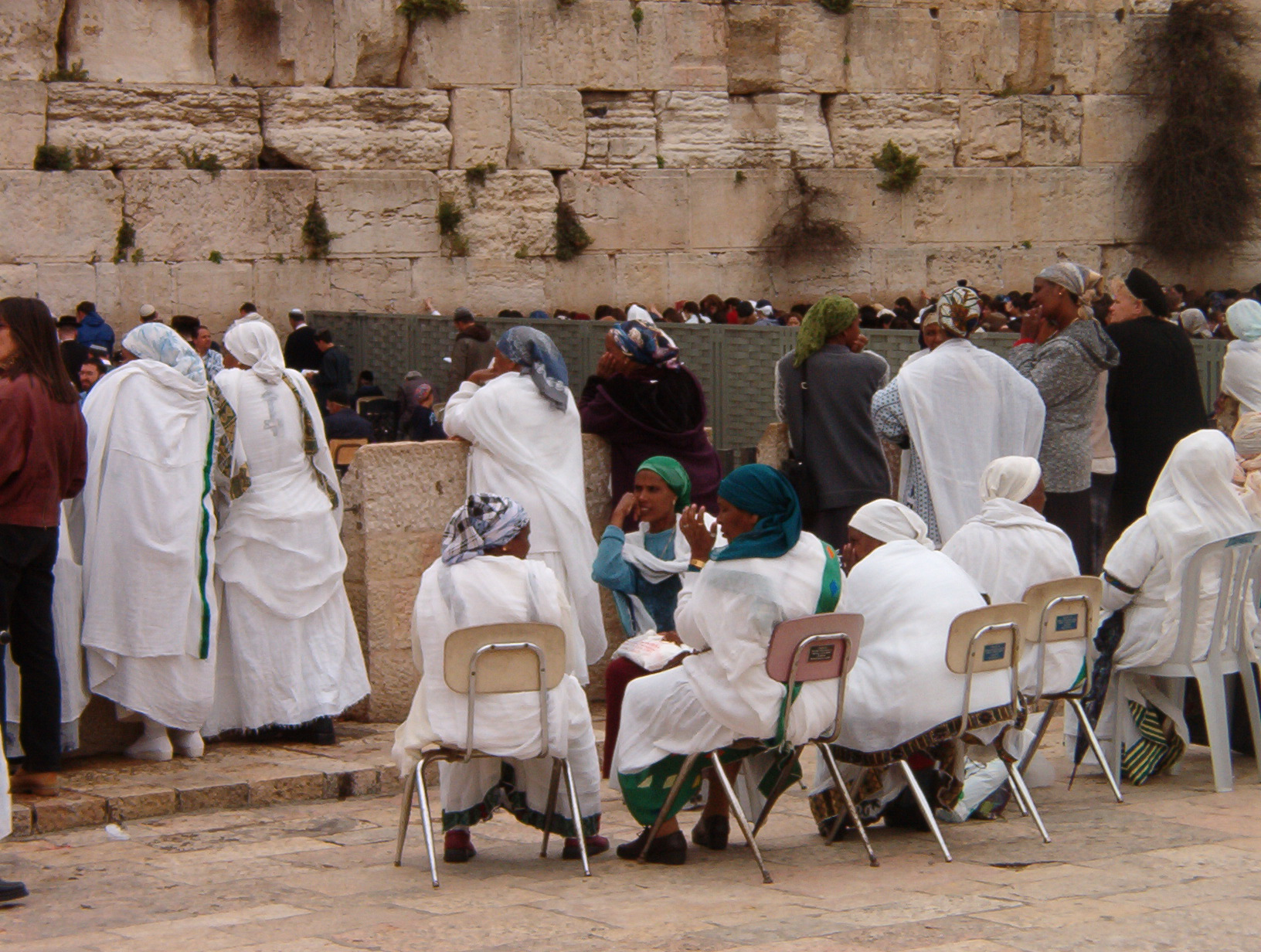
يهودٌ أحباش على مقرُبة من حائط البُراق في بيت المقدس.

يمارس الختان للإناث عند الأقباط المسيحيين في مصر والسودان تبعًا للعادات الاجتماعيَّة وليس له سبب ديني أو عقائدي، إذ أنَّ الأقباط - كما المُسلمين في مصر - ربطوا تلك المُمارسة السابقة على المسيحيَّة بِالعفَّة والطهارة قبل الزواج وبعد الزواج، على الرُغم من أنَّ الكنيسة المصريَّة كان لها دائمًا موقف رافض لِتلك العادة الاجتماعيَّة القديمة. ففي نهاية القرن الثالث عشر الميلادي سُئل الأنبا أثناسيوس أسقف مدينة قوص عمَّا إذا كان يجوز ختان البنات، فكان جوابه قاطعًا: «لا رُخصة لهُنَّ في ذلك، لا قبل عمادهنَّ ولا بعد». كما أشار العُلماء المسيحيُّون أنَّ الله حينما خلق الإنسان خلق كُل شيء فيه حسنًا، وكُل عضو في جسده له وظيفته ودوره. فهذه العادة تُشوِّه خلقه الله الحسنة، كما أنها تُفقد الأعضاء التناسُليَّة في جسد المرأة دورها ووظيفتها الطبيعيَّة، التي خلقها الله من أجلها. لِذلك لا يُمكن لِلمسيحيَّة أن تؤيِّد مثل هذا التشويه المُتعمَّد لِجسد المرأة، الذي كرمه الله، وخلقه في أحسن تقويم. وأشارت الكنيسة القبطيَّة الكاثوليكيَّة أنَّ ختان الإناث في المسيحيَّة يُعتبر جريمة وخطيئة جسيمة قد تتسبب في منع من قام بها ومن اشترك في إجرائها من طبيب ومساعدين ووالدين بالحرم الكنسي من ممارسة الأسرار المُقدَّسة. وتقول الكنيسة في هذا المجال أنَّ هذه العادة لا تحمي الفتاة من الانحراف، كما قد يتصوَّر البعض، فالعفَّة تبدأ من القلب والطهارة تبدأ من الداخل، كما قال المسيح: «اَلإِنْسَانُ الصَّالِحُ مِنَ الْكَنْزِ الصَّالِحِ فِي الْقَلْب يُخْرِجُ الصَّالِحَاتِ، وَالإِنْسَانُ الشِّرِّيرُ مِنَ الْكَنْزِ الشِّرِّيرِ يُخْرِجُ الشُّرُورَ». أمَّا بالنسبة لِليهود فإنَّ الفرقة اليهوديَّة الوحيدة التي تسمح بِختان الإناث هم يهود الفلاشا الأحباش.

## ختان الإناث عبر التاريخ
إنَّ أُصول وجُذور خِتان الإناث غير معلومة، ولا يُعرف على وجه الدقَّة أيُّ الحضارات البشريَّة التي اتبعتها أولًا.:1003 على أنَّ نُقطة التقاء هذه المُمارسة في إفريقيا، شمالًا-جنوبًا، وشرقًا-غربًا، هي في السودان. اقترح گاري مكِّي أن يكون خِتان الإناث قد ظهر بدايةً في الحضارة المرويَّة (نحو 800 ق.م - 350م) جنبًا إلى جنب مع تعدُّد الزوجات، قبل قُرونٍ من بُزوغ فجر الإسلام، ولعلَّ الهدف من وراء ذلك كان إثبات أُبوَّة الأطفال وضمان نسبتهم إلى والدهم ووالدتهم، والحيلولة دون اختلاط الأنساب.:264, 267

### مصر القديمة
تقول المُؤرِّخة ماري نايت أنَّ اللعنة رقم 1117 (نحو 1991–1786 ق.م) المنقوشة على النواويس المصريَّة القديمة بِالهيروغليفيَّة قد يُقصد بها الإشارة إلى الفتيات غير المختونات، ولفظها قريبٌ من «عم عت»: 

| a | m | a · X1 | D53 | B1 |
عُثر على نقش هذه اللعنة على ناووسٍ يعود لِشخصٍ يُدعى «ست حدجحوتب»، يُحتفظ به حاليًّا في المتحف المصري بالقاهرة، ويرجع إلى عصر المملكة المصريَّة الوُسطى، على أنَّ العالم الأمريكي پول أورورك يقول بأنَّ عم عت المذكورة في النقش يُقصد بها الإشارة إلى المرأة الطامث وليس غير المختونة.
ذُكر خِتان إحدى الفتيات المصريَّات، واسمُها «تاثميس»، في إحدى البرديَّات الإغريقيَّة العائدة لِسنة 163 ق.م، والمُحتفظ بها في المتحف البريطاني، فقيل: 
 
بعد هذا بِفترة، تحايلت عليّ نفوريس [والدة تاثميس]، إذ كانت قلقة ومُتلهفة لِحُلول ميعاد خِتان ابنتها، كما هي العادة المُتبعة بين المصريين. فطلبت مني أن أُقرضها 1,300 دراخما... لِتكسو بها الفتاة... وكي تؤمِّن لها مهرًا مُعتبرًا... فإن لم تفعل أيٌّ مما ذكرت أو لم تُختن تاثميس خِلال شهر أمشير، من سنة 18 [163 ق.م]، فسوف ترد لي 2,400 دراخما على الفور.:329–330
أثبتت الفُحوصات التي أُجريت على المومياءات المصريَّة العائدة لِنساءٍ وبنات وُجود آثارٍ لِلختان، وقد أشارت ماري نايت إلى الخُلاصة التي توصَّل إليها الأخصَّائي بِعلم الأمراض «گرافتون ألیوت سميث»، بعد أن فحص مئات المومياءات خلال أوائل القرن العشرين، وهي أنَّ المنطقة المهبليَّة تبدو بحالةٍ شبيهةٍ بِحالة المنطقة المهبليَّة لِلأُنثى التي خُتنت ختانًا من النمط الثالث، وذلك لأنَّهُ خلال التحنيط، شُدَّ جلد الشفرين الكبيرين إلى الخلف ناحية فتحة الشرج لِتغطية الشق الفرجي، ولعلَّ ذلك مردُّه الحيلولة دون تدنيس المومياء جنسيًّا. أمَّا تحديد ما إذا كان النمطان الأوَّل والثاني قد طُبقا على إحدى المومياءات فمُستحيل، نظرًا لأنَّ الأنسجة اللينة الطريئة إمَّا أزالها المُحنطون أو تحللت مع مُرور الزمن.
كتب الجُغرافي الإغريقي إسطرابون (ح. 64 ق.م - ح. 23 ق.م) عن ظاهرة ختان الإناث في مصر حينما زارها سنة 25 ق.م، كما أشار إلى هذا الأمر الفيلسوف فيلون السَّكندري (ح. 20 ق.م - 50م)، فقال: «عادةُ المصريين الرائجة في بلادهم هي ختن الشباب والبنات الصالحات لِلزواج في السنة الرابعة عشر من حياتهم، عندما يبدأ الصبي بالاحتلام، ويبدأ الطمث عند الفتاة».:333 ذُكرت هذه العادة أيضًا وجيزةً في مُؤلَّفٍ منسوب لِلطبيب الإغريقي جالينوس (129 - 200م)، حيثُ قيل: «عندما يبرز [البظر] بشكلٍ واضحٍ عند فتياتهم الشابَّات، يرى المصريُّون أنَّه قد آن الأوان لِقطعه».
أشار الطبيب الرومي آطيوس الآمدي (عاش خِلال أواسط القرن الخامس إلى أواسط القرن السادس الميلاديين) إلى مزيدٍ من التفاصيل المُتعلِّقة بِالختن الطبي، في الكتاب السادس عشر من موسوعته حاملة عنوان: «ست عشرة كتابًا عن الطب»، فقال أنَّ العمليَّة كانت تجري بحال أصبح البظر شديد النُتوء أو أثار الغريزة الجنسيَّة للفتاة بسبب احتكاكه بِالملابس، عندها كان المصريُّون يرون أنَّهُ قد آن الأوان لِبتره قبل أن يزداد حجمه أكثر، وخُصوصًا لو صودف حُلول الوقت الذي سوف تتزوج فيه الفتاة.

تجري العمليَّة الجراحيَّة على الشكل التالي: اجعل الفتاة تجلس على كُرسيّ واجعل خلفها شابٌ قويّ العضلات لِيُمسك بها من تحت فخذيها. اجعله يُباعد ما بين ساقيها ويُثبتهما وسائر جسمها تثبيتًا جامدًا. يقف الجرَّاح بِمُواجهتها ماسكًا البظر باستخدام ملقط واسع الفم بيده اليُسرى، ثُمَّ يمُطُّه خارجًا، ويقطعه بِيده اليُمنى وُصولًا إلى حد كمَّاشة الملقط.

يُستحسن ترك قسمٌ بسيط من النسيج المقطوع دون أن يُمس، على أن يبلغ في حجمه حجم الغشاء الفاصل بين المُنخرين، وهكذا لا يُزالُ إلَّا الأنسجة الفائضة فقط؛ كما سبق وذكرت، فإنَّ الجُزء المبتور هو فقط تلك المنطقة التي تعلو كمَّاشة الملقط. نظرًا لأنَّ لِلبظر بُنية أشبه بِبُنية الجلد ويُمكن مطُّه خارجًا إلى حدٍ كبير، لا تبتر منه الشيء الكثير، فمن الممكن أن يتسبب هذا بِظُهور ناسورٍ بوليّ.
بعد ذلك كانت المنطقة المهبليَّة تُنظف باستخدام إسفنجة، ومسحوق اللبان، والنبيذ أو الماء البارد، وتُضمَّد بواسطة أوراق الكتَّان المُغمَّسة بِالخل طيلة سبعة أيَّام، وفي اليوم السابع تُمسح بِالكالامين، وبتلات الورد، وبُذور البلح، أو بواسطة «مسحوقٍ مهبليّ مصنوعٌ من الطين المشوي».:328

### العرب قبل الإسلام

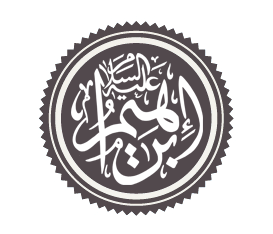
تخطيط لاسم النبيّ إبراهيم، الذي سار العربُ على سُنَّته في ختان أبنائهم.

عرف العرب الخِتان مُنذ عصر الجاهليَّة، وكان العرب في جاهليَّتهم يختتنون اقتداءً بسُنَّة النبي إبراهيم التي سار عليها ولده إسماعيل ومن تحدَّر منه من آباء العرب، فقد ورد عن الرسول مُحمَّد أنه قال: «اخْتُتِنَ إِبْرَاهِيمُ النَّبِيُّ  وَهُوَ ابْنُ ثَمَانِينَ سَنَةٍ بِالْقَدُومِ...»، ويُحتملُ أنَّ عادة ختان الإناث وصلت شبه الجزيرة العربيَّة من مصر الفرعونيَّة، بعد أن كانت قد انطلقت منها إلى حوض النيل وإفريقيا الشرقيَّة، ويبدو أنَّ تلك المُمارسة وإن كانت معروفة عند العرب قبل الإسلام إلَّا أنها كانت نادرة. ومن أشهر من كانت تقوم بذلك «أمُّ أنمار» كما جاء في صحيح البُخاري في قتْل حمزة بن عبد المُطلب. وقد كان هذا عارًا عند العرب وعيبًا، ومن الأدلَّة على ذلك ما جاء في صحيح البُخاري: «خرج سباع فقال: "هل من مُبارز"؟ قال فخرج إليه حمزة بن عبد المُطَّلب  فقال: "يا سباع با ابن أمَّ أنمار مُقطِّعة البُظور أتُحاد الله ورسوله ﷺ؟» قال ابن حجر في فتح الباري: «العرب تُطلق هذا اللفظ في معرض الذم».

### أوروپَّا

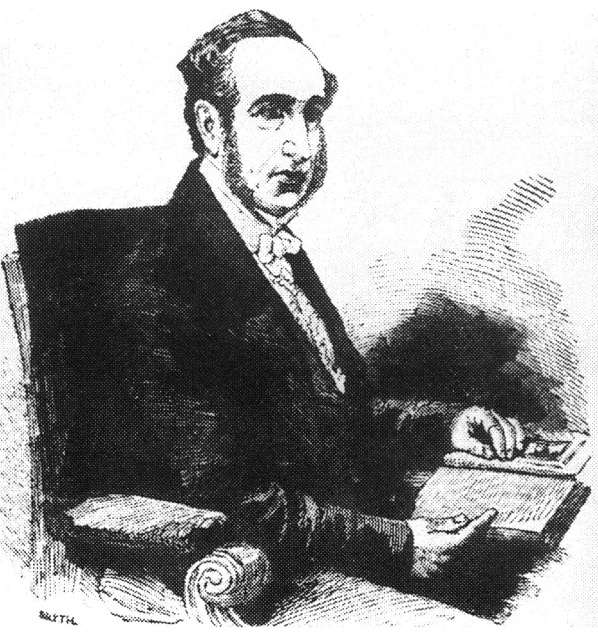
الطبيب إسحٰق بيكر براون، اشتهر باستئصاله بُظُور مرضاه الإناث متى ما سنحت لهُ الفُرصة ذلك.

ربط الأوروپيُّون خِلال عصر النهضة بين الخِتان والعُبوديَّة، فقد كتب المُبشِّر الدومينيكاني الپُرتُغالي يوحنَّا سانتوس عندما زار سلطنة ورسنجلي بِالقرن الإفريقي سنة 1609، أنَّ هُناك فئة من الناس في داخل البلاد الواقعة ما وراء مدينة مقديشو «لهم عادة تخييط مهبل بناتهم، وخُصوصًا الإماء في صغرهنَّ، لِلحيلولة دون أن يُجامعهُنَّ رجل، الأمر الذي من شأنه رفع سعر الواحدة منهُن، كونها تصبح أكثر عفَّة، وأكثر جدارةً بثقة سيِّدها». وفي سنة 1799 كتب المُستكشف الإنگليزي وليم جورج براون يقول أنَّ المصريين كانوا يُمارسون الخِتان، وأنَّ الإماء في البلاد المصريَّة يُختنَّ ختانًا فرعونيًّا لِلحيلولة دون حملهنَّ عن طريق الزنا. وقد جعلت هذه المُلاحظات بعض العُلماء المُعاصرين مثل گاري مكِّي يعتبرون أنَّ هذه المُمارسة إنما هي «استعبادٌ أُنثويٌّ مُخزٍ أصبح رمزًا من رُمُوز الشرف».:1003, 1009
كان أطبَّاء النساء الأوروپيين والأمريكيين خِلال القرن التاسع عشر يستأصلون البظر في سبيل عِلاج الجُنُون ولِلحيلولة دون مُمارسة العادة السريَّة. وفي سنة 1813 اقترح الطبيب البريطاني روبرت طوماس استئصال البظر كحلٍ لِلقضاء على الشبق. أوَّلُ حالة استئصال بظرٍ معروفةٍ جرت في العالم الغربي ذُكرت في دوريَّة «المشرط» الطبيَّة سنة 1825، حيثُ قيل بأنَّها أُجريت في مدينة برلين سنة 1822 على يد الجرَّاح كارل فرديناند ڤون گرافه، لِفتاةٍ مُراهقةٍ تبلغ من العُمر 15 سنة، قيل بأنَّها كانت تُمارسُ العادة السريَّة بِكثافة.
كان الطبيب النسائي الإنگليزي إسحٰق بيكر براون، وهو أيضًا رئيس الجمعيَّة الطبيَّة في لندن وأحد مُؤسسي مُستشفى القدِّيسة مريم، يعتقد بأنَّ العادة السريَّة أو «التهيُّج غير الطبيعي» لِلبظر، يُسبب تهيُجًا مُحيطيًّا لِعصب العانة، الأمر الذي يؤدي بِدوره إلى حالةٍ هستيريَّةٍ، وتهيُّج العمود الفقري، ونوباتٍ عصبيَّة، وحماقةٍ، ومُسوس، ومن ثُمَّ الوفاة. لِذلك، عمد براون إلى استئصال بظر كُل مريضةٍ تُعرض عليه متى ما تمكَّن من ذلك، وفق ما ذُكر ضمن سجل الوفيَّات خاصَّته المنشور في مجلَّة «Medical Times and Gazette» في سنة 1873. استأصل براون عدَّة بُظُور لِعدَّة إناث خِلال الفترة المُمتدَّة بين سنتيّ 1859 و1866، ولمَّا نشر آرائه في مُؤلَّفه حامل عنوان «آراءٌ حول شفاء أشكال مُعينة من الجُنون والصرع والإغماء التخشُبي والهستيريا لدى الإناث» (بالإنگليزيَّة: On the Curability of Certain Forms of Insanity, Epilepsy, Catalepsy, and Hysteria in Females) سنة 1866، هاجمه الأطباء اللندنيُّون بشدَّة واتهموه بالدجل، ثُمَّ طردوه من جمعيَّة أطباء التوليد.

### الولايات المُتحدة الأمريكيَّة
سار الطبيب والجرَّاح الأمريكي جيمس ماريون سيمز على نهج نظيره الإنگليزي سالِف الذِكر، حيثُ أقدم في سنة 1862 على قطع عُنق رحم امرأة وبتر بظرها، في سبيل «إراحتها من الحالة العصبيَّة والهستيريَّة المُصابة بها كما أوصى بيكر براون»، وذلك بعد أن اشتكت المريضة من آلامٍ تُعاني منها خِلال الحيض، ومن تشنُّجات، واضطراباتٍ مُرتبطة بِالمثانة. خِلال وقتٍ لاحقٍ من القرن التاسع عشر، أقدم جرَّاحٌ أمريكيٌّ آخر من مدينة أورليان الجديدة، يُدعى «أ. جـ. بلوك»، على استئصال بظر طفلة صغيرة تبلغ من العُمر سنتين فقط، قيل بأنَّها كانت تُمارس العادة السريَّة. ووفقًا لِبحثٍ منشورٍ سنة 1985 في دوريَّة «Obstetrical & Gynecological Survey»، فإنَّ استئصال البُظُور استمرَّ شائعًا في الولايات المُتحدة حتَّى عقد الستينيَّات من القرن العشرين، وذلك لِعلاج الهستيريا، والهوس الشبقي، والسُحاق.

## المُعارضة

### المُعارضة الاستعماريَّة في كينيا
شرعت البعثات التبشيريَّة الپروتستانتيَّة في المُستعمرات البريطانيَّة الشرق إفريقيَّة (كينيا المُعاصرة) تُقاومُ خِتان الإناث خِلال أوائل القرن العشرين، عندما انضمَّ الطبيب الإسكتلندي الدكتور جون آرثر إلى بعثة الكنيسة الإسكتلنديَّة في مُستعمرة «کیکویو» بِوسط كينيا، وعمل جاهدًا لِمنع تلك العادة وإيقافها بين السُكَّان الأصليين لِلبلاد. وكان أغلب الأهالي الذين يختنون أولادهم، الصبيان والبنات على حدٍ سواء، ينتمون إلى قوميَّة الكيكويو، وهي القوميَّة الأكبر والأكثر انتشارًا في البلاد الكينيَّة، وكان بِالإمكان التمييز بين أبنائها وأبناء سائر العرقيَّات بِسبب عادة الخِتان نفسها، إذ أنَّ الكيكويو كانوا يختتنون دون سواهم، ويُسمُّون العمليَّة «إيروا». أمَّا نمط الخِتان الذي كانت تتعرَّض لهُ البنات فكان من النمط الثاني بِحسب الظاهر، أي استئصال البظر والشفرين الكبيرين والصغيرين، أو إزالة الشفرين الصغيرين فقط، وبالنسبة لِلذُكور فكانت تُزال القلفة فحسب. أمَّا نساء الكيكويو غير المختونات فكُنَّ يُنبذن من المُجتمع.
كتب جومو كينياتا الأمين العام لِجمعيَّة الكيكويو المركزيَّة وأوَّل رئيس حُكومة لِكينيا بدايةً من سنة 1963، كتب يقول في سنة 1938 أنَّ عادة الخِتان بِالنسبة لِقوم الكيكويو هي شرطٌ لا غنى عنه كي يُقبل تعليم الفتاة قانون القبيلة وأُصول دينها والأخلاق الحميدة. وما كان لِشخصٍ كيكويويٍّ سواء أكان رجلٍ أم امرأة أن يقبل بِالزواج من شخصٍ آخر غير مختون، أو مُمارسة أي علاقةٍ جنسيَّةٍ وإيَّاه. كانت مسؤوليَّات الفتاة تجاه قبيلتها تبدأ مُنذ اليوم الذي تُخفض فيه، وكان يتمُّ احتساب سنِّها ومكانتها الاجتماعيَّة ضمن تاريخ القبيلة انطلاقًا من اليوم المذكور، وكانت مجموعة الفتيات اللواتي يُختنَّ في ذات اليوم يُطلق عليهنَّ أسماءً تتوافق مع أحداثٍ وقعت خِلال حياتهن أو هي كناية عن تلك الأحداث البارزة، وهذا تقليدٌ شفهي كان يسمح لِلكيكويو بِتتبع أسلافهم والأحداث البارزة في تاريخهم على مدى مئات السنين.

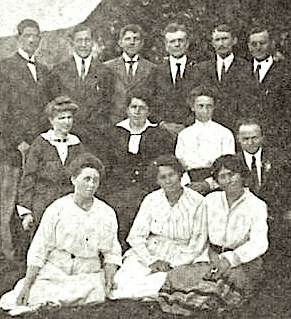
المُبشِّرة الأمريكيَّة هيلدا شتومپف التي قُتلت في مُستعمرة کیکویو سنة 1930 بسبب مُناهضتها خِتان الإناث.

بدايةً من سنة 1925، وانطلاقًا من بعثة الكنيسة الإسكتلنديَّة، أقدمت عدَّة بعثات تبشريَّة في إفريقيا على حظر الخِتان بين النصارى والمُتنصرين الأفارقة، وأعلنت بعثة الكنيسة الإسكتلنديَّة أنَّ كُل شخص يُضبط وهو يختتن فسوف يُفصل من الكنيسة، الأمر الذي تسبب بترك الكثير من الأفارقة لِهذه الكنيسة وطُرد الكثيرون غيرهم. جعلت هذه المُواجهة بين الكنيسة وأهالي البلاد المُتمسكين بِعاداتهم وتقاليدهم، جعلت من الخِتان نُقطةً محوريَّة في حركة الاستقلال الكينيَّة؛ وقد عُرفت الفترة المُمتدَّة بين سنتيّ 1929 و1931 في تاريخ البلاد باسم «عهد الجدال حول خِتان الإناث».
في سنة 1929، بدأ المجلس التبشيري في كينيا يُشيرُ إلى خِتان الإناث على أنَّهُ «التشويه الجنسي لِلنساء» مُستبعدًا إيَّاه من نطاق الأفعال الهادفة إلى الطهارة أو الحفاظ على التقاليد المحليَّة، فأصبح موقف المرء من هذه المُمارسة يُنظر إليه على أنَّهُ علامة من علامات الولاء والإخلاص إمَّا لِلكنيسة أو لِجمعيَّة الكيكويو المركزيَّة. وقد بلغ الصراع الثقافي بين المُستعمرين وأهالي البلاد الأصليين مبلغًا كبيرًا أُريقت بِسببه الدماء، فقد اغتيلت المُبشرة الأمريكيَّة العاملة مع بعثة التبشير الإفريقيَّة هيلدا شتومپف سنة 1930، بسبب مُقاومتها لِهذه العادة بِشراسة، وعملها على زرع بُذور رفضها في عُقُول الطالبات المُنتسبات إلى المدرسة التي كانت تُديرُها. وقد أعلم حاكم كينيا اللورد أدوارد كريگ المكتب الاستعماري البريطاني أنَّ القاتل، الذي لم تُكشف هويَّته على الإطلاق، حاول ختن القتيلة بعد أن أنهى حياتها.
سنة 1956، أصدر مجلس زُعماء بلدة مرو بِوسط كينيا قرارًا بِوقف خِتان البنات. فانتفض الأهالي اعتراضًا، وأخذت الفتيات طيلة السنوات الثلاث التالية، يقطعن بُظُور بعضهنَّ البعض بِواسطة الشفرات في تحدٍ لِهذا القرار. عُرفت هذه الحركة بِاللُغة المرويَّة باسم «انگيتانا» أي «سوف أختنُ نفسي»، وسببُ هذه التسمية هو تحاشي الفتيات التعريف عن صديقاتهنَّ اللواتي ختنتهن، فقلن أنَّهُنَّ فعلن ذلك بأنفُسهن. تقول المُؤرِّخة لين طوماس أنَّ هذه الحركة محوريَّة في تاريخ ظاهرة خِتان الإناث كونها أظهرت أنَّ فئةٍ ممن سُمين ضحايا هذه الظاهرة هُنَّ أيضًا ممن يُمكن تسميتهُنَّ بالجُناة.

### نُمُو حركة المُعارضة

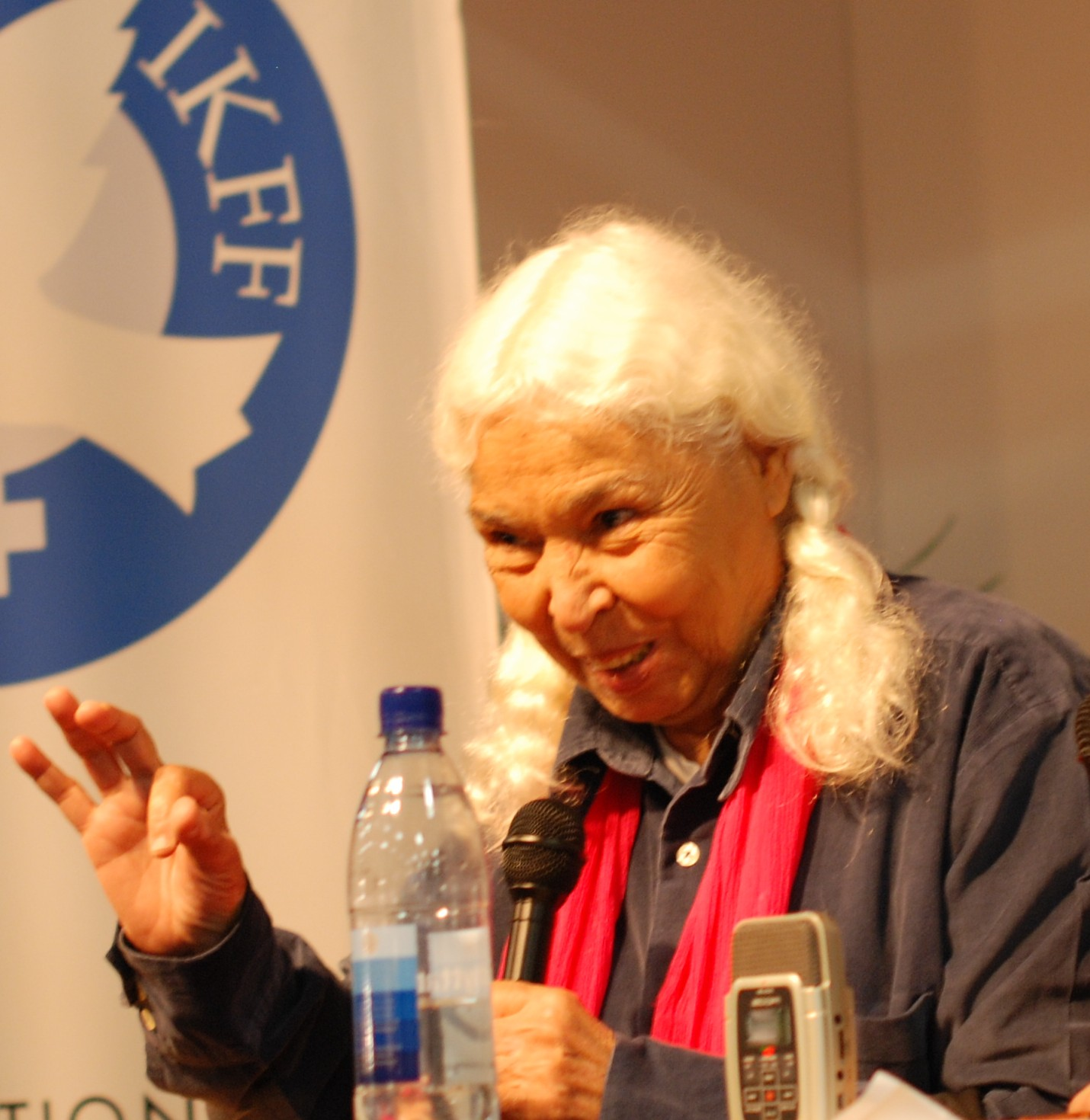
نوال السعداوي، انتقدت خِتان الإناث سنة 1972، لِتكون بِذلك إحدى أوَّل النساء العربيَّات والإفريقيَّات اللواتي يفعلن ذلك علنًا.

أولى حركات مُعارضة خِتان الإناث التي انبثقت من بلادٍ غير مُستعمرة في إفريقيا السوداء انطلقت من مصر، وذلك خلال عقد العشرينيَّات من القرن العشرين، عندما كانت البلاد خاضعة لِلحماية البريطانيَّة، وحينها طالبت جمعيَّة الأطباء المصريين بِمنع تلك المُمارسة تمامًا في مُختلف أنحاء البلاد. كذلك، كان هُناك حملة شبيهة في السودان، قادها رجال الدين والنساء البريطانيَّات. وقد أفضت هذه الحملة إلى حظر ختان الإناث في تلك البلاد سنة 1946، إلَّا أنَّ القانون الحائل دون هذه المُمارسة قلَّما طُبِّق، بعد أن واجه مُعارضة شديدة من قِبل السودانيين. أمَّا في مصر، فقد حظرت الحُكومة خِتان الإناث في المُستشفيات الحُكوميَّة سنة 1959، على أنها سمحت بالاستئصال الجُزئي لِلبظر بِحال طلب الأهل ذلك.
في سنة 1959، طلبت هيئة الأُمم المُتحدة من مُنظمة الصحَّة العالميَّة أن تتقصى المعلومات الضروريَّة المُتعلقة بِختان الإناث حول العالم، فردَّت المُنظمة هذا الطلب قائلةً أنَّ عملها يُعنى بالأمراض والأوبئة العالميَّة وإيجاد العلاجات المُلائمة لها، وأنَّ خِتان الإناث ظاهرة اجتماعيَّة وليس بِمرضٍ أو حالةٍ طبيَّة تستوجب تدخُل المُنظمة لِلقضاء عليه. بناءً على هذا شرع الأُنثويُّون والمُدافعون عن حُقوق النساء بِتتبع هذه المسألة وتبيان أسبابها ودواعيها وأسباب رفضها، بدايةً من سبعينيَّات القرن العشرين. ومن أبرز هؤلاء الطبيبة والناشطة الأُنثويَّة المصريَّة نوال السعداوي، التي أصدرت في سنة 1972 كتابًا يحمل عنوان «المرأة والجنس» انتقدت فيه خِتان الإناث؛ وقد حُظر هذا الكتاب في مصر وفُصلت بسببه السعداوي من عملها كطبيبة امتياز بالقصر العيني بناءً على ست قرارات صادرة من وزير الصحَّة. وقد أتبعت السعداوي هذا الكِتاب بِفصلٍ يتحدث عن ختان الإناث في كتابٍ آخر صدر لها سنة 1980 يحمل عنوان «الوجه العاري للمرأة العربيَّة»، وقد وصفت فيه ختانها عندما كانت تبلغ ست سنوات من العُمر:

لم أعرف ما الذي قطعوه مني، ولم أُحاول أن أسأل، كُنت أبكي، وأُنادي على أُمِّي لتُنقذني، وكم كانت صدمتي حين وجدتها هي بلحمها ودمها واقفة مع هؤلاء الغُرباء تتحدث معهم وتبتسم لهم وكأنهم لم يذبحوا ابنتها مُنذ لحظات.

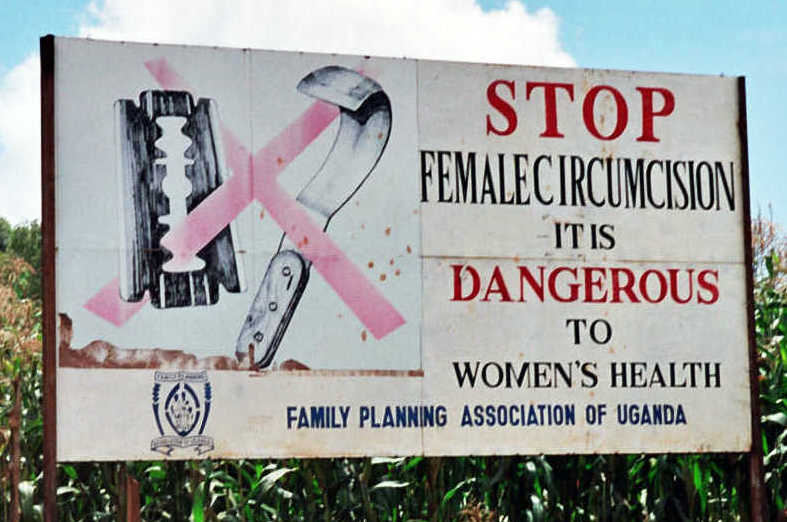
لافتة شارع مُوجهة ضدَّ خِتان الإناث في بلدة کاپچوروا بِأوغندا.

وفي سنة 1975، أصبحت عالمة الإنسانيَّات الأمريكيَّة، روز أولدفيلد هايز، أوَّل أكاديميَّة امرأة تنشر معلومات مُفصلة عن خِتان الإناث، بعد أن حصلت عليها من بعض النساء السودانيَّات المختونات، بِفضل قُدرتها على التعاطي مع الأُمور الحسَّاسة ومُناقشتها مُباشرةً معهُنَّ. ولمَّا نشرت بحثها في مجلَّة «American Ethnologist»، أطلقت على خِتان الإناث تسمية «تشويه الأعضاء التناسُليَّة الأُنثويَّة»، فاستقطب هذا انتباه وسائل الإعلام والأكاديميين والنُشطاء والباحثين.:21
كانت الخُطوة التالية في سنة 1977، عندما أثارت عدنة عدنان إسماعيل - العاملة آنذاك في وزارة الصحَّة الصوماليَّة وسيِّدة الصومال الأولى لاحقًا - مسألة الأضرار الصحيَّة الناجمة عن خِتان الإناث بِالتعاون مع المُنظمة الديمُقراطيَّة لِلنساء الصوماليَّات. بعد ذلك بِسنتين نشرت الباحثة والناشطة الأمريكيَّة النمساويَّة فران هوسكن مؤلَّفها حامل عنوان «تقرير هوسكن: التشويه العُضوي والجنسي لِلإناث» (بالإنگليزيَّة: The Hosken Report: Genital and Sexual Mutilation of Females)، لِيكون بهذا أوَّل تقريرٍ مُفصَّل يتحدث عن هذه الظاهرة بِالأرقام، حيثُ قدَّرت فيه أنَّ نحو 110,529,000 امرأة في 20 دولة إفريقيَّة تعرَّضن لِلختان.:2 وعلى الرُغم من أنَّ هذا العدد كان تخمينيًّا، إلَّا أنهُ جاء مُتناغمًا مع الأرقام التي أشارت إليها أبحاثٌ لاحقة. أشار گاري مكِّي إلى أنَّ عمل هوسكن كان «مُفيدًا أكثر من الصمت الذي سبق جُهودها».:139 اعتبر هوسكن في دراستها أنَّ خِتان الإناث ما هو إلَّا «تدريبٌ لهُنَّ على العُنف المُتوقع من الرجال»، واتهمت القابلات والدَّايات اللواتي يتولين ختن البنات بأنّهُنَّ يُساهمن في «تدمير بنات جنسهنَّ».:5 تسببت هذه اللهجة القاسية والنقد اللاذع في حُصُول شرخ بين الناشطات الأُنثويَّات الغربيَّات والإفريقيَّات، بحيثُ قاطعت النساء الإفريقيَّات المُشاركات في مؤتمر قضايا المرأة لِمُنتصف عقد الثمانينيَّات التابع لِهيئة الأُمم المُتحدة، والذي عُقد في مدينة كوپنهاگن خِلال شهر تمُّوز (يوليو) 1980، قاطعن الجلسة المُخصصة لِكلمة هوسكن احتجاجًا على كلامها الوارد في تقريرها المذكور.
عقدت مُنظمة الصحَّة العالميَّة ندوةً في سنة 1979 تحت عنوان: «المُمارسات التقليديَّة المُؤثرة على صحَّة النساء والأطفال»، وذلك في مدينة الخرطوم عاصمة السودان، وفي سنة 1981 شارك 150 أكاديميًّا وناشطًا حُقوقيًّا في التوقيع على عريضة تعهُّد بِمُقاومة ظاهرة وعادة خِتان الإناث، وذلك بعد عقد ورشة عمل من قِبل مُؤسسة بابكر بدري العلميَّة لِلدراسات النسائيَّة في الخرطوم أيضًا، حملت عنوان: «ختانُ الإناث يُشوِّه ويُهدد النساء – قاوموه!». وفي سنة 1984 دعت مُؤسسة بابكر بدري خِلال ندوةٍ أُخرى المُجتمع الدولي إلى إصدار بيانٍ مُشترك رافض لِهذه العادة ورفعه إلى هيئة الأُمم المُتحدة. وقد أوصت المُؤسسة بأن يكون «هدف كُل النساء الإفريقيَّات» هو اجتثاث ختان الإناث من أصله في القارَّة السوداء، وقطع الصلة بينه وبين الدين، بحيثُ لا يُنظر إلى استئصال البظر بعد هذا على أنَّهُ سُنَّة نبويَّة.
سنة 1993، دعت اللجنة الإفريقيَّة المُشتركة حول المُمارسات التقليديَّة المُؤثرة بِصحَّة النساء والأطفال، والتي تأسست سنة 1984 في مدينة داكار عاصمة السنغال، دعت إلى إنهاء ظاهرة ختان الإناث في جميع أنحاء إفريقيا، كما فعل المُؤتمر العالمي لِحُقوق الإنسان التابع لِلأُمم المُتحدة والمُنعقد في ڤيينا. صنَّف المُؤتمر سالف الذِكر خِتان الإناث على أنَّهُ شكلٌ من أشكال العُنف ضدَّ المرأة، لِيكون بالتالي أحد أشكال خُروقات حُقوق الإنسان، عوض أن يكون مُجرَّد مسألةٍ طبيَّة.

### موقف هيئة الأُمم المُتحدة

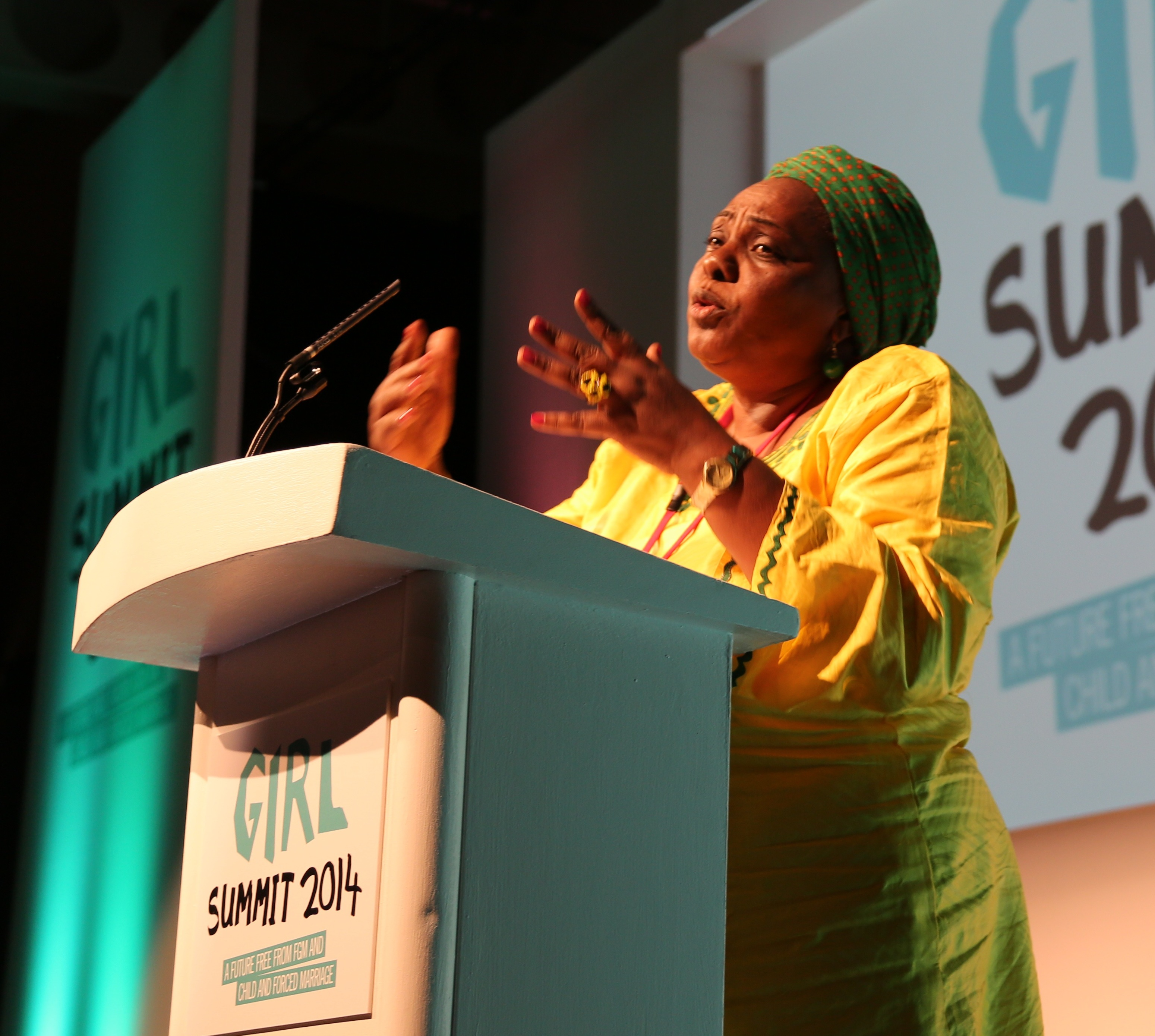
ماري كارورو أوكوروت، وزيرة الجنس والعمل والتنمية الاجتماعيَّة الأوغنديَّة، خِلال إلقائها لِكلمتها، في قمَّة شؤون الفتيات سنة 2014، في لندن.

خِلال شهر كانون الأوَّل (ديسمبر) سنة 1993، أدرجت الجمعيَّة العامَّة لِلأُمم المُتحدة خِتان الإناث ضمن القرار 48\104، وهو القرار القاضي بِالقضاء على جميع أشكال العُنف ضدَّ المرأة. وانطلاقًا من سنة 2003، أخذت هيئة الأُمم المُتحدة تحتفل بالسادس من شُباط (فبراير) من كُل سنة يومًا عالميًّا لِرفض خِتان الإناث.
وفي سنة 2003 أيضًا، شرعت مُنظمة اليونيسف بانتهاج نهج مُقاربة الأعراف الاجتماعيَّة بالاستناد إلى الأدلَّة الحسيَّة، لِتقييم مُستوى وأداء التدخُل الدُولي والغربي في بعض الجوانب الثقافيَّة عند بعض الشُعوب، مُستعيرةً في ذلك أفكارٌ من نظريَّة الألعاب عن كيفيَّة توصُّل المُجتمعات التي تنتشر فيها ظاهرة خِتان الإناث إلى قرارٍ بِخُصوص هذه الظاهرة، مُستندةً أيضًا إلى أعمال گاري مكِّي حول انتهاء ظاهرة تقييد القدمان في الصين.:15 وفي سنة 2005، أصدر مركز أبحاث إنوشنتي التابع لِليونيسف في مدينة فلورنسا أوَّل تقاريره حول خِتان الإناث.
سنة 2007 أطلقت اليونيسف وصُندوق سُكَّان الأُمم المُتحدة برنامجًا مُشتركًا في إفريقيا في سبيل تخفيف نسبة خِتان الإناث بنسبة 40 بالمئة ضمن الفئة العُمريَّة المُمتدَّة من الولادة إلى سن الخامسة عشر، والقضاء عليها تمامًا في دولةٍ واحدةٍ على الأقل بِحُلول سنة 2012، إلَّا أنَّ كِلا الهدفان لم يُحققا النتائج المرجُوَّة.
أصدرت عدَّة هيئات تابعة لِلأُمم المُتحدة سنة 2008، بما فيها المُفوضيَّة السامية لِحُقوق الإنسان، بيانًا اعتبرت فيه ختان الإناث شكلًا من أشكال الاعتداء على حُقوق الإنسان.:8 وفي شهر كانون الأوَّل (ديسمبر) 2012 أصدرت الجمعيَّة العامَّة لِلأُمم المُتحدة القرار 67\146 القاضي بـ«تكثيف الجُهُود الدُوليَّة لِلقضاء على ظاهرة تشويه الأعضاء التناسُليَّة الأُنثويَّة». وفي شهر تمُّوز (يوليو) 2014، عقدت اليونيسف والحُكومة البريطانيَّة أوَّل قمَّةٍ مُخصصةٍ لِشُؤون البنات، الهادفة لِإنهاء ظاهرتيّ خِتان الإناث وزواج الأطفال.

### التشريعات القانونيَّة في إفريقيا والشرق الأوسط
خِلال عقد التسعينيَّات من القرن العشرين والعقد الأوَّل من القرن الحادي والعشرين، قامت العديد من الدُول الإفريقيَّة والشرق أوسطيَّة بِسن تشريعاتٍ لِلحد من خِتان الإناث. ففي مصر أقرَّ مجلس الشعب في شهر حُزيران (يونيو) سنة 2008 قانونًا يُجرِّم خِتان الإناث إلَّا في حالة الضرورة، وبناءً عليه أصبح يُعاقب من يقوم بِالختان بِالسجن لِمُدَّةٍ تتراوح بين ثلاثة أشهر وعامين وغرامة قد تبدأ من ألف جُنيه إلى خمسة آلاف جُنيه. وقد أصدرت مُنظمة اليونيسف بالتعاون مع المجلس القومي للسُكَّان وجامعة الأزهر كُتيبًا إلكترونيًّا للتوعية بِخُطورة هذه المُمارسات. وفي سنة 2003، صادق الاتحاد الإفريقي على پرتوكول ماپوتو لِحُقوق النساء، والذي دعم القضاء على خِتان الإناث. وبِحُلول سنة 2015 كانت 23 دولة من أصل 27 من دُول الاتحاد الإفريقي قد سنَّت قوانين لِلحيلولة دون خِتان الإناث من مواطنيها، على أنَّ بعض تلك الدول لم يُحظر هذه المُمارسة إلَّا جزئيًّا.

### التشريعات القانونيَّة في الدُول غير المُمارسة
بلغ عدد الدُول اللاإفريقيَّة واللاشرق أوسطيَّة التي سنَّت تشريعاتٍ قانونيَّة تحظر خِتان الإناث 33 دولة في سنة 2013.:8 فقد برزت هذه الظاهرة في بعض بُلدان العالم الأوَّل نتيجة موجات الهجرات المُتزايدة من دُول العالم الثالث نحو أُستراليا ونيوزيلندا وأمريكا الشماليَّة وأوروپَّا واسكندناڤيا، الأمر الذي جعل السُلطات المُختصَّة في تلك الدُول تُشرِّع قوانين تحظر خِتان الإناث على أراضيها، أو تسمح به لِلنساء البالغات الرشيدات المُقبلات عليه بملء إرادتهن. كانت السويد أوَّل دولة غربيَّة تحظر مُمارسة خِتان الإناث على أراضيها، وذلك سنة 1982.:611 وسُرعان ما سارت على نهجها عدَّة قوى استعماريَّة سابقة، بما فيها بلجيكا وبريطانيا وفرنسا وهولندا، فسنَّت حُكوماتها قوانين جديدة تحول دون خِتان الإناث، أو أوضحت للعامَّة وجُمهُور المُهاجرين الجُدد أنَّ هذا الأمر ممنوع بواسطة قوانين قائمة.

#### في أمريكا الشماليَّة
صنَّفت كندا خِتان الإناث كأحد أشكال التمييز والاضطهاد خِلال شهر تمُّوز (يوليو) سنة 1994، عندما منحت حق اللُجوء إلى امرأةٍ صوماليَّةٍ تُدعى «خضراء حسن فرح» كانت قد هربت من بلادها لِتتفادى ختن ابنتها. وفي سنة 1997 عُدِّلت المادَّة 268 من القانون الجنائي الكندي لِتشمل خِتان الإناث ضمن الأفعال المحظورة التي يُعاقب عليها، مُستثنيةً من ذلك الفتيات اللواتي بلغن سن الرُشد، أي الثامنة عشر، وقررن الخُضوع لِهذه العمليَّة بِملء إرادتهنَّ، شرط ألَّا يُرِّضهُنَّ ذلك لِمخاطر صحيَّة أو أضرارٍ جسديَّة.:8 ومُنذ إقرار هذه التعديلات، لم يثبت أن وقعت عمليَّة خِتانٍ واحدةٍ على الأراضي الكنديَّة تُخالف ما نص عليه القانون.
في الولايات المُتحدة، قدَّرت مراكز مكافحة الأمراض واتقائها سنة 2015 أنَّ عدد النساء والبنات اللواتي خُتنَّ أو هُنَّ عرضة لِلختان - مُنذ سنة 2012 وحتَّى السنة المذكورة - على الأراضي الأمريكيَّة يصلُ إلى 513,000 أُنثى تقريبًا، مُقارنةً بنحو 168,000 أُنثى مُنذ سنة 1990 حتَّى سنة 2012. خِلال شهر آذار (مارس) سنة 1994 تمكَّنت إحدى المُهاجرات النيجيريَّات من تفادي ترحيلها خارج الولايات المُتحدة عندما زعمت أنَّ بناتها قد يتعرَّضن لِلختان إن أُعيدت إلى بلادها، وفي سنة 1996 أصبحت امرأة تُدعى «فيروزة كسينجا» أوَّل توغوليَّة تُعطى حق اللُجوء السياسي في الولايات المُتحدة في سبيل تفادي خِتانها.
وفي سنة 1996، صدر «القانون الاتحادي لِمنع تشويه الأعضاء التناسُليَّة الأُنثويَّة» الذي نصَّ على عدم جواز إجراء أيَّة عمليَّة خِتان لِلإناث القاصرات لِأسبابٍ غير طبيَّة، وفي سنة 2013 صدر قانون «منع الانتقال لِغرض تشويه الأعضاء التناسُليَّة الأُنثويَّة» الذي منع انتقال أيَّة فتاة قاصر خارج الحُدود الأمريكيَّة لِغرض إجراء عمليَّة خِتان. بِالإضافة إلى ذلك، سنَّت 24 ولاية أمريكيَّة قوانين تحول دون إجراء أيَّة عمليَّة خِتان لِفتاة أو امرأة على أراضيها.:2 تُعارضُ الأكاديميَّة الأمريكيَّة لِطُب الأطفال جميع أشكال هذه المُمارسة؛ على أنَّهُ في سنة 2010 كان قد صدر عنها بيان قالت فيه أنَّ «وخز أو ثقب البظر إنَّما هو عمليَّة غير مُضرَّة يُمكن أن تُرضي الأهالي»، لكنَّها عادت وتراجعت عن هذا التصريح بِسبب كثرة الاعتراضات التي تلقتها من العامَّة. أوَّل حالة إدانة بِـ«جُرم» خِتان أُنثى في الولايات المُتحدة كانت في سنة 2006 عندما حُكم على مُهاجرٍ إثيوپي يُدعى خالد آدم بالسجن عشر سنوات بعد أن بتر بظر طفلته البالغة سنتين من العُمر باستخدام مقص.

#### في أوروپَّا

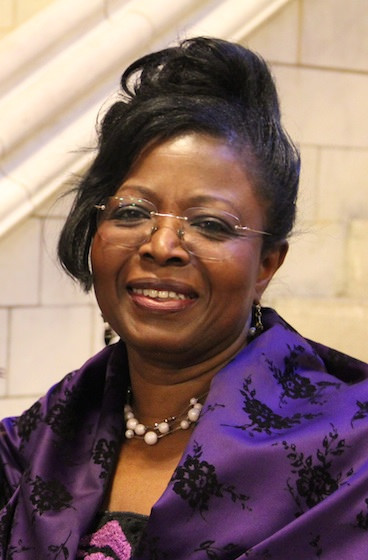
الناشطة الغانيَّة البريطانيَّة إيفوا دوركينو (1949–2014). حصلت على نيشان رُتبة الإمبراطوريَّة البريطانيَّة سنة 1994 تقديرًا لِجُهُودها في مُناهضة خِتان الإناث بِالمملكة المُتحدة.

وفقًا لِلبرلمان الأوروپي، فإنَّ عدد النساء اللواتي خُتنَّ في أوروپَّا وصل إلى 500,000 بدايةً من سنة 2009. تشتهرُ فرنسا بموقفها الحازم تجاه مسألة خِتان الإناث، ويُقدَّر عدد الإناث اللواتي خُتنَّ فيها بِقُرابة 30,000 بدايةً من سنة 1995. تقول مُستشارة تنظيم الأسرة كوليت گالارد أنَّ الرأي العام في البلاد لمَّا علِم بِوُجود ظاهرة خِتان الإناث على الأراضي الفرنسيَّة رأى أنَّ الفرنسيين والغربيين عُمومًا لا يجدر بهم التدخل في مُعتقدات وثقافات الناس الآخرين، ولمَّا يتبدَّل الوضع إلَّا سنة 1982 عندما توفيت طفلتان، إحداهما في شهرها الثالث، نتيجة هذه المُمارسة، فعندها تبدَّل الرأي العام الفرنسي وأصبح الناس يرون ضرورة الحيلولة دون هكذا مُمارسات مُضرَّة.
تنص ديباجة قانون العُقُوبات الفرنسي على حظر خِتان الإناث حظرًا تامًا باعتباره شكل من أشكال العنف ضدَّ الأطفال. وجميع الأطفال المولودون في فرنسا والذين يقل سنُّهم عن السادسة يخضعون لِفُحُوصاتٍ طبيَّةٍ شاملة بما فيها فُحوصات الأعضاء التناسُليَّة، ويُجبر الأطباء على رفع تقريرٍ رسميٍّ إلى الدولة الفرنسيَّة لِلتبليغ عن أي علامة أو إشارة تدل على ختن إحدى الفتيات اللواني فُحصن. أولى القضايا القانونيَّة التي رُفعت أمام المحاكم الفرنسيَّة بِخُصوص خِتان فتاة كانت في سنة 1982، وأوَّل مُلاحقة قضائيَّة جرت سنة 1993. وفي سنة 1999 حُكم على امرأة بالسجن مُدَّة ثمان سنوات بعد أجرت عمليَّات خِتان لِثمانيةٍ وأربعين فتاة. وبحُلول سنة 2014، بلغ عدد الأهالي المُدانين أمام القضاء الفرنسي بِتُهمة تشويه الأعضاء التناسُليَّة لِبناتهم ما يزيد عن 100، كما أوقِف خاتنتين، ولوحق هؤلاء أمام القضاء بما يزيد عن 40 تُهمة جنائيَّة.
أظهرت إحصائيَّة أُجريت في سنة 2011 أنَّ نحو 137,000 امرأة وفتاة تعيش في إنگلترا وويلز وُلدن في دُولٍ يُشاع فيها مُمارسة خِتان الإناث. حرَّم القانون البريطاني سنة 1985 إجراء أيَّة عمليَّة خِتان لامرأة أو فتاة تحريمًا مُطلقًا، وفي سنة 2003 صدر قانون تشوية الأعضاء التناسُليَّة الأُنثويَّة لِيحل مكان قانون سنة 1985، وتبعه في سنة 2005 قانونٌ مُماثلٌ حظر هذه المُمارسة في اسكتلندا، واختلف القانونان سالِفا الذِكر عن القانون القديم من حيث النص على عدم جواز إجراء عمليَّة الخِتان على أي مُواطنةٍ بريطانيَّةٍ أو حاصلةٍ على الإقامة الدائمة في البلاد البريطانيَّة، سواء داخل المملكة المُتحدة أم خارجها. وفي سنة 2013، طالبت الهيئة المُمثلة لِلدُول المُوقعة على اتفاقية القضاء على جميع أشكال التمييز ضد المرأة، طالب الحُكُومة البريطانيَّة بِـ«الحرص على التطبيق الكامل لِتشريعاتها القانونيَّة المُوجهة ضدَّ خِتان الإناث». أولى الاتهامات الجنائيَّة في ظل القوانين البريطانيَّة الجديدة كانت في سنة 2014 عندما اعتُقل طبيب وأحد الرجال الآخرين بعد أن تبيَّن أنَّ الطبيب أقدم على تقطيب مهبل امرأة مختونة بعد أن كان قد وسَّعهُ لها قبل فترة لِمُساعدتها على الإنجاب. على أنَّ كِلا الرجُلين بُرِّئا من جميع التُهم المنسوبة إليهما سنة 2015.

### عمليَّات لِإصلاح الضرر
تجري عمليَّات جراحيَّة لِإصلاح الأضرار الناتجة عن الخِتان الفرعوني بحيثُ يُعَاد تأهيل النساء اللائي تعرضن لِلختان لِمُمارسة حياة جنسيَّة طبيعيَّة والإنجاب، كما تُعالَج مُضاعفات أكثر خُطورة من قبيل بتر العضو الخارجي لِلعُضو التناسُلي الأُنثوي وتخييطه، حيث يُرَمَّم البظر.

## انتقاد المُعارضة

### التسامُح في مُواجهة حُقُوق الإنسان
سنة 2004، كتب عالم الإنسانيَّات الدكتور أريك سيلڤرمان يقول أنَّ خِتان الإناث استحال إحدى المواضيع الأخلاقيَّة المركزيَّة في علم الإنسانيَّات. وقد أشار العديد من عُلماء الإنسانيَّات إلى أنَّ مُنتقدي خِتان الإناث ما هم إلَّا مُستعمرون لِلشُعوب مثلهم مثل القوى العُظمى سابقًا، إلَّا أنَّ استعمارهم هذا هو استعمار ثقافي، إذ يستبدلون مفاهيم الناس ومُعتقداتهم بِمفاهيمهم ومُعتقداتهم الخاصَّة المبنيَّة على نظرتهم لِلحياة البشريَّة. بِالمُقابل، تعرَّض هؤلاء العُلماء أنفُسهم إلى الانتقاد من قِبل بعض الناشطين والمُفكرين، بسبب ما دعوه «أخلاقيَّاتهم النسبيَّة»، إذ كيف يُدافعون عن ظاهرة وفكرة بشريَّة وحيدة ولا يُدافعون عن فكرة حقوق الإنسان العالميَّة.:420, 427

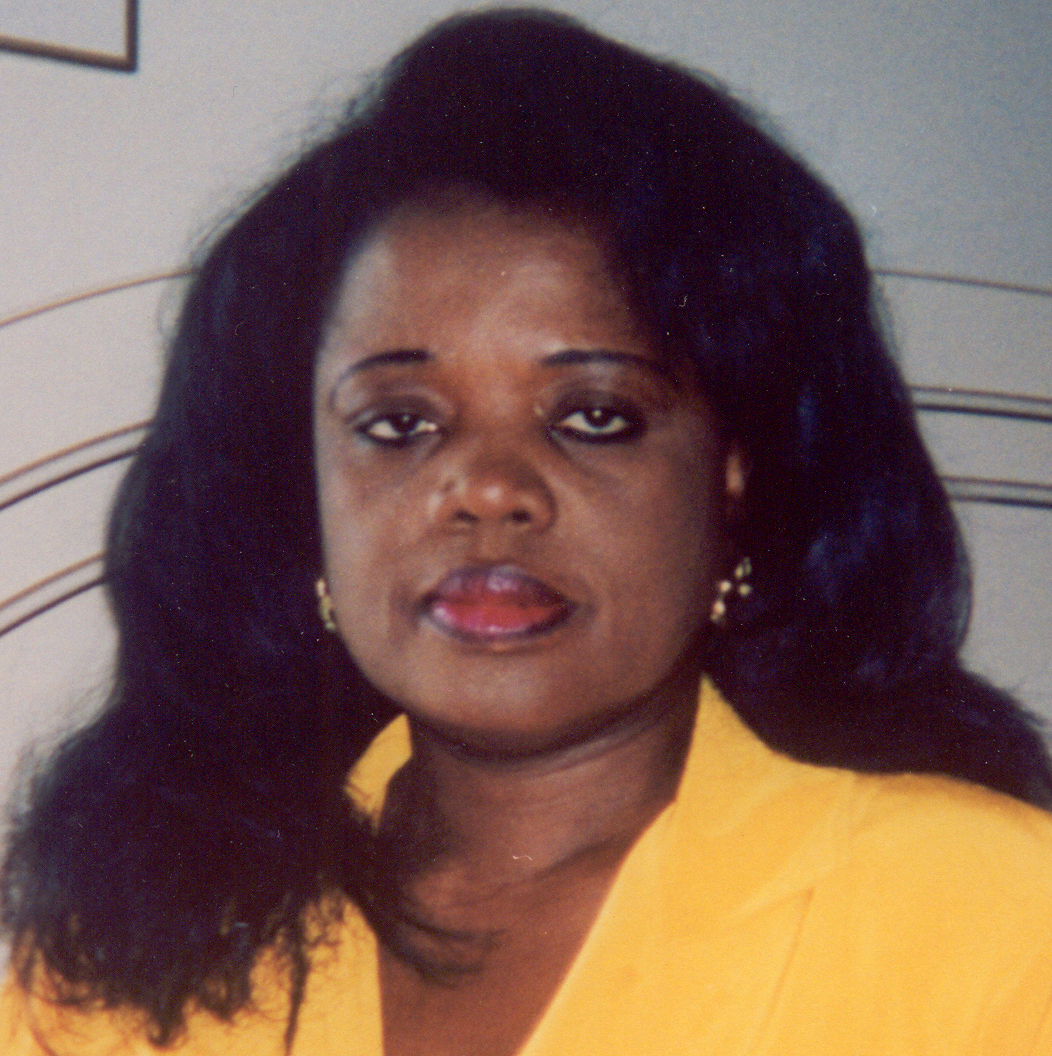
أوبيوما ننيميكا: «الغربيُّون سريعون في تكييف البأس مع أيّ عبارةٍ يبتدعونها...»

يقولُ مُنتقدي مُعارضي خِتان الإناث، أنَّ الاختزال الأحيائي الذي يقوم به المُعارضين وفشلهم في فهم وتقدير هذه الظاهرة في سياقها الثقافي، يُساهم في جعل مُمارسي هذه العادة من فئة «الآخرين»، ويُقوِّض هيكلهم الاجتماعي والثقافي والنفسي ونظرتهم إلى أنفُسهم – خُصوصًا عندما يُرمز إليهم بأنَّهم «مُشوهو الأعضاء التناسُليَّة الأُنثويَّة»، وأنَّ الأفارقة الذين يعترضون على اللهجة القاسية التي يستعملها مُعارضي خِتان الإناث لِمُواجهة هذه الظاهرة يخشون الظُهُور علنًا لِلدفاع عنها بسبب اعتقادهم أنَّ النظرة إليهم ستكون سلبيَّة فائقة. تقول المُفكرة والمُنظرة الأُنثويَّة «أوبيوما ننيميكا» – وهي من مُعارضي خِتان الإناث (المشهورة بِقولها: «لو خُتنت فتاةٌ واحدة فكأنما خُتنت الكثيرات») – أنَّ تأثير إطلاق تسمية «تشوية الأعضاء التناسُليَّة الأُنثويَّة» على هذه الظاهرة لا يُمكن الاستهانة به:

في لُعبة التسميات هذه، وعلى الرُغم من أنَّ النقاش في هذا الموضوع غالبًا ما يدور حول النساء الإفريقيَّات، إلَّا أنَّ قراءة ما بين السُطُور توضح أنَّ القصد الضمني لِلغرب هو جميع الثقافات الإفريقيَّة والإسلاميَّة التي يعتبرها همجيَّة ويرغب بِتطهيرها من علامات البربريَّة هذه بما يُلائمه، وبهذا يُمكن القول أنَّ سعي الغرب لِتطهير وإزالة علامات الهمجيَّة هذه ما هو إلَّا دورٌ استعماريٌّ جديد في تاريخ البلاد، حيثُ تقوم القوى الاستعماريَّة والبعثات التبشيريَّة بِتحديد ما هو «حضاري» وما معنى «الحضارة»، ومتى يجب عليها أن تفرض حضارتها ومفاهيمها هذه على أُناسٍ لم يُطالبوا بها يومًا.
وتقول الطبيبة آمال أحمد البشير أنَّ المُنظمات الطبيَّة والدراسات الاجتماعيَّة لم تُثبت وُجود أي مخاطر للخفض وأنَّ الختان الشرعي (الخفض) لم يكن ممنوعًا من مُنظمة الصحة العالميَّة. ووُجد له تعريفٌ صريحٌ في بعض الكُتب المنشورة لِلمُنظمة سابقًا. ولكن في السنوات الأخيرة أُدمج هذا الخِتان مع النمط الأوَّل لِتشويه الأعضاء التناسُلية للأُنثى بِحُجَّة أنَّ مُمارسة المُسلمين له غير صحيحة، وذكرت الطبيبة سالِفة الذِكر في دراسةٍ بِعنوان «ختان الأُنثى في الطب والإسلام، بين الإفراط والتفريط» وفق دراساتٍ طبيَّةٍ واجتماعيَّة أنَّ الحرب على الخِتان ليس لها أساس طبي صحيح، وفي دراسةٍ غربيَّةٍ أعلن أطباء واختصاصيين أنه لا توجد أدلة تشير إلى مخاطر الخِتان وأنَّ بعض الدراسات تأتي بنتائج مُتضاربة ولا يُمكن الجزم على أساسها وأنَّ بعض الدراسات تُشير إلى وُجود فوائد في الختان. أيضًا، تقُولُ أُستاذة الحُقوق الأوغنديَّة «سيلڤيا تماليه» أنَّ المُعارضة الغربيَّة المُبكرة لِظاهرة الخِتان في إفريقيا كان منبعها مُعتقدٌ يهودي - مسيحي مُشترك بِأنَّ العادات الجنسيَّة والعائليَّة والزوجيَّة لِلأفارقة - بما فيها الجنس الجاف، وتعدد الزوجات، والصداق وزواج الأرملة من شقيق زوجها - ليست إلَّا عاداتٍ بدائيَّة تستوجب التقويم. تقول تماليه أنَّ النساء الإفريقيَّات «لا يتغاضين عن الجوانب السيِّئة لِختان الإناث، لكنَّهُنَّ في الوقت نفسه لا يؤيدن الهُجُوم الإمبريالي العُنصُري المُمتهن لِكرامتهنَّ الإنسانيَّة».
أثار الجدالُ المُتعلِّق بِختان الإناث عاصفةً من التوتر بين عُلماء الإنسانيَّات وبين المُدافعين عن حُقوق النساء والناشطين الأُنثويين، بحيثُ ركَّز الجانب الأوَّل على مفهوم التسامح مع وبين العادات والتقاليد المُختلفة، بينما ركَّز الجانب الثاني على ضرورة حُصُول كُل النساء حول العالم على حُقوقهنَّ بالتساوي. تقول عالمة الإنسانيَّات كريستين والي أنَّ التعبير المألوف بين جميع مُعارضي خِتان الإناث هو إظهار جميع النساء الإفريقيَّات على أنَّهُنَّ ضحايا وعيٌ اجتماعيٌّ زائف يجعلهُنَّ يُساهمن في قمع أنفُسهنَّ دون أن يشعرن، وهذا المفهوم ساهم في ترويجه الكثير من الناشطين الأُنثويين خِلال عقد سبعينيَّات وثمانينيَّات القرن العشرين، بما فيهم فران هوسكن وماري دالي وهاني لايتفوت-كلاين. دفع هذا الأمر جمعيَّة عُلماء الإنسانيَّات الفرنسيَّة إلى إصدار بيانٍ في سنة 1981، خِلال ذُروة المُجادلات الأولى جاء فيه: «إنَّ بعض الناشطين النسويين اليوم يعملون على إحياء الغطرسة الأخلاقيَّة لِزمن الاستعمار الماضي».
من الأمثلة على قلَّة الاحترام والامتهان الذي تتعرض لهُ الإناث المختونات هو ما وُصف بأنَّهُ «الاستيلاء على أجسادهنَّ بِغرض عرضها لِلعامَّة». تقول المُؤرِّخة «شيما كوريه» أنَّ الصُور المنشورة سنة 1996 والفائزة بِجائزة پوليتزر (أعلاه) لِفتاةٍ كينيَّةٍ تبلغ من العُمر 16 سنة، نُشرت من قِبل 12 صحيفة أمريكيَّة، مع العلم أنَّ الفتاة التي صُوِّرت أعضائها التناسُليَّة قبل وبعد الخِتان لم تأذن لا هي ولا أهلها بِنشر تلك الصُور، ولم يأذنوا حتَّى بِتصويرها من الأساس.

### مُقارنةً مع مُمارساتٍ أُخرى
تقولُ أوبيوما ننيميكا أنَّ السؤال المفصليّ، الأوسع والأشمل من أخلاقيَّة وفائدة خِتان الإناث، هو لِمَ تتعرَّض أجساد النساء حول العالم وفي الغرب خُصوصًا إلى الكثير من «الاضطهاد والامتهان». يعتبرُ الكثير من المُفكرين والباحثين أنَّ ختان الإناث والعمليَّات الجراحيَّة التجميليَّة هُما كخطين يسيران بالتوازي جنبًا إلى جنب، أي لا يجب التفرقة بينهما بهذا الشكل المُبالغ.:32 سنة 2006، كتب الطبيب رونان كونروي من كُليَّة الجرَّاحين الملكيَّة في إيرلندا يقول أنَّ العمليَّات الجراحيَّة التجميليَّة لِلأعضاء التناسُليَّة كانت «تدفع بِعمليَّة خِتان الإناث إلى التطوُّر والتقدُّم» من خلال تشجيعها النساء على اعتبار الاختلافات الطبيعيَّة في أجسادهنَّ تشوُّهات يجب علاجها. قارنت عالمة الإنسانيَّات المصريَّة فدوى الجُندي بين خِتان الإناث وعمليَّة تكبير الثدي واعتبرتهُما مُتشابهين من حيث تفضيل غاية لِلعُضو على غايةٍ أُخرى، ففي حالة تكبير الثدي تُصبح الغاية الأساسيَّة هي إرضاء الرجل وتُصبح الغاية الأُموميَّة (الإرضاع) ثانويَّة، وفي حالة الخِتان الفرعوني تُصبح إحدى الغايات الأساسيَّة هي إرضاء الزوج جنسيًّا بينما تُصبح سُهولة الإنجاب ثانويَّة. أشارت الصحافيَّة والناشطة الأُنثويَّة الفرنسيَّة بنوا گرولت إلى نُقظةٍ مُشابهةٍ في سنة 1975 عندما قالت أنَّ خِتان الإناث والجراحات التجميليَّة ظاهرتان ذكوريَّتان تدعمان التمييز الجنسي.

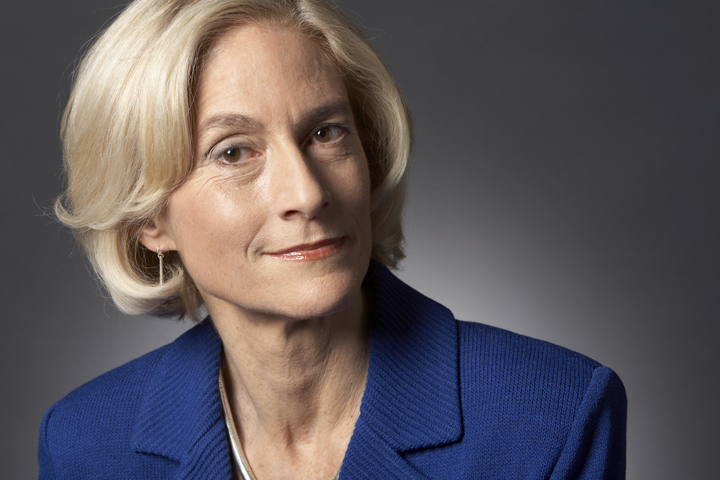
الفيلسوفة الأمريكيَّة مرثا نوسباوم، اعتبرت أنَّ القضيَّة الأخلاقيَّة والقانونيَّة الرئيسيَّة في ظاهرة خِتان الإناث هي إجراء تلك الأخيرة على الأطفال بالقُوَّة.

تُشيرُ كارلا أوبرماير إلى أنَّ خِتان الإناث قد يُفضي إلى سلامة النساء على مُختلف الأصعدة (بالأخص الاجتماعيَّة والنفسيَّة) في مُجتمعاتهنَّ التي تُمارسه، تمامًا كما تُفضي عمليَّة تجميل الأنف وخِتان الذُكور إلى سلامة من يقوم بها على عدَّة أصعدة. في مصر، وعلى الرُغم من الحظر الذي فرضه القانون على خِتان الإناث سنة 2007، أخذت الأُمهات اللواتي يرغبن بِختن بناتهنَّ يُطالبن بِإجراء «عمليَّات تجميلٍ» لهُنَّ لِإزالة ما اعتبرنه أنسجةً زائدةٍ في الجسم، كي يكون مظهر الفتاة أكثر قبولًا وجاذبيَّةً.
يُلاحظ أنَّ مُنظمة الصحَّة العالميَّة لا تُصنِّف عمليَّة تجميل الشفرين ولا عمليَّة تخفيض غطاء البظر على أنها من أشكال الخِفاض أو خِتان الإناث، على الرغم من أنَّ تعريفها لِهذه المُمارسة الأخيرة جاء لِتفادي أي ثغراتٍ بحيثُ لا يُمكنُ تفادي إدراج أيَّة عمليَّة شبيهة يقوم بها الأشخاص البالغين بِملء إرادتهم ضمن الفئات التي حُددت مُسبقًا.:28 بعضُ القوانين التي تحظر الخِتان، مثل القوانين الأمريكيَّة والكنديَّة، يقتصرُ نصَّها على القاصرات فقط دون أن يشمل البالغات طالما رغبن بِذلك بملئ إرادتهنَّ. وفي العديد من الدُول الأُخرى، مثل السُويد والمملكة المُتحدة، فإنَّ حظر القانون يمتد لِيشمل جميع الفئات العُمريَّة، وفي بعض تلك الدول فإنَّ الحظر يطال حتَّى الجراحات التجميليَّة طالما كانت الغاية منها الوُصُول لِذات نتيجة الخِتان. ففي السُويد على سبيل المِثال ينص القانون على منع «جميع العمليَّات الجراحيَّة التي تُجرى على الأعضاء التناسُليَّة الأُنثويَّة الخارجيَّة بِهدف تشويهها أو إحداث تغييراتٍ دائمةٍ فيها... بِغض النظر عمَّا إذا كان الطرف المعني راضيًا بِذلك أم لا». تُشيرُ الطبيبة النسائيَّة بريجيتا إيسن وعالمة الإنسانيَّات سارة يوهانسدوتر أنَّ القانون السُويدي وما يُماثله من القوانين التي نصَّت على أمرٍ شبيه، يُفرِّقُ ويُميِّزُ بين الأعضاء التناسُليَّة الأُنثويَّة الغربيَّة والإفريقيَّة، بحيث يُفهم من نصِّه أنَّهُ يعتبر النساء الإفريقيَّات (كاللواتي يسعين طوعًا إلى إعادة إغلاق مهبلهنَّ بعد الإنجاب) غير مؤهلات لاتخاذ قراراتهنَّ بِأنفُسهنَّ.:613:33
كتبت الفيلسوفة الأمريكيَّة مرثا نوسباوم تُناهضُ الفكرة القائلة بِوُجود شبه بين خِتان الإناث وقرار الفتاة أن تتبع نظامًا غذائيًّا أو أن تُجري تغييراتٍ في مظهرها الخارجيّ، مُعتبرةً أنَّ الفرق الجوهريّ هو أنَّ خِتان الإناث غالبًا ما يتم إجراءه على فتياتٍ صغيراتٍ وبِالقُوَّة. كما تقول أنَّ التفرقة بين الضُغوطات الاجتماعيَّة والقُوَّة الجسديَّة غالبًا ما تكون صامتة على الصعيدين الأخلاقي والقانوني، وأنَّ هذا أقرب ما يُمكن مُقارنته به هو الفرق بين الإغراء والاغتصاب. وتُضيف بأنَّ نسبة التعليم لدى النساء في الدُول التي يُشاع فيها خِتان الإناث غالبًا ما تكون ضئيلة، الأمر الذي يحول دون إمكانيتهنَّ من اتخاذ القرارات الأسلم لهُنَّ ولِبناتهنَّ.
يعتبرُ العديد من المُفكرين أنَّ حُقوق الأطفال ثُنائيُّي الجنس (المُخنثون) - الذين يُولدون بِتشوُّهاتٍ طبيعيَّة في الأعضاء التناسُليَّة تجعل من الصعب تحديد جنسهم - تُخرق ويُعتدى عليها في كُل مرَّة يُقرر الأطباء تقويم تلك التشوُّهات. يقول الباحثان الحُقوقيَّان مارك بار ونانسي إهرنريك أنَّ آلاف العمليَّات الجراحيَّة من هذه الشاكلة تُجرى سنويًّا في الولايات المُتحدة وحدها، على الرُغم من أنَّ لا ضرورة طبيَّة تفرض ذلك، كما أنَّ نسبتها أكثف بكثير من نسبة عمليَّات خِتان الإناث، وتوابعها ومُضاعفاتها النفسيَّة والجسديَّة أخطر بكثير من تلك الخاصَّة بِالخِتان. ينسب الباحثان سالِفا الذِكر صمت الفئة المُناهضة لِختان الإناث تجاه عمليَّات تقويم الجنس إلى فكرة تفوُّق العرق الأبيض على سائر الأعراق البشريَّة، ورفض البيض الاعتراف بِحُصُول عمليَّاتٍ مُشابهة لِعمليَّة خِتان الإناث في المُجتمعات البيضاء وتحت أنظارهم مُباشرةً.

### رأي بعض الأطباء والباحثين المُسلمين
أشار بعض الأطباء إلى أنَّ خِتان الأُنثى له فوائد طبيَّة مُحددة، وفي ذكر بعض هذه الفوائد يقول الدكتور حامد الغوابي: «تتراكم مُفرزات الشفرين الصغيرين عند القلفاء وتتزنَّخ ويكون لها رائحة كريهة وقد يُؤدي إلى التهاب المهبل أو الإحليل، وقد رأيت حالات مرضيَّة كثيرة سببها عدم إجراء الخِتان عند المُصابات». كما قال أنَّ من فوائد خِتان المرأة تقليل الحساسيَّة المُفرطة لِلبظر الذي قد يكون شديد النُمو بحيثُ يبلغ طوله 3 سنتيمترات عند انتصابه وهذا مُزعج جدًّا لِلزوج، وبخاصَّة عند الجماع. وأنَّ ختان المرأة يَحول دون ظُهور ما يُسمَّى بإنعاظ النساء وهو تضخُّم البظر بِصورةٍ مُؤذيةٍ يُكوِّن معها آلام مُتكررة في نفس الموضع. كما قال بأنَّ الخِتان يمنع ما يُسمَّى «نوبة البظر»، وهو تهيُّج عند النساء المُصابات بمرض الضنى، ويمنع الغلمة الشديدة التي تنتج عن تهيُّج البظر ويُرافقها تخبُّط بِالحركة. أمَّا بِالنسبة لِلبرود الجنسي فقال أنَّ الخِتان الفرعوني الذي يُستأصل فيه البظر بكامله هو بِالفعل يؤدي إلى هذه المُشكلة، أمَّا الخِفاض الشرعي فلا يتسبب بها. وتقول الطبيبة النسائيَّة ست البنات خالد في مقالة لها بعنوان «خِتان البنات: رُؤية صحيَّة»: أنَّ من فوائد الخِتان الشرعي لِلإناث القضاء على الغلمة والشبق عند النساء، أي شدَّة الشهوة والانشغال بها والإفراط فيها، إلى جانب منع الروائح الكريهة التي تنتج عن تراكم اللخن (النتن) تحت القلفة، وانخفاض مُعدَّل التهابات المجاري البوليَّة وانخفاض نسبة التهابات المجاري التناسُليَّة.

## حواشٍ
1. ↑  اليونيسف 2013: «هُناك فريضةٌ اجتماعيَّة للإتيان بِهذا الفعل وتأكيده، واعتقادٌ واسعٌ بأنهُنَّ [الإناث] لو لم يفعلن ذلك، فإنَّهُ من الراجح أن يدفعن ثمنًا باهظًا يشتملُ على إقصائهنَّ اجتماعيَّا، واضطهادهنَّ، والسُخرية منهُنَّ، ووصمهنَّ بالعار، وعندها قد لا تتمكن بناتهنَّ من العُثور على زوجٍ مُناسبٍ».[2]:15

ناهد طوبيا، إيمان حُسين الشريف، 2003: «إحدى أهم إنجازات العقد الماضي في ميدان ختان الإناث يتمثَّل في النقلة النوعيَّة من التأكيد على التأثيرات المُضرَّة التي يُسببها ختان الإناث إلى فهم هذه المُمارسة بِصفتها ظاهرة اجتماعيَّة من نتاج التعريف الاجتماعي لِدور المرأة، وبالأخص دورها الجنسي والإنجابي. هذه النقلة ساهمت في إعادة تعريف هذه القضيَّة كإحدى أشكال الأمراض السريريَّة (ومنها جاءت عبارة استئصال الشائعة في المصادر والمراجع التي تتناول هذا الموضوع) إلى مُشكلةٍ مردُّها استخدام الثقافة في سبيل الحفاظ على الهيمنة على جسد النساء من قِبل نظام التسلسُل الهرمي الأبوي. إنَّ فهم آليَّات تشغيل النظام الأبوي الهرمي الهيمني يجب أن يشتمل أيضًا على فهم فكرة أنَّ النساء، وبالأخص تلك الناضجات المُتزوجات، هُنَّ الحافظات لِنظام السيطرة هذا».[6]
2. ↑  كلير ك. روبرتسون، أُستاذة التاريخ والدراسات النسائيَّة في جامعة ولاية أوهايو، 2002: «إنَّ تقرير هوسكن هو الوثيقة الأبرز الأكثر تأثيرًا وذات الفضل الأكبر في رفع مُستوى الوعي بِالنسبة لِمسألة تشويه الأعضاء التناسُليَّة الأُنثويَّة».[18]
3. ↑  اليونيسف 2005: «نسبةٌ كبيرةٌ من البنات والنساء يُختنَّ على يد خاتنٍ تقليديّ، فئة من هؤلاء عبارة عن أشخاص محليين (خَتَنة)، وأُخرى عِبارة عن قابلات ومُولدات، وهُنَّ بشكلٍ عام، نساءٌ كبيرات في السن من المُجتمع المحلي لِلفتاة المختونة. يصدق هذا الكلام على حوالي 80 بالمئة من البنات اللواتي خُتنَّ في كُلٍ من: بنين، وبوركينا فاسو، وساحل العاج، وإريتريا، وإثيوپيا، وغينيا، ومالي، والنيجر، وتنزانيا، واليمن. يُلاحظ أنَّهُ في أغلب البُلدان، فإنَّ حملة الشهادات الطبيَّة الجامعيَّة أو المعهديَّة، كالأطباء المُعتمدين والقابلات القانونيَّات، لا يتم اللُجوء إليهم لِلقيام بِهذه العمليَّة».[28]:7
4. ↑  بيَّنت إحدى الدراسات التي أُجريت سنة 2003 في غانا أنَّ حوالي أربعة بالمئة من النساء قُلن بأنَّهُنَّ لم يتعرَّضن لِلختان في سنة 1995، لكنهُنَّ قلن في استبيانٍ آخر أُجري سنة 2000 بأنَّهُنَّ تعرَّضن لِذلك، بينما أشار 11 بالمئة منهُنَّ بِالعكس في تلك المرَّة الأخيرة.[32] وفي دراسةٍ أُخرى أُجريت في تنزانيا سنة 2005، قالت 66 من النساء المُشاركات بِأنَّهُنَّ خُتنَّ، غير أنَّ الفُحوصات الطبيعيَّة أظهرت بأنَّ 73 بالمئة منهُنَّ تعرَّضن لِذلك.[33] كذلك، بيَّنت دراسة أُخرى أُجريت في السودان سنة 2006، أنَّ نسبةً كبيرةً من النساء والبنات اللواتي خُتنَّ ختانًا فرعونيًّا قُلن بأنَّهُنَّ خُتنَّ ختانًا أقل تطرُفًا من هذا المذكور.[34]
5. ↑  اليونيسف 2013: «هذه التصنيفات لا تتطابق بشكلٍ تام مع الأنماط التي تنص عليها مُنظَّمة الصحَّة العالميَّة. الجرح، دون أي بترٍ أو إزالةٍ لِلأنسجة تصفُ العمليَّة المشهورة بِالثقب أو الخدش، المعروفة حاليًّا لدى المُنظمة بِالنمط الرَّابع. البتر، أي إزالة بعض الأنسجة هي ما يُعرف لدى المُنظمة بِالنمط الأوَّل (استئصال البظر) والنمط الثاني (الحزف) سويًّا. أمَّا التخييط والتقطيب فهي ترمز إلى النمط الثالث، أي الختان الفرعوني أو التَبْتِيْك».[2]:48
6. ↑  «[هُناك] ميلٌ مُشترك ومألوف لِوصف النمط الأوَّل بإنَّهُ عبارة عن إزالة القلفة، على أنَّ هذا لم يتم توثيقه بِصفته شكلًا تقليديًّا من أشكال تشوية الأعضاء التناسُليَّة الأُنثويَّة. غير أنَّهُ في بعض البُلدان، يُمكنُ أن يتضمَّن خِتان الإناث الذي يُؤديه الأطبَّاء إزالة القلفة وحدها (النوع 1أ) (Thabet and Thabet, 2003)، لكن يبدو بأنَّ هذا النوع نادرٌ بعض الشيء (Satti et al, 2006). تشتمل جميع أنواع تشوية الأعضاء الجنسيَّة الأُنثويَّة تقريبًا على إزالة أنسجة من البظر وأيضًا بتر أقسام من الغطاء أو القلفة، أو بترها تمامًا».:25[35]
7. ↑  مُنظمة الصحَّة العالميَّة 2014: «تضييق الفتحة المهبليَّة عبر غلقها بواسطة بتر وتغيير وضعيَّة الشفرين الصغيرين و \ أو الشفرين الكبيرين، مع أو بدون استئصال البظر (التَبْتِيْك)».«النوع 3أ، هو إزالة وتغيير وضعيَّة الشفرين الصغيرين؛ النوع 3ب، هو إزالة وتغيير وضعيَّة الشفرين الكبيرين».[1]
8. ↑  الوكالة الأمريكيَّة لِلتنمية الدوليَّة 2008: «أكثر ما يُمارسُ التَبْتِيْك في الدُول الواقعة قي القسم الشمالي الشرقي من إفريقيا: جيبوتي، وإريتريا، وإثيوپيا، والصومال، والسودان. ... يبلغ تعداد النساء اللواتي تعرَّضن لِهذا النوع من الختان 3.5 مليون امرأة في السودان وحدها. ... يُقدَّر عدد النساء المختونات ختانًا فرعونيًّا في [جيبوتي، والصومال، وإريتريا، والسودان الشمالي، وإثيوپيا، وغينيا، ومالي، وبوركينا فاسو، والسنغال، والتشاد، ونيجيريا، والكاميرون، وتنزانيا، واللواتي تتراوح أعمارهُنَّ بين 15 و49 سنة] بِحوالي 8,245,449 امرأة أو ما يفوق ثمانية ملايين بِقليل».[37]:13–14
9. ↑  ياسمين عبدُ القادر، النشرة السويسريَّة الأُسبوعيَّة، 2011: «في حالة التَبْتِيْك، يتمُّ تغطية الفتحة البوليَّة وقسمٌ من الفتحة المهبليَّة بِالندبة الموجودة بِسبب العمليَّة. وفي حالة الفتاة العذراء المختونة ختانًا فرعونيًّا، فإنَّ الفتحة الصغيرة المتروكة لِمُرور البول ودماء الحيض لا تكون أعرض من 2 أو 3 مم؛ أمَّا النساء المُتزوجات ذوات الحياة الجنسيَّة النشطة فإنَّهُنَّ بعد أن يُنجبن تُصبح الفتحة المهبليَّة لديهُنَّ أوسع من الفتحة البوليَّة وتلك الأخيرة غالبًا ما تبقى مُغطاة بِالندبة».[7]
10. ↑  إليزابيث كيلي، پاولا جـ. آدمز هيلارد، أراءٌ مُعاصرة في طُب النساء والتوليد، 2005: «عادةً ما تخضع النساء لِعمليَّة إعادة التَبْتِيْك بعد أن تلد ولادةً طبيعيَّة. وإلى جانب التَبْتِيْك العكسي، تخضعُ الكثير من النساء في السودان إلى عمليَّةٍ أُخرى من عمليَّات إعادة التقطيب تُعرفُ بِالعدل، وهي تهدف إلى إعادة حجم فتحة المهبل إلى ما كانت عليه من الضيق والصغر عندما خُتنت الفتاة لِأوَّل مرَّة في حياتها. يُحدُ الخاتن شقَّان صغيران حول فتحة المهبل لِلكشف عن أنسجة جديدة في سبيل إعادة خياطتها، ومن ثُمَّ توضع عدَّة غُرز لِشد فتحة المهبل والعجان. يُقامُ بِهذه العمليَّة بعد الولادة الطبيعيَّة بِشكلٍ رئيسيّ، ولكن يُمكن أن يُقام بها قبل الزواج أيضًا، أو بعد الجراحة القيصريَّة، أو بعد الطلاق، وفي بعض الأحيان لدى النساء العجائز حتَّى، كشكلٍ من أشكال التطهُّر قبل الممات».:491
11. ↑  مُنظمة الصحَّة العالميَّة 2005: «في بعض المناطق (أقسامٌ من الكونغو والبر التنزاني مثلًا)، يُقدمُ البعض على مط الشفرين الصغيرين و \ أو البظر على مدى أُسبُوعين أو ثلاثة أسابيع.  تؤدي هذه العمليَّة امرأة كبيرة في السن تتخصص بِإجراء هكذا عمليَّات،  فتضعُ عيدانًا من أنواعٍ مُحددةٍ من خشب الأشجار بشكلٍ يقبضُ قبضًا متينًا على الأقسام المهبليَّة الممطوطة بحيثُ تحول دون عودتها إلى وضعها الطبيعي وحجمها الأصلي تلقائيًّا. تُلقَّنُ الفتاة أن تقوم بِمط أعضائها التناسُليَّة كُل يوم، في سبيل زيادة امتدادها، وأن تُضيف عيدانًا إضافيَّةً إلى تلك الموجودة لِتُمسك بالأقسام الممطوطة الإضافيَّة بين الحين والآخر. تُكرَّرُ هذه العمليَّة يوميًّا على مدى أُسبُوعين تقريبًا، وعادةً لا يتم استخدام أكثر من أربعة عيدان لِتثبيت الأقسام الممطوطة، إذ أنَّ الكثير من المط والشد من شأنه أن يجعل من طول الأعضاء التناسُليَّة مُنفرًا وغير مقبول في نظر الناس».[50]:31
12. ↑  اليونيسف 2013: «إنَّ نسبة الفتيات والنساء اللواتي هُنَّ في سن الإنجاب (15 إلى 49 سنة) وخضعن لِأيِّ نمطٍ من أنماط الختان هي المُؤشِّرُ الأوَّل الذي يُستخدم لِمعرفة مدى انتشار هذه العادة في دولةٍ مُحددة ... من المُؤشرات الأُخرى التي تدلُّ على مقدار انتشار تلك المُمارسة على الصعيد الوطني هو احتساب نسبة الختان بين البنات اللواتي تصلُ أعمارهنَّ إلى 14 سنة، وفق ما تُصرِّح به أُمهاتهُنَّ. إنَّ هذه البيانات الخاصَّة بِالبنات تعكسُ وضعهنَّ الختانيّ الحالي – وليس النهائي – نظرًا لِأنَّ الكثير منهُنَّ لم يصلن السن التي تتم فيها هذه العمليَّة وفق ما تقتضيه الأعراف والتقاليد، في زمن إجراء الاستبيان. لِهذا يُقالُ عن هذه الفئة من الإناث بأنَّها غير مختونة، على أنها تبقى عرضةً لِلتعرُّض لها. بناءً على هذا، ينبغي تفسير الإحصاءات التي تتناول الفتيات اللواتي يقل سنّهُنَّ عن 15 بحذرٍ كبير» ...[2]:23 «من المصاعب الأُخرى التي تُواجه الباحثين في هذا المجال، هو أنَّ بعض النساء في البلاد حيثُ يُعمل على مُناهضة هذه المُمارسة قد ينكرن ختان بناتهنَّ».[2]:25, 100[31]:196
13. ↑  اليونيسف 2014: «بِحال لم يحصل تراجع في هذه المُمارسة بين وقتنا هذا وسنة 2050، فإنَّ عدد البنات المختونات في كُل سنة سوف يزداد من 3.6 ملايين سنة 2013 إلى 6.6 ملايين سنة 2050. ولكن بحال تمَّ الحفاظ على النسبة التي اكتسبناها طيلة السنوات الثلاثون الماضية، فإنَّ عدد البنات المختونات سنويًّا سوف يرتفع من 3.6 ملايين اليوم إلى 4.1 مليون سنة 2050». «في كُل الأحوال، فإنَّ إجمالي عدد البنات والنساء المختونات سنويًّا سيستمر بالازدياد بسبب ازدياد عدد سُكَّان العالم. وبحال لم يتم عمل شيء، فإنَّ عدد البنات والنساء المُتأثرات بِهذه العمليَّة سيزداد من 133 مليون اليوم إلى 325 مليون سنة 2050. ولكن، بحال تمَّ الحفاظ على مُستوى التقدُّم الحالي، فإنَّ العدد سيزيد من 133 مليون إلى 196 مليون سنة 2050، وحوالي 130 مليون فتاة تقريبًا ستُعفى من هذا التعدي على حُقوقهنَّ الإنسانيَّة».:3
14. ↑  مُحمَّدأ. تاج الدين (مُنظَّمة الصحَّة العالميَّة، 2008): «أكثرُ أنماط ختان الإناث التي ما تزال تُمارس على نطاقٍ واسعٍ في مصر هي النمطان الأوَّل (المشهور بِبتر البظر) والثاني (المشهور بالاستئصال)».[80]
15. ↑  گاري مكِّي، 1996: «إنَّ تقييد القدمان وخِتان الإناث يتطابقان كما يلي. كِلا العادتان مُنتشرة في جميع أنحاء المُجتمعات التي تتبعها وعلى مُختلف الأصعدة؛ وكِلاهُما مُستمر ويُمارس من قِبل الأشخاص الذين يُعارضونه حتَّى. كِلاهُما يضع قُيُودًا على الحياة الجنسيَّة لِلمرأة لِضمان عفَّتها وطهارتها. كِلاهُما يُعتبرُ ضروريًّا في سبيل حُصول الفتاة على زوجٍ مُناسب وتشريفها لِعائلتها. وكِلاهُما يراهما الناسُ عُرفًا وتقليدًا اجتماعيًّا لا مفر منه. كِلاهُما يُعتقد بأنَّهُ وسيلة لِتحديد عرقيَّة المرء، بحيثُ لا يُمارسه إلَّا المجموعة أو المجموعات العرقيَّة الكبيرة وتتفاداه بعض المجموعات العرقيَّة الصغيرة. ويبدو أنَّ العمليَّة المُؤدية لِكُلٍ منهما تتسبب بِنقل العداوى المرضيَّة. كِلاهُما يُمكن المُغالاة فيه مع مُرور الوقت وكِلاهما تزداد حدَّته أو نسبته مع تبدُّل وضع المرأة الاجتماعي. كِلا المُمارستان تدعمهما وتؤديهما النساء، وتتعرَّض لهما فتيات تتراوح أعمارهنَّ بين ست وثماني سنوات، وكِلاهُما لا يُعتبران عادةً من طُقوس العُبُور بين مرحلة الطُفُولة والبُلُوغ. كِلاهُما يُعتقدُ بأنَّها تحُث على الصحَّة الجيِّدة والخُصُوبة. كِلاهُما يُقال بأنها ذات قيمة جماليَّة بحيثُ تجعل من الفتاة أكثر جاذبيَّةً فيما لو تُركت على حالها. كِلاهُما يُقال بِأنَّهُ يُحقق التكامُل بين الجنسين،  وكِلاهُما يُقال بِأنَّهُ يجعل الجماع أكثر مُتعةً لِلرجل».[89]:999–1000
16. ↑  گاري مكِّي، 1996: «خِتان الإناث عادة سابقة على الإسلام ولكنها رُبطت بِالإسلام بسبب تقاطع فكرة الخِتان مع مبادئ الإسلام الداعية إلى العفَّة والطهارة والابتعاد عن الرجس والزنا، والحفاظ على عفَّة الفتيات وطهارتهنَّ وكرامتهنَّ وشرفهنَّ».:1008
17. ↑  گاري مكِّي، 1996: «إنَّ القُرآن صامت تجاه خِتان الإناث، إلَّا أنَّ عدَّة أحاديث نبويَّة منسوبة إلى مُحمَّد ﷺ تُشجع على هذا الأمر لِلحفاظ على طهارة الفتاة، فهذا الأمر سُنَّة يُثاب عليها فاعلها وفق المُعتقد الإسلامي ولا يُعاقب إن تركها، كما تُنصح المرأة على ترك هذا الأمر إن وجدت بأنَّ من شأنه إيلامها وإضرارها وإن كان يُحقق مُتعةً لِزوجها».:1004–1005
18. ↑  ماغي ميخائيل، أسوشيتد پرس، 2007: «إنَّ السُلطات الدينيَّة العُليا في مصر أفتت بأنَّ الإسلام يقف ضدَّ خِتان الإناث. "إنَّهُ حرامٌ، حرامٌ، حرام،" كما قال الإمام الأكبر علي جُمُعة على شبكة المحور التلفازيَّة الخاصَّة».[103]
19. ↑  قال بعض العُلماء بِضعف هذا الحديث، فقد ورد عن الإمام أبي داود: «رُوي عن عبد الله بن عمرو عن عبد الملك بمعناه وإسناده. ليس هو بِالقوي، وقد رُوي مُرسلاً». ومما ضعفه وفق أبو داود أنه نُقل عن سُليمان بن عبد الرحمٰن الدمشقي وعبد الوهَّاب بن عبد الرحيم الأشجعي اللذان نقلاه عن مُحمَّد بن حسَّان، وهذا الأخير مجهول الهويَّة.[ْ 19] وقال الألباني أيضًا بِضعف هذا الحديث، وكذلك أبو نعيم الأصفهاني والطبراني وغيرهم.
20. ↑  تُضيفُ نايت قائلةً بأنَّ عُلماء المصريَّات غير مُطمئنين لِترجمة تلك العبارة إلى غير مختونة، لأنَّ المعلومات حول عقوبة عدم الختن في تشريعات الحضارة المصريَّة الفرعونيَّة معدومة.:330
21. ↑  إسطرابون، كتاب الجُغرافيا، ح. 25 ق.م: «إحدى أبرز العادات التي يُواظب عليها المصريُّون بكثرة هي التالية، يُعجزون كُلَّ مولود، ويختنون [περιτέμνειν، پريتيمنين] الذُكُور، ويُخفضون [إكتمنين] الإناث، وتلك عادةٌ مُنتشرة أيضًا بين اليهود، الذين هم مصريُّون بالأصل، كما سبق لي القول عند حديثي عنهم».[117]
الكتاب السادس عشر، الفصل الرابع، 16.4.9: «ومن ثُمَّ إلى ميناء أنتيفيلوس، ثُمَّ إلى ما وراء ذلك، إلى بلاد السيروفاغي [أكلة لُحوم البشر]،  الذين تُشوَّة أعضاء ذُكورهم التناسُليَّة [كولوبُس] وتُخفضُ نسائهم [إكتمنين] على عادة اليهود».
22. ↑  كتبت نايت في سنة 2001 تقول بأنَّ هُناك أثرًا وحيدًا باقيًا من العُصُور القديمة يُحتمل أنَّهُ يتحدث عن ختان الإناث خارج مصر، وهو منسوب إلى المُؤرِّخ خانتوس اللیدیائي الذي عاش خِلال القرن الخامس قبل الميلاد. فقد كتب خانتوس يقول، في تأريخيه لِليديا: «وصل الليديُّون إلى درجةٍ كبيرةٍ من الضعف حتَّى أصبحوا أوَّل قومٍ 'يُخصون' نسائهم». تقول نايت أنَّ «الخصاء»، غير الموصوف أكثر من هذا في الكتاب، لرُبما ساهم في الحفاظ على نضارة النساء، من ناحية تمكين ملك البلاد من مُجامعة النساء دون أن يحملن منه. تُشيرُ نايت في آخر بحثها إلى استنتاجٍ مفاده أنَّ الخصاء المذكور لعلَّ المقصود به هو التعقيم، وليس الختان.:326
23. ↑  تُضيفُ نايت قائلةً أنَّ نسبة المؤلَّف إلى جالينوس مشكوكٌ بها.:326
24. ↑  تمَّت إضافة فاصل بين الفقرات لِتسهيل القراءة.:327–328
25. ↑  ما يزالُ ختان الإناث واسع الانتشار في السودان. بعضُ الولايات حظرته خلال الفترة المُمتدة بين سنتيّ 2008 و2009، ولكن التشريعات الشاملة على المُستوى الوطني ما زالت غير موجودة.[2]:2, 9
26. ↑  انضمَّت خمسة عشر دولة إلى البرنامج المذكور، وهي: جيبوتي، ومصر، وإثيوپيا، وغينيا، وغينيا بيساو، وكينيا، والسنغال، والسودان، في سنة 2008؛ تلتها بوركينا فاسو، وغامبيا، وأوغندا، والصومال سنة 2009؛ فإريتريا، ومالي، وموريتانيا سنة 2011.[150]
27. ↑  على سبيل المِثال، أشار تقرير اليونيسف لِسنة 2013 أنَّ موريتانيا شرَّعت قوانين لِلحيلولة دون خِتان الإناث، ولكنَّ المنع طال المُستشفيات والمُؤسسات الصحيَّة الحُكوميَّة، بحيثُ لم يعد مسموحًا أن تُختن البنات فيها، وكذلك حال القانون الجديد دون أن يُمارس الخِتان الأشخاص غير المُرخص لهم من وزارة الصحَّة.[2]:8الدُول التالية هي تلك التي يُشاع فيها خِتان الإناث والتي سنَّت حكوماتها قوانين لِلحد من هذه الظاهرة. النجمة تُشير إلى الدولة التي حُظرت فيها المُمارسة تمامًا سواء كان القانون يُطبَّق على أرض الواقع أم لا:

بنين (2003)، بوركينا فاسو (1996*)، جُمهُوريَّة إفريقيا الوُسطى (1966، عُدِّل القانون مُجددًا في ذات السنة)، التشاد (2003)، ساحل العاج (1998)، جيبوتي (1995، عُدِّل القانون سنة 2009*)، مصر (2008*)، إريتريا (2007*)، إثيوپيا (2004*)، غانا (1994، عُدِّل القانون سنة 2007)، غينيا (1965، عُدِّل القانون سنة 2000*)، غينيا بيساو (2011*)، العراق (2011*)، كينيا (2001، عُدِّل القانون في ذات السنة*)، موريتانيا (2005)، النيجر (2003)، نيجيريا (2015*)، السنغال (1999*)، الصومال (2012*)، السودان، بعض الولايات (2008–2009)، تنزانيا (1998)، توغو (1998)، أوغندا (2010*)، اليمن (2001*).[2]:8–9[155]:12
28. ↑  اليونيسف 2005: «عند النظر إلى ما هو أبعد من العوامل الاقتصاديَّة، يُلاحظ بأنَّ أنماط الهجرات تعكس بشكلٍ نمطيٍّ روابط تأسست خِلال الماضي الاستعماري لِدُول المُهاجرين. فعلى سبيل المِثال، يُلاحظ بأنَّ المُوطنين الآتين من بنين، والتشاد، وغينيا، ومالي، والنيجر، والسنغال، كثيرًا ما يختارون فرنسا لِتكون موطنهم ومُستقرَّهم الجديد، بينما يميلُ أغلب الكينيين، والنيجيريين، والأوغنديين إلى الاستقرار في المملكة المُتحدة».«خِلال سبعينيَّات القرن العشرين، أدَّت الحُرُوب والاضطرابات المحليَّة والجفاف في العديد من الدُول الإفريقيَّة، بما فيها إريتريا، وإثيوپيا، والصومال، إلى تدفُّق نسبة كبيرة من المُهاجرين الأفارقة على أوروپَّا الغربيَّة، على أنَّ بعض البُلدان، مثل النرويج والسويد، لم تتأثر نسبيًّا بِدرجة الهجرة حتَّى ذلك الوقت. إلى جانب أوروپَّا الغربيَّة، احتضنت  كندا والولايات المُتحدة في أمريكا الشماليَّة، وأُستراليا ونيوزيلندا في أُستراليزيا عددًا كبيرًا من النساء والأطفال اللتواتي خضعن لِلختان، كما أنها أضحت تُشكِّلُ موطنًا لِلعديد منهُنَّ اللواتي يُحتمل أن يتعرَّضن لِهذه المُمارسة».:4
29. ↑  سنة 2014 تحدث الرئيس الأمريكي باراك أوباما عن خِتان الإناث لِأوَّل مرَّة، واصفًا إيَّاه بِـ«التقليد الهمجيّ الذي يجب استئصاله».[170]
30. ↑  قانون تشويه الأعضاء التناسُليَّة الأُنثويَّة 2003: «يُعاقب المرء باعتباره ارتكب جُنحة إن نفَّذ خِتان فتاة أو قام بِتشويه كامل، أو جُزءٌ من الشفرين الكبيرين، أو الشفرين الصغيرين، أو بظر فتاةٍ أو امرأة، إلَّا بحال كان ذلك لِضرورةٍ طبيَّة سواء أكانت جسديَّة أم نفسيَّة وفيها مصلحة المريضة».[181]